# مقابر النبلاء (الأقصر)

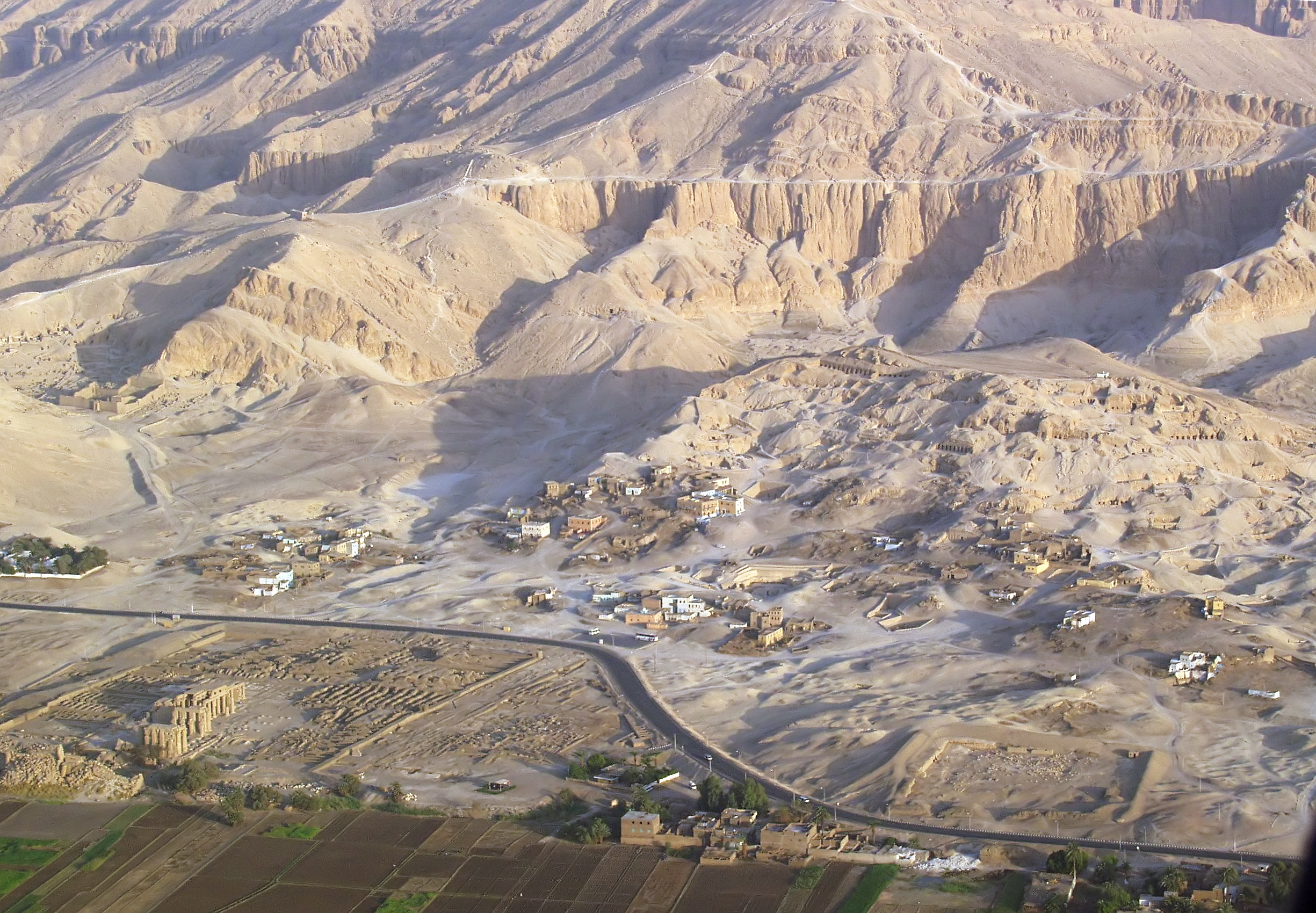
عرض جوي لمقابر النبلاء.

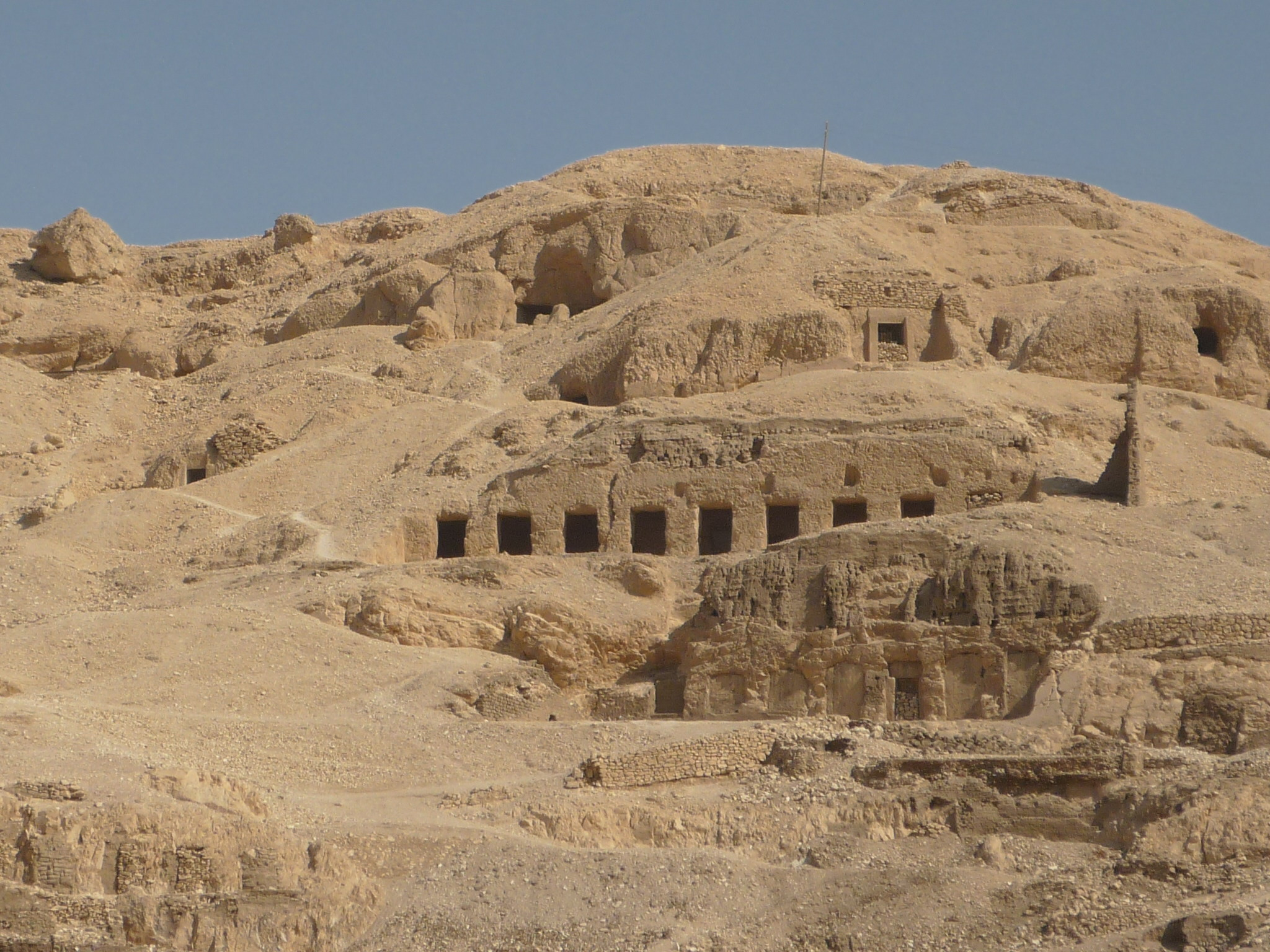
مقابر النبلاء، منحوتة في الصخر الرملى

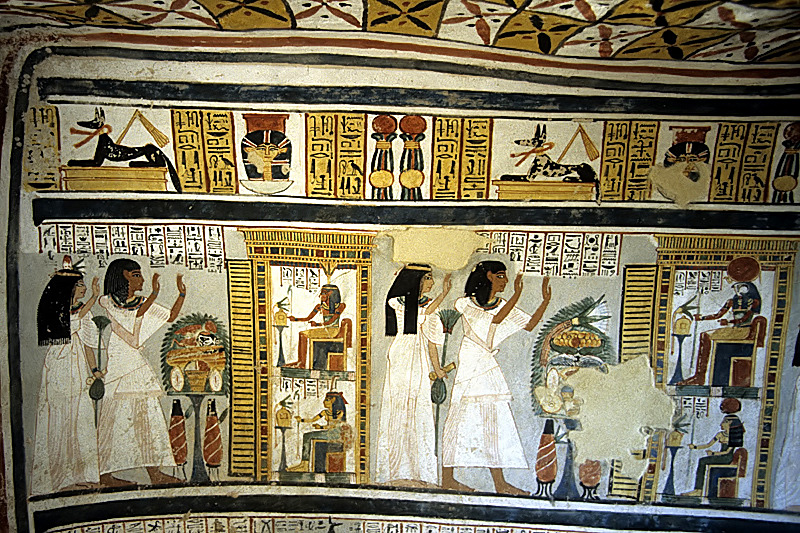
مقابر النبلاء

مقابر النبلاء، (بالإنجليزية: Tombs of the Nobles)‏ تقع بالقرب من الأقصر في البر الغربي للنيل على الضفة الغربية لأسوان مصر ، هي مقابر صخرية كانت لحكام أسوان والفنتين ورجال الدولة من عسكريين ومدنيين وكهنة وكتبة وغيرهما ، وهي منحوتة في الصخر الرملي، وترجع إلى العصور القديمة، منذ الدولة القديمة حتى العصر الروماني. ولهذه المقابر أهمية تاريخية تضعها في صدارة المقابر بصعيد مصر ومن أهمها مقبرتي (ميخو وسابني)، كما تعطى فكرة عن الطراز المعماري للمقابر، وكذلك الألقاب والوظائف التي تقلدها حكام الجنوب. وقد أوضحت النقوش التي كتبت على جدران هذه المقابر الدور الذي قام به أمراء الجنوب في حماية البلاد أوالقيام برحلات داخل أفريقيا.

## خلفية تاريخية

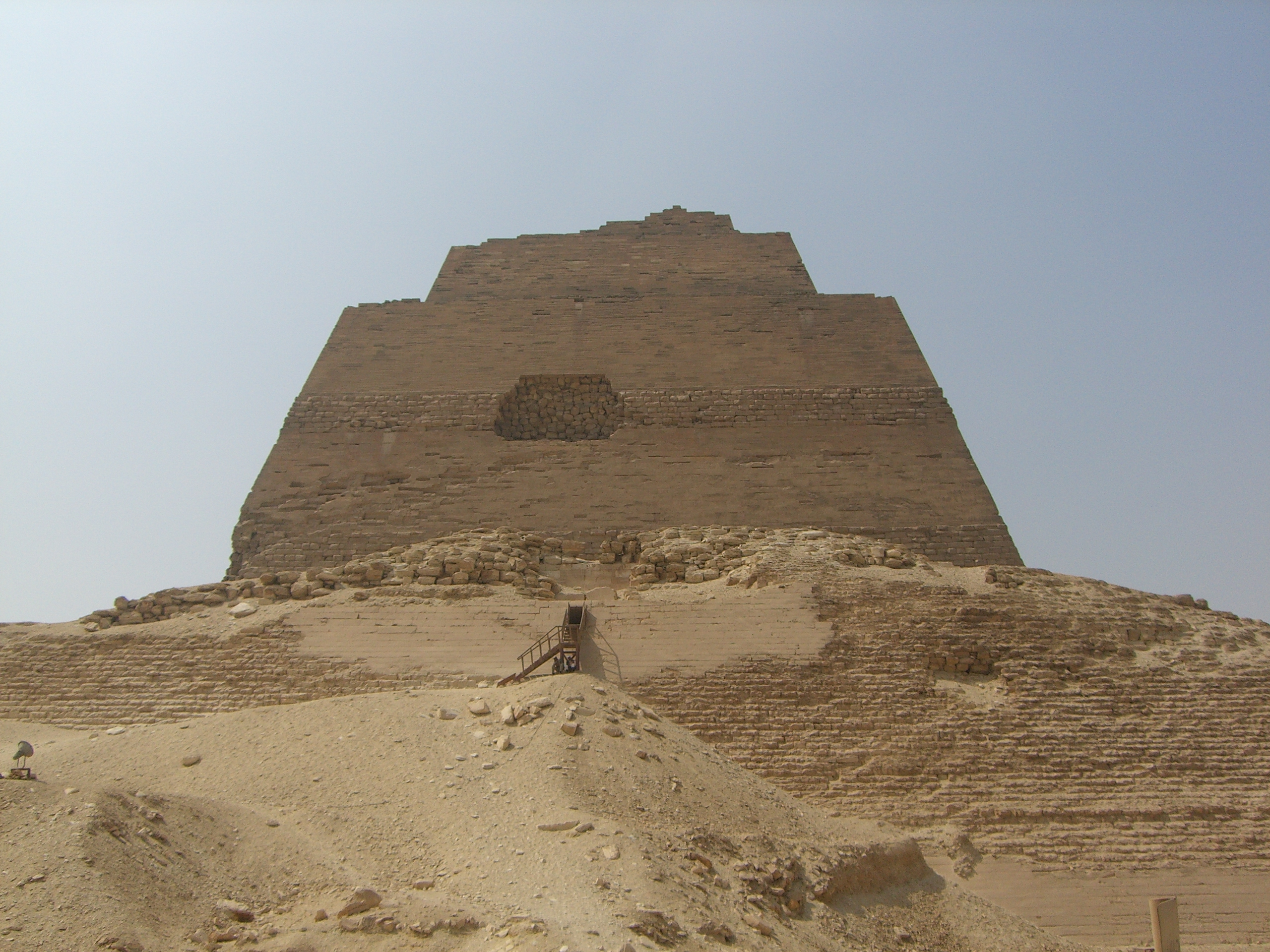
هرم الملك سنفرو في ميدوم، تطور الهرم المدرج إلى هرم حقيقي.

كان الموتى، في عصر ما قبل الأسرات، يلفون في الحصير أو جلد الماعز ويوضعون في حفرة رملية بيضاوية ضحلة العمق. وكانت تترك في الحفرة، مع المتوفى، أوعية فخارية بها طعام وشراب، من أجل الرحلة في العالم الآخر. وكانت الرمال أو كميات من الرديم، تكوم فوق القبر لتشكل تلا صغيرا. وفي وقت لاحق، كانت مقابر الصفوة تتكون من تقسيمات بنائية مستطيلة الشكل تحت الأرض؛ مفردة أو متعددة. وكانت هذه التقسيمات تبطن أحيانا بالطوب، لتدعيم الجوانب، كما كانت تغطى بأكوام من الرديم. وكان البعض منها مزودا بدرجات سلالم؛ حتى يسهل النزول عليها، إلى الغرف الموجودة تحت الأرض.

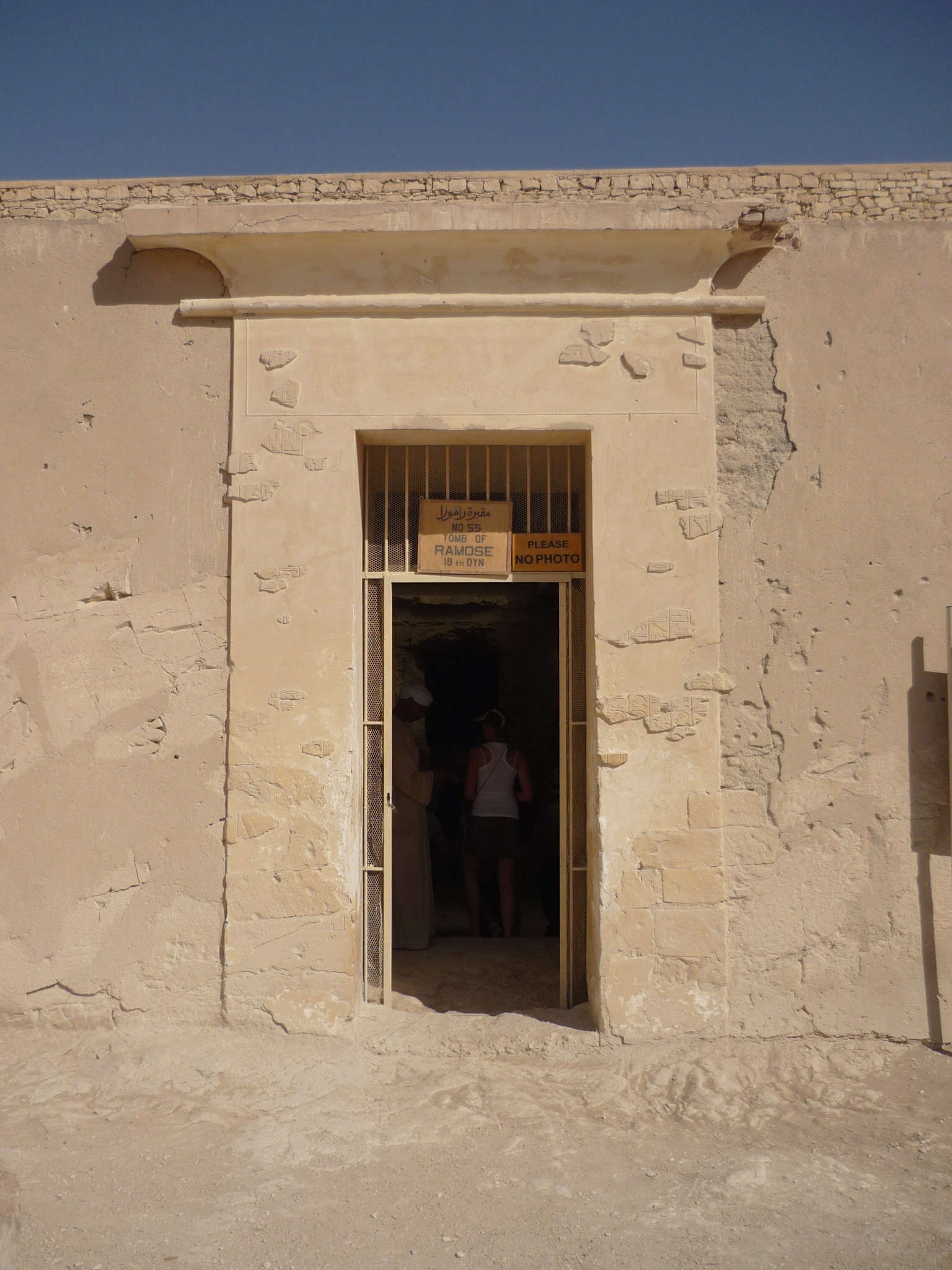
مقبرة رعموزا

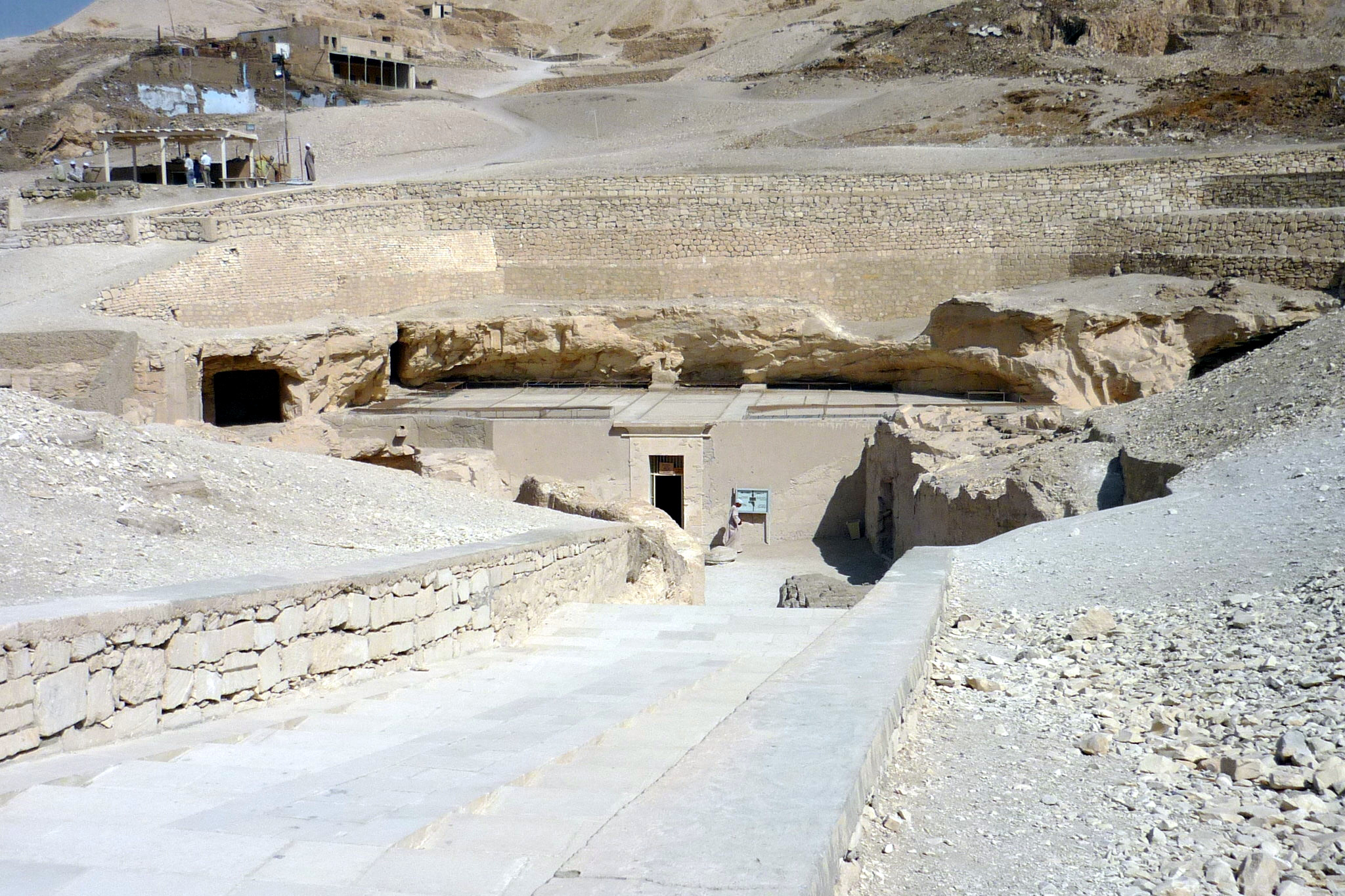
مقابر النبلاء

وأصبحت المصطبة، وهي بناء مستطيل ضخم فوق غرفة تحت الأرض، البناء المفضل للدفن لدى طبقة النبلاء في عهد الأسرة المصرية الثانية. وكانت الجدران الخارجية منبسطة، ولكن مع الميل الخفيف إلى الداخل. وكانت للمصاطب، في الغالب، غرف لحفظ القرابين تحمل جدرانها نقوشا منحوتة غائرة أو بارزة تحتوي علي رسوم أو نصوص. وفي تلك الفترة تقريبا، بدأ قدماء المصريين يضعون الموتى داخل توابيت حجرية أو خشبية.
وفي عهد الأسرة الثالثة، بدأ المعماري العبقري أمنحوتب ، ثورة في العمارة الجنائزية: حين شيد مجموعة جنائزية للملك زوسر، من الحجر كبديل عن الطوب والخشب. وتطورت المصطبة ذات القمة المسطحة؛ إلى هرم مدرج من ست مصاطب مستطيلة بمساحات تتناقص تدريجيا إلى أعلى، وقد بني بعضها فوق بعض. وبتشييد هرم الملك سنفرو في ميدوم، تطور الهرم المدرج إلى هرم حقيقي، بجوانب مستقيمة مسطحة وزوايا تميل إلى أعلى. وبنى خوفو، ابن سنفرو، هرما أكبر بالجيزة. وبنى خفرع هرما كبيرا أقل منه، بجانب نحت تمثال أبي الهول؛ وبنى ابنه منكاورع الهرم الأصغر الثالث بالجيزة. وبنهاية عصر الدولة القديمة، أصبحت الجيزة مدينة للموتى، وبها شوارع اصطفت بأهرام صغيرة للملكات والأميرات، ومقابر للنبلاء المقربين.
وكانت الأهرام تكون جزءا من مجموعة جنائزية مع معبد للوادي وطريق صاعد يؤدي إلى المعبد الجنائزي وضمت الأهرام أنظمة تزداد تعقيدا، ووسائل وأدوات إغلاق لكي تحول دون سرقة ما يمكن أن يكون بداخلها من كنوز شخصية للملوك والملكات.
وخلال عصر الدولة الوسطى، تغيرت العمارة الجنائزية؛ حيث شيد منتحوتب الثاني معبدا ضخما عند الجبل الغربي في طيبة. وقاد طريق صاعد من أسفل الساحة إلى المقبرة المخفية في العمق تحت بطن الأرض. ولقد دفن عدد كبير من كبار المسئولين معا في الجبل بطيبة. وفي الشمال، دفن الملوك في أهرام، بينما كان يدفن أعضاء البلاط في مقابر حولها.
وبحلول عصر الدولة الحديثة، حاول الملوك إخفاء المقابر من اللصوص. وقد حفر للملك تحتمس الأول كهفا ضخما تحت الأرض بوادي الملوك غرب طيبة. وبعد وفاته أغلق المدخل، بينما أقسم أولئك الذين شاركوا في الأعمال، على الالتزام بالسرية. ولأن الموتى من الأجيال المتعاقبة كانوا يدفنون أيضا فيما يعرف الآن بوادي الملوك، فإن السر قد أفشي، وتعرضت محتويات غالبية المقابر – باستثناء مقبرة توت عنخ آمون – للسرقة.
وخلال العصر البطلمي، دمجت بعض عادات الدفن للإغريق والرومان بالتقاليد المصرية. فكان الصفوة يدفنون في مقاصير صغيرة، بينما كان يدفن العامة معا. وكانت المقابر تميز بشواهد، بعضها يحمل مزيجا من الرسوم والنصوص الإغريقية والمصرية. وبقي التحنيط شائعا، وظلت أدوات الاستخدام اليومي توضع في المقابر. وكانت توضع صور مرسومة بالأسلوب الإغريقي، لوجه المتوفى على المومياء؛ بدلا من قناع المومياء المصري القديم. وتأتي أشهر تلك الصور من منطقة الفيوم.

## أهمية المقابر

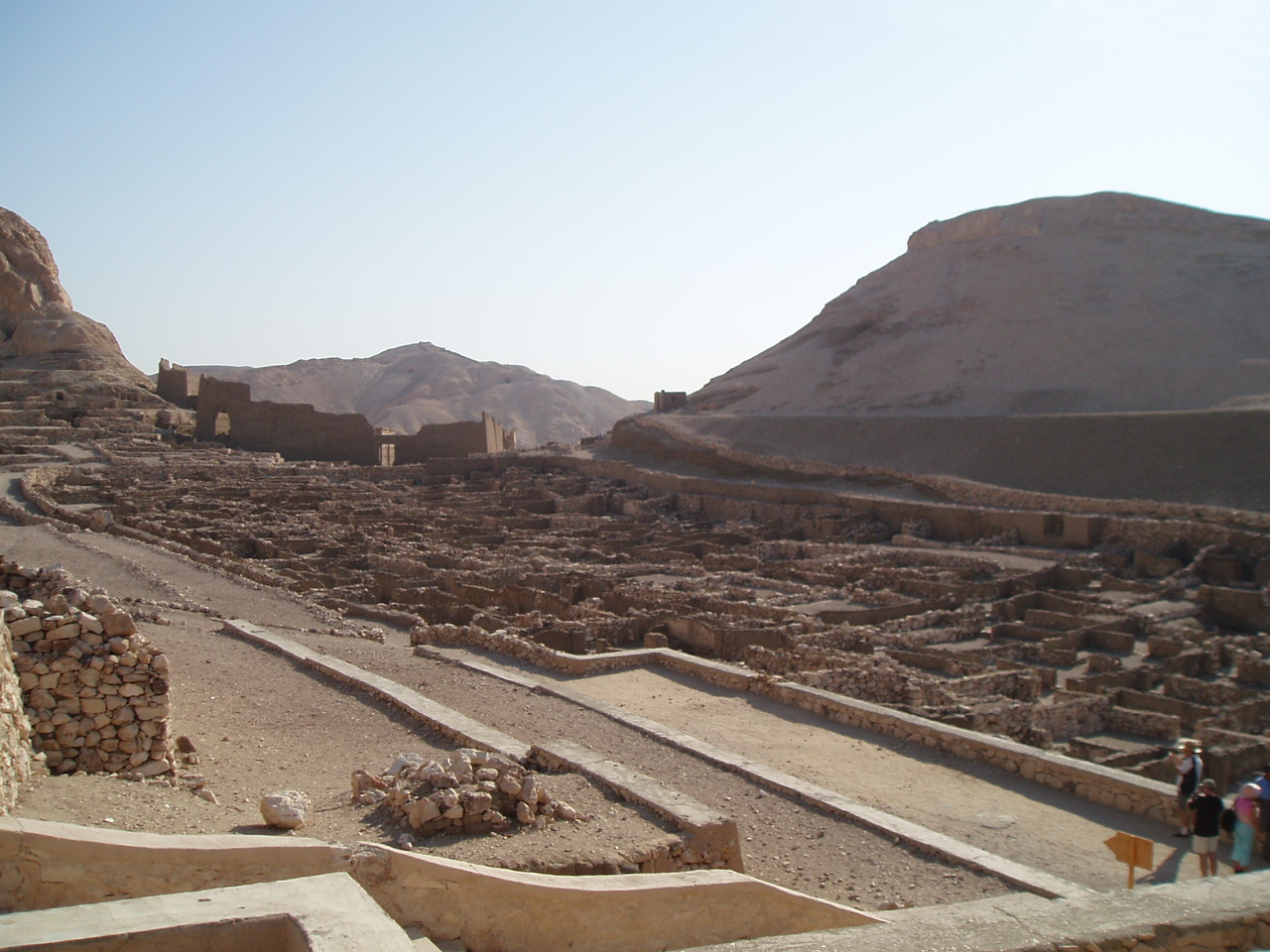
بلدة دير المدينة، تقع بالقرب من مقابر النبلاء.

كانت المقابر لحكام مدينة أسوان، وهي منحوتة في الصخر الرملي وترجع إلى العصور القديمة وللمقابر أهمية تاريخية تضعها في صدارة المقابر بصعيد مصر ومن أهميتها مقبرتي «ميخو وسابني» كما تعطي فكرة عن الطراز المعماري للمقابر وكذلك للألقاب والوظائف التي تقلدها حكام الجنوب. تحوي المقابر نقوشاً ورسومات نادرة ومنها مقبرة لأمنحتب حاكم أسوان في عهد الدولة الوسطي، كما أنها تضم ألوان ورسوم زاهية تشبه نقوش الملكة نفرتاري بغرب الأقصر.
في الداخل يزين جدران المقابر نقوش بارزة تصور مشاهد من الحياة اليومية والسير الذاتية لهم ونقوش بالهيروغليفية تحكي رحلات النبلاء إلى أفريقيا. وقد كان الحجر الجيرى الذي حُفرت فيه هذه المقابر هشاً ضعيفاً، غطيت الجدران أولاً بطبقة من الغرين تُدهن بالجير ثم تُجلّى بعد ذلك بالنقوش والألوان. التي تزخر بها الهضاب الشمالية للضفة الغربية بمقابر النبلاء المنحوتة في الصخر منذ الدولة القديمة حتى العصر الروماني.

## الإكتشاف

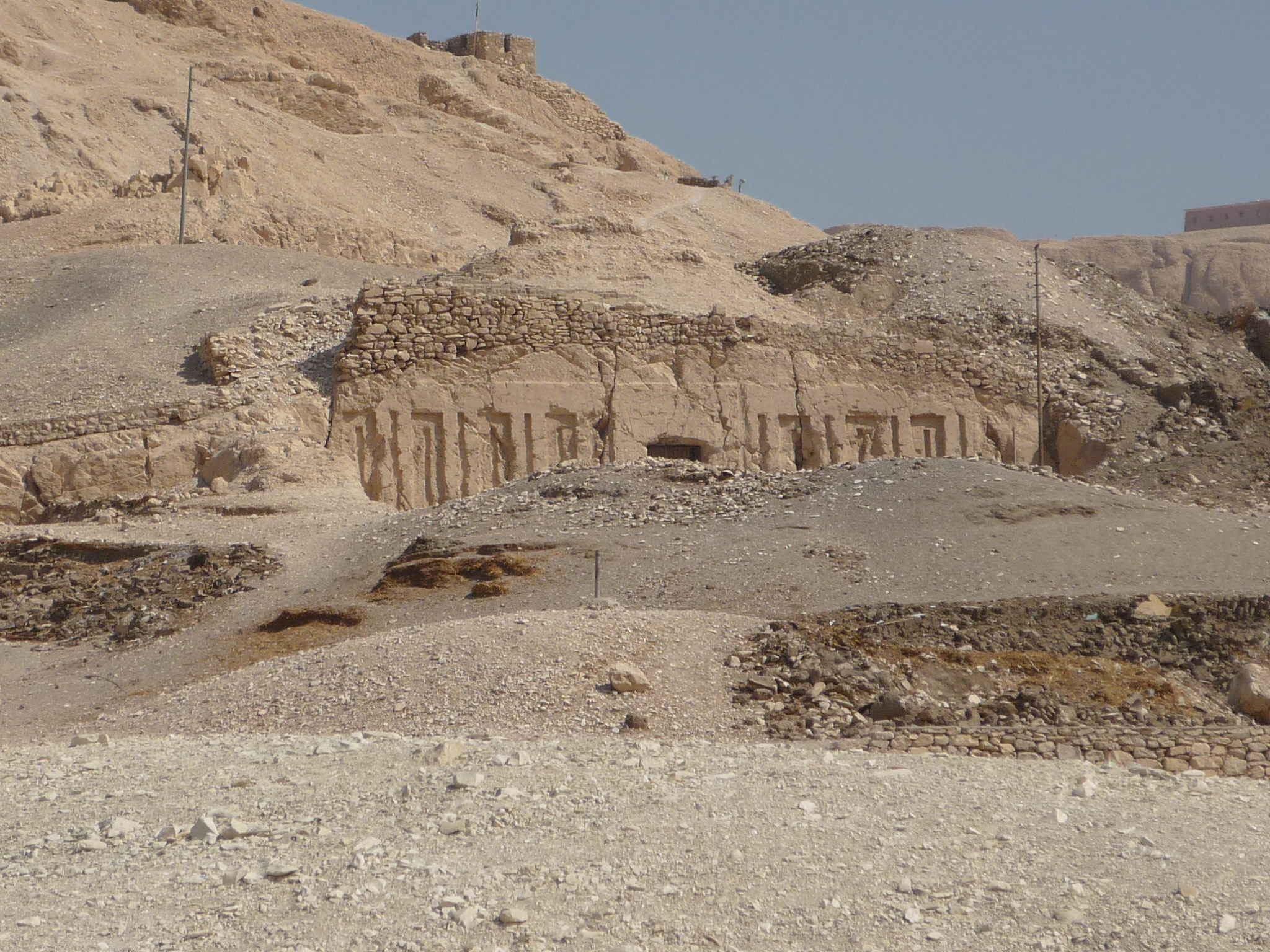
مقابر النبلاء من الجهة الغربية

تعتبر مقابر من أفضل المقابر بعد وادي الملوك وادى الملكات حيث يأتى النبلاء في المقام الذي يلى الملوك والكهنة. توجد الالاف من مقابر النبلاء وقد بدأ انشائها في عهد الأسرة المصرية الثامنة عشر لذلك ونظرا لاختلاف الازمنة التي كانت تبنى فيها تلك المقابر ستجد الكثير من النقوش والرسوم المختلفة من حيث الالوان أو نوع الرسم والنقوش واشكال الالهة مما يجعل من زيارة مقابر النبلاء متعه حقيقية وتجربة لابد من عملها. تم اكتشافها من قبل مراقبي الأمن التابعين لمنطقة الآثار بأسوان.

## اقسام المقابر
تنقسم المناظر الممثلة على جدران مقابر الاشراف إلى قسمين:
الأول: خاص بالمناظر الجنائزية كرحلة ارواح الملوك الذين اصبحوا آلهة مع آلة الشمس أو استقبال الآلهة في العالم الآخر، وايضا تمثيل المتوفى بتقرب إلى الملك والآلهة بالدعاء والقرابين ملتمسا ان يقبلوه ويساعدوه على دخول جنة اوزيريس.
الثانى: من المناظر فيتعلق بالمناظر الدنيوية المتمثلة في الأعمال التي كان المتوفى يمارسها في حياته الأولى والتي كان يرجو ان يمارسها في العالم الآخر، كالزراعة وصيد الاسماك والطيور والصناعات المختلفة. وتحصى هذه المقابر بالمئات، وهي تنتشر في تلال القرنة بالضفة الغربية للأقصر.

## أهم المقابر

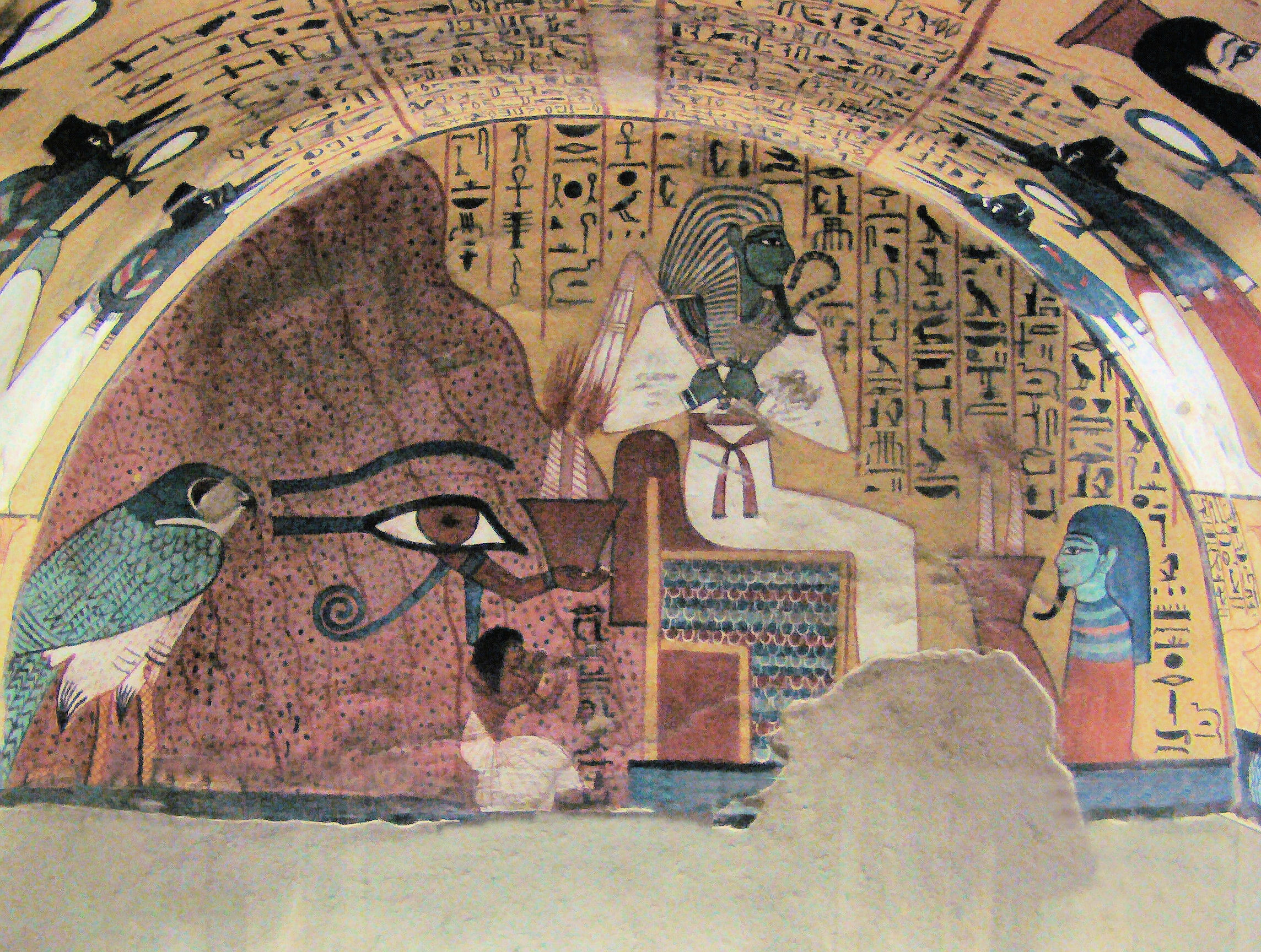
المقبرة

أهم المقابر الموجودة في هذه المنطقة مقابر «نخْت»، و«مننا»، و«رح مى رع»، و«رعموزا»، و«سينوفر». برغم هذه المقابر صغر حجمها بالمقارنة بمقابر وادى الملوك، إلا انها تمتاز بما فيها من مناظر ونقوش بديعة متنوعة تكشف لنا عن الكثير من اساليب الحياة الاجتماعية في تلك العصور فمن خلالها نتعرف على حياة العمال والفلاحين. كما تحوي نقوشاً ورسومات نادرة ومنها مقبرة لأمنحتب حاكم أسوان في عهد الدولة الوسطي، كما أنها تضم ألوان ورسوم زاهية تشبه نقوش الملكة نفرتاري بغرب الأقصر.

### مقبرة رخمى رع

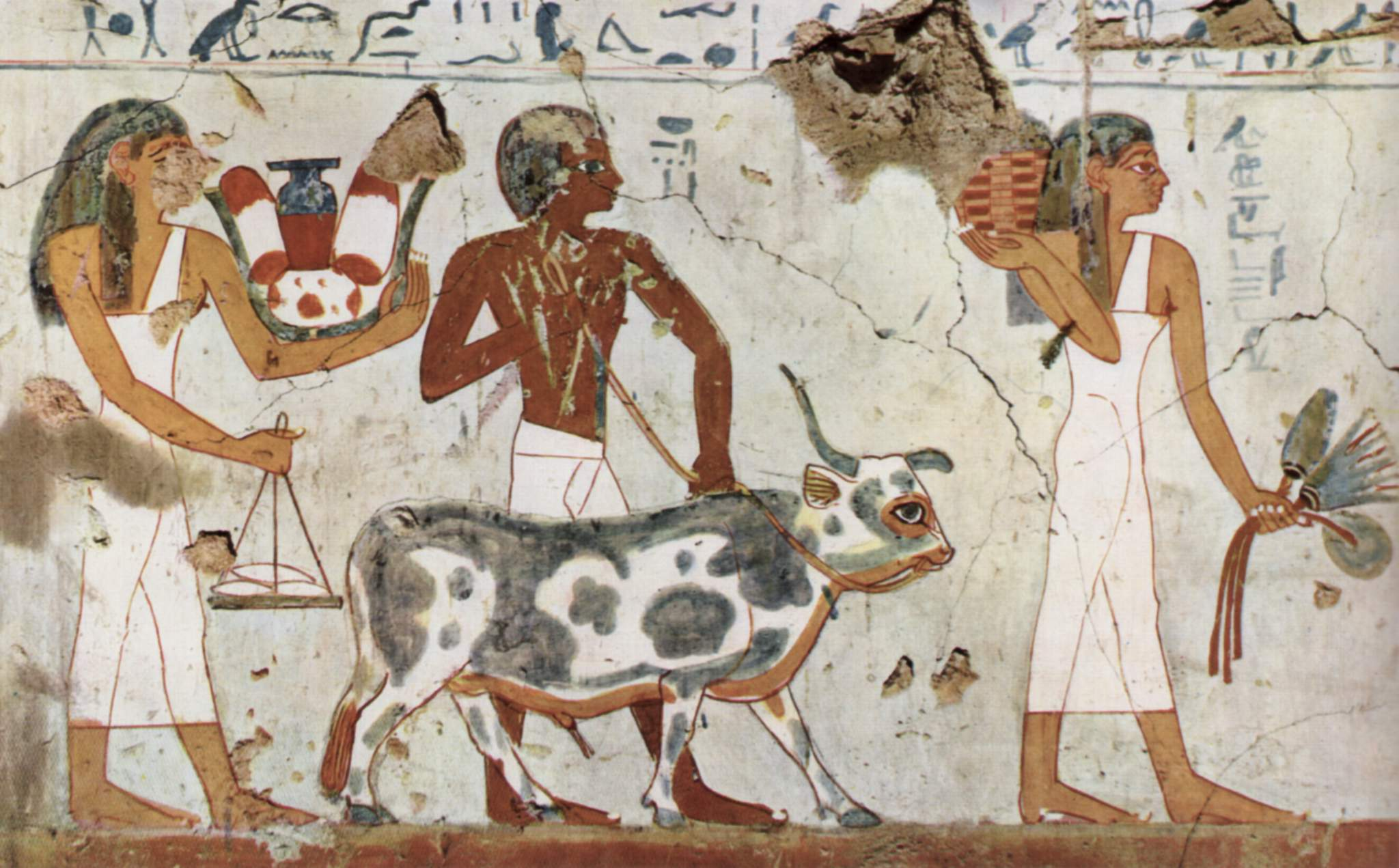
جدارية تعود لعهد تحتمس "الثالث، حوالي 1500-1450 قبل الميلاد.

نخت رخ مى رع هو الوزير الخاص بالملك تحوتمس الثالث ونال من المناصب العالية مقدار كبير لما سمح له بأن يقيم مقبرة في منطقة مقابر النبلاء.
وصف المقبرة:
عند بداية دخولنا إلى المقبرة علينا بالنظر إلى السقف فالسقف هنا مستوى وهناك آثار لبقايا الألوان وكذلك آثار للسناج لأن هذه المقبرة كغيرها من الأماكن التي اشتعلت في عصر اضطهاد أي العصر المسيحى بوجه عام أو الفترة المسيحية. تتكون المقبرة من:
فناء يتوسطه مدخل يوصل إلى صالة عرضية بها مدخل في الجدار المواجه للداخل يوصل إلى صالة طويلة امتدت في صخر الجبل مسافة تزيد عن 30 متر وتتميز بسقفها الذي يرتفع تدريجيا كلما امتدت الصالة في جوف الجبل، اذ يرتفع سقف هذه الصالة عند نهايتها إلى أكثر من ثمانية أمتار وتنتهي الصالة بمقصورة عالية (نيشه، كوة، فجوة) نحتت في جدارها الشمالى ويحتمل ان هذه المقصورة كانت تحوى تمثالا لرخميرع بمفرده أو مع زوجته، وقد اسودت اغلب مناظر هذه المقصورة وذلك بفعل الدخان الذي سببه بعض اهالى البلدة الذين اتخذوا من هذه المقبرة مسكنا لهم في فترة ما. وتعد مقبرة رخمى رع من المقابر الغنية بالمناظر فيها مناظر اعتدنا عليها ومناظر بدأت تظهر في تلك الفترة.
كما تعد المقبرة مسرحا لكل مظاهر الحضارة والأزدها الذي وصلت اليه مصر في عهد اعظم ملوك القدماء المصريين وهو الملك تحتمس الثالث اذ سجل على جدرانها العديد من المناظر المألوفة بجانب المناظر الفريدة. ويلاحظ ان اغلب أسماء رخميرع قد ازيلت، ربما في عهد أخناتون، وكان عملهم منحصرا في محو اسم آمون وبعض الآلهة الأخرى.
تخطيط المقبرة:

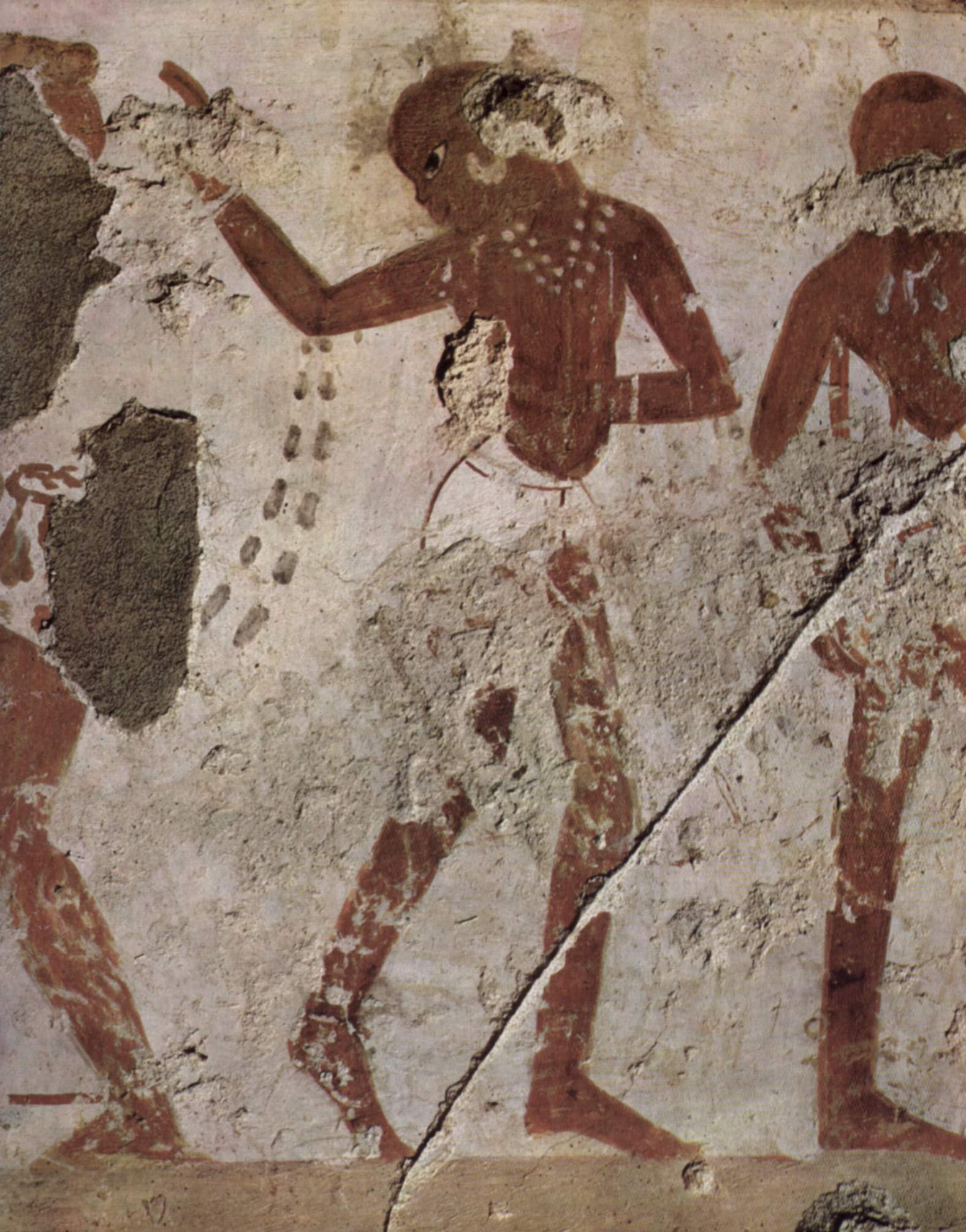
رسومات تعود إلى حكم تحتمس الرابع، حوالي 1422-1411 ق.م

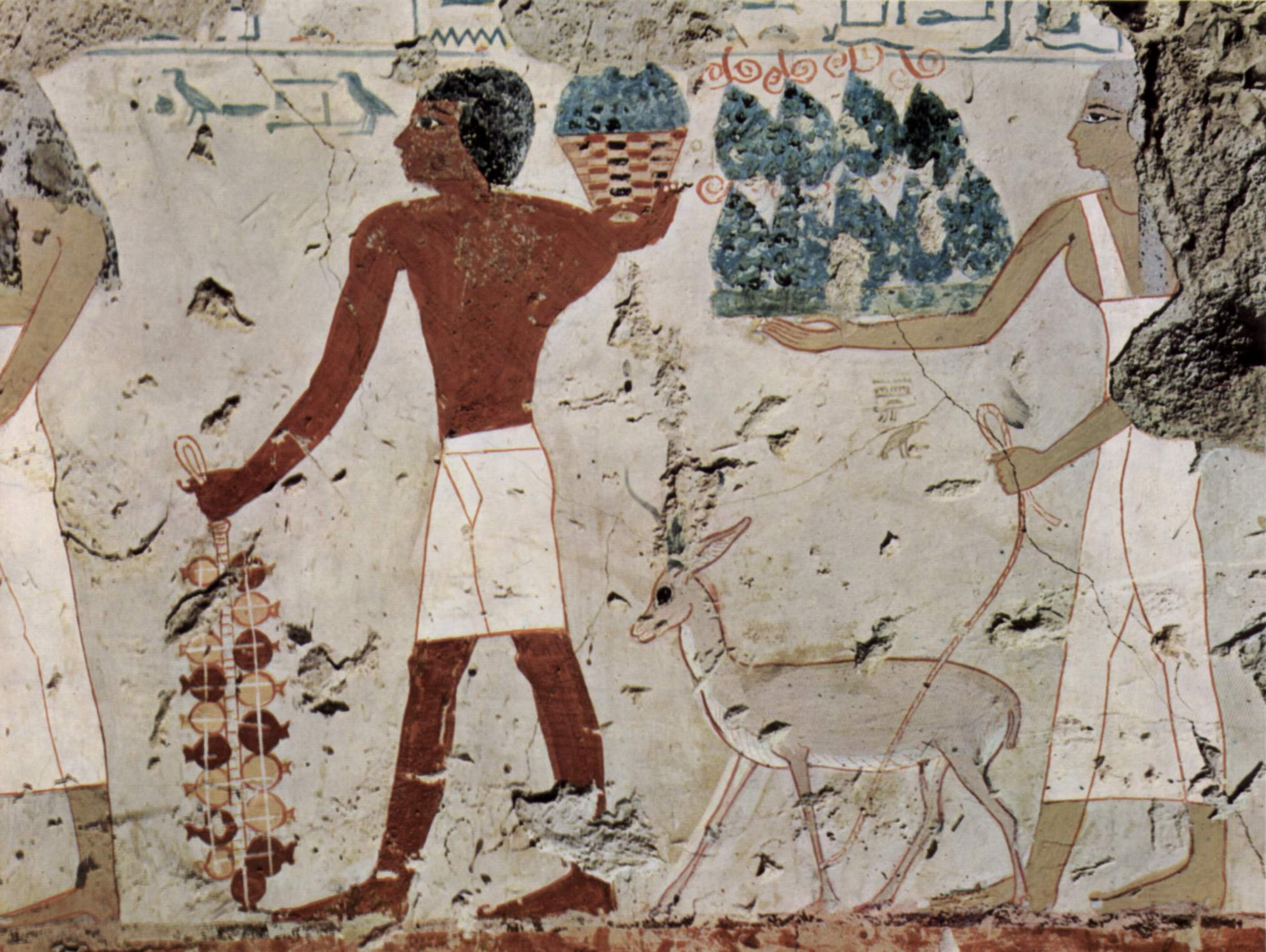
جدارية تعود لعهد تحتمس "الثالث، حوالي 1500-1450 قبل الميلاد.

- تبدأ المقبرة بفناء مفتوح يوجد به مدخل المقبرة.
- مدخل المقبرة.
- صالة عرضية.
- صالة طولية «من المفترض أن يكون في نهاية هذه الصالصة أن يكون هناك بئر يؤدى إلى حجرة الدفن لكن هنا لم نجد أي آبار للدفن».

الصالة العرضية:
بالدخول إلى الصالة العرضية يشاهد على يسار الداخل منظر يمثل قاعة العدل وهي تمثل المكان الرسمى للوزير رخميرع حيث يقوم فيها بأداء عمله في الفصل في قضايا الناس وفض منازعتهم، فهي القاعة التي يجلس فيها الوزير للقيام بمهام وظيفته وكانت قاعة العدل على هيئة سرداق كبير يرتكز على اعمدة بتيجان نخيلية زينت سيقانها بخرطوش الملك تحتمس الثالث واسم رخميرع ومما يلفت النظر في وسط هذه القاعة أربعة حصر مفروشة امام الوزير مباشرة (الذي هشمت صورته) وعلى كل منا عصى، وهناك أيضا أربعة صفوف من الموظفين الذين يحضرون جلسات الوزير عشرون في صفين في كل جانب. كما نشاهد اصحاب المظالم وهم يتقدمون إلى الردهة الوسطى لسماع اقوالهم، كما يرى خارج القاعة بعض الأشخاص الذين يقبلون الأرض احتراما للوزير رخميرع. يلى ذلك وعلى نفس الجدار منظر يمثل بعض منتجات وخيرات مصر العليا من ذهب وفضة وعقود وصنادق مختلفة الأشكال والأحجام وماشية منها الصغير ومنها الكبير وذلك امام صاحب المقبرة الوزير رخميرع.
اما على الجدار الغربى فهناك بقايا نص يسجل حياة رخميرع الوظيفية ومهام الوزير وما يجب ان يقوم به من أعمال وواجبات تجاه افراد الشعب. كما تتميز مقبرة رخميرع بالمنظر الشهير المسجل على الجدار المواجه للداخل على اليسار والذي يمثل تقديم الهدايا والجزية من ممثلى البلاد الأجنبية إلى الوزير رخميرع، فنشاهد مقدموا الهدايا في خمس صفوف:
- الصف الأول: يمثل أهالى بونت (الصومال حاليا) وهو يقدمون منتجات بلادهم من بخور وذهب وعاج وريش نعام وجلد فهد وقلائد وحيوانات حية مختلفة منها القرد والوعل والفهد.
- الصف الثانى: اهالى منطقة «الكفتيو والجزر التي في البحر الأخضر العظيم» ربما إشارة إلى كريت وجزر بحرايجه وهم يحملون منتجات هذه البلاد من أوانى مختلفة الأشكال والأحجام والأغراض والأنواع ونراها موضوعة امام الكاتب الذي يسجلها.
- الصف الثالث: مقدموا الهدايا من اهالى النوبة فنراهم وهم يحملون ريش وبيض النعام وابنوس وسن فيل وجلود بالإضافة إلى الحيونات الحية مثل الفهد والنسناس وزرافة ومجموعة من الأبقار ومجموعة من كلاب الصيد.
- الصف الرابع: مقدموا منطقة «رتنو»(سوريا) وهم يحضرون معهم عربة وخيل ودب وفيل وبعض الأوانى المختلفة الأشكال والأنواع.
- الصف الخامس: فربما تشير إلى بعض الاسرى الذين كانوا رهائن لضمان حسن سير القبائل في البلاد المقهورة ومنهم أولاد أمراء الجنوب وأولاد أمراء الشمال «لأجل ان يملأ بهم المصانع وليكونوا عبيدا في ضياع امون» كل هذه الهدايا والمنتجات والجزية كانت تقدم لرخميرع باعتباره وزيرا للملك تحتمس الثالث، ويلى ذلك على نفس الجدار منظر مهشم يمثل رخميرع كوزير امام تحتمس الثالث وقرينة.

وبالانتقال إلى النصف الآخر من الصالة العرضية يشاهد المناظر المسجلة على يمين الداخل مباشرة فنشاهد رخميرع (ممحى) وهو يشرف على حصيلة ضرائب الدلتا المكونة من الثيران والأبقار والماعز بالإضافة إلى الذهب والعسل. يلى ذلك رخميرع (ممحى)وهو يشرف على المصانع الخاصة بمعبد امون وبخاصة التماثيل فنشاهد العديد من التماثيل الملكية منها الواقف ومنها الجالس ومنها الراكع ومنها من نحت على هيئة أبو الهول هذا بالأضافة مجموعة من الأوانى والمباخر والبلط والقلائد بمختلف اشكالها بجانب سرير خشبى. ويلى ذلك على نفس الجدار رخميرع (ممحى)وهو يشرف على تكييل وحمل الحبوب وإحضار الحيوانات المختلفة وهناك بعض الفلاحين الذين يقومون بحصد حقول القمح والكتان بمناجلهم، كذلك منظر مجموعة من الأبقار وهي تحرث الأرض. ثم نتجه الآن إلى الحائط الضيق فنشاهد بعض افراد من عائلة رخميرع الذي يرجو اغلب الظن ان يظلوا معه في العالم الآخر كما كانوا بالقرب منه في الدنيا الأولى. نتجه الآن إلى الحائط المواجه للداخل على اليمين فنشاهد منظرا لمعصرة للنبيذ والعمال يهرسون بأقدامهم العنب في اوان كبيرة ومناظر للطيور والأسماك ثم مناظر لإحضار الحيوانات البرية من وعول وثيران وفهود بالإضافة إلى كلاب الصيد. ثم نتابع المنظر حيث نشاهد بقايا منظر الصيد في الصحراء بحيواناتها وبعض الطيور فوق بحيرة بردى.
الصالة الطويلة:

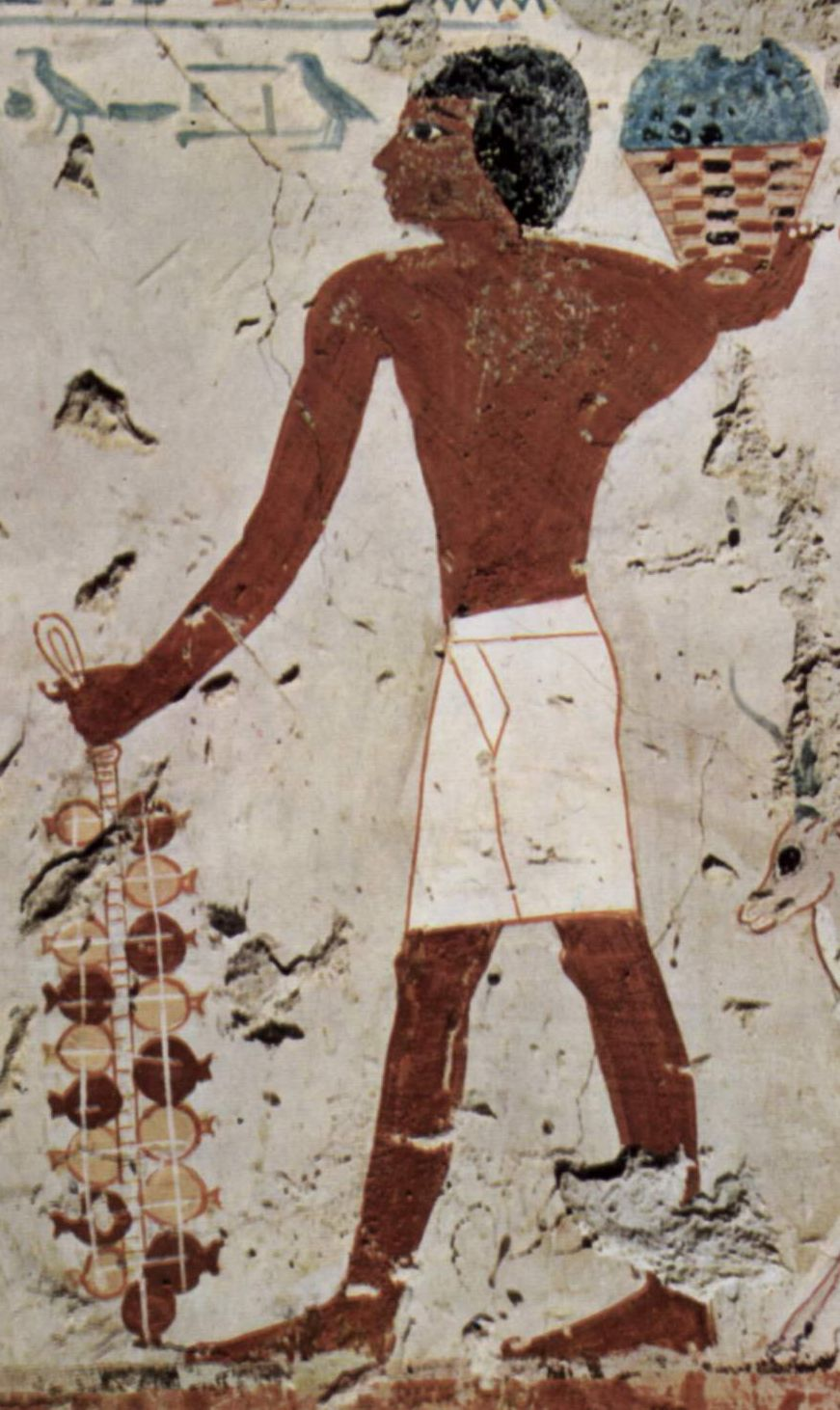
رسومات تعود إلى حكم حور محب

يبدو واضحا في مقبرة رخميرع ان جدران الصالة العرضية لم تكن كافية لجميع المناظر الدنيوية التي يرغب الوزير في تسجيلها في مقبرته فأمر باضافتها في الصالة الطويلة ونشاهدها على الجدار الغربى ولعل كثيرة هذه المناظر الدنيوية كانت من الأسباب التي دعت إلى الارتفاع التدريجى لسقف هذه الصالة الطويلة وذلك لكسب مساحات أكبر للتسجيل عليها. ندخل الآن الصالة الطويلة فنشاهد على الجدار الذي على يسار الداخل منظر يمثل رخميرع جالسا وخلفه اتباعه وهو يشرف على اصحاب الحرف والصناعات المختلفة الخاصة بالمعبد فنراهم وقد اصطفوا امامه على اختلاف منهم وحرفهم من نجارين وحجارين ونحاتين والمشتغلين بالماعدن وصانعى الأوانى وصانعى النعال، كل يعمل في تخصصه، مقدما انتاجه للوزير رخميرع. يلى ذلك المناظر الخاصة بالجنازة والرحلة المقدسة إلى ابيدوس وهي مصورة بالتفصيل بعد ذلك نشاهد زوجة رخميرع وافراد من عائلته وهم يشيعونه إلى مقره الأخير ثم هناك مائدة كبيرة للقربان امام رخميرع وأمه.
إذا تتبع المشاهد المناظر الموجودة على الجدار الذي على يمين الداخل إلى الصالة الطويلة فنشاهد ابن رخميرع ومعه الأقارب يقدمون الأزهار إلى رخميرع، كذلك نرى الوزير ومعه اتباعه وهو يستقبل مجموعة تتكون من ثلاثة صفوف من الموظفين. يلى ذلك بنات رخميرع يقدمن له ولزوجته السلاسل وهناك المنظر الذي يمثل حفلة موسيقية نسائية يشترك في العزف فيها بعض الفتيات على الرق والجيتار وعلى «الهارب» ثم يلى ذلك بعض المناظر التي تمثل الطقوس الدينية التي تقدم لبعض التماثيل بواسطة الكهنة وأخيرا منظر يمثل قاربا في بحيرة تحيط بها الاشجار وقد يكون المغزى هنا ان رخميرع يرجو ان يكون له في العالم الآخر حديقة يتوسطها بحيرة بداخلها مركب ليتنزه به في العالم الآخر وفي نهاية هذا الجدار توجد بعض المناظر التي تمثل أفراد من عائلة رخميرع وهم يقدمون له القرابين. ويتميز الجدار الضيق المواجه للداخل بوجود نيشة مرتفعة وعليها مناظر مزدوجة تمثل رخميرع راكعا امام اله الموتى اوزيريس وإحدى الآلهات.

### مقبرة رع موزا

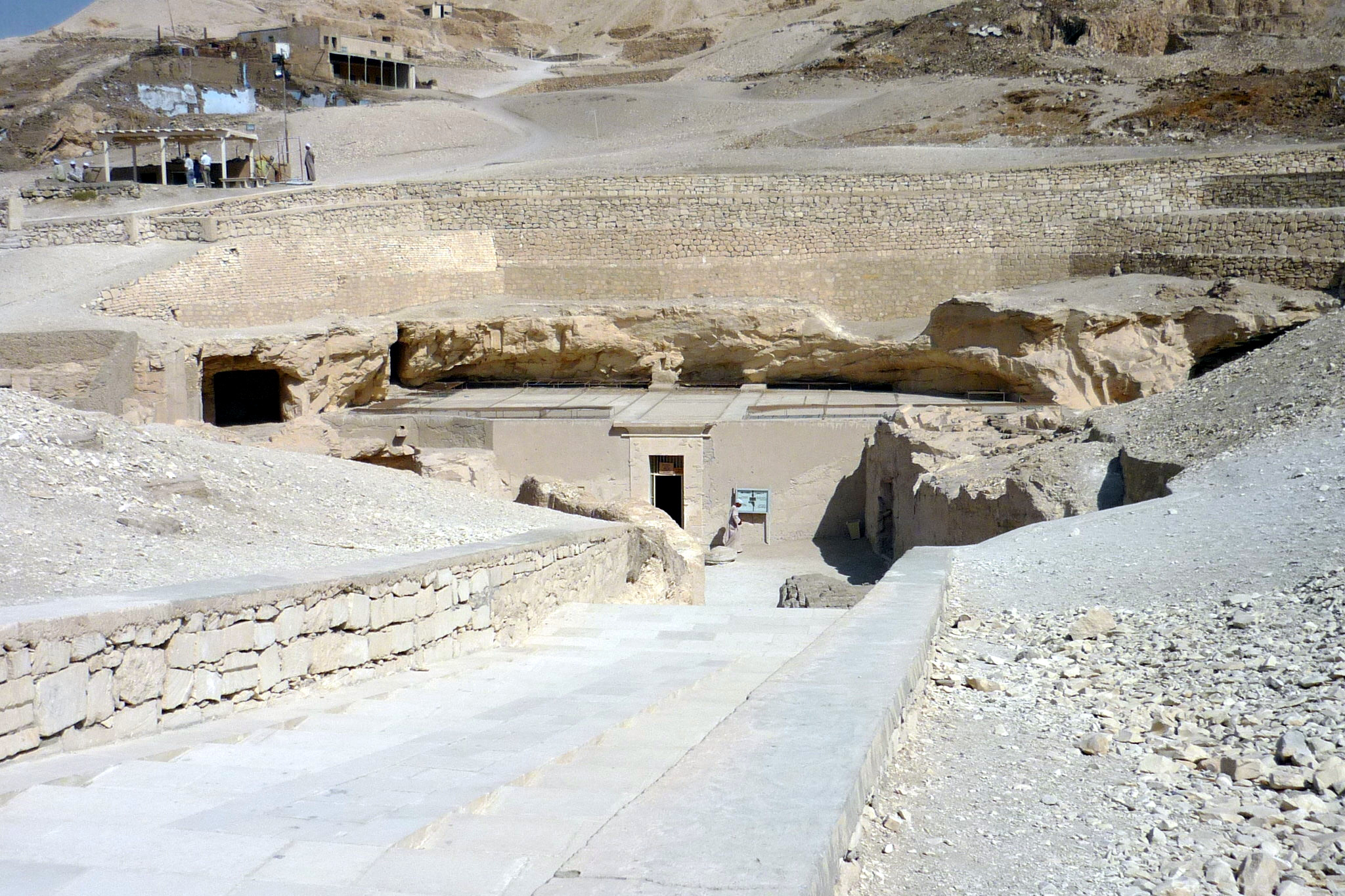
مقبرة رع موزا، TT55 في مقابر النبلاء

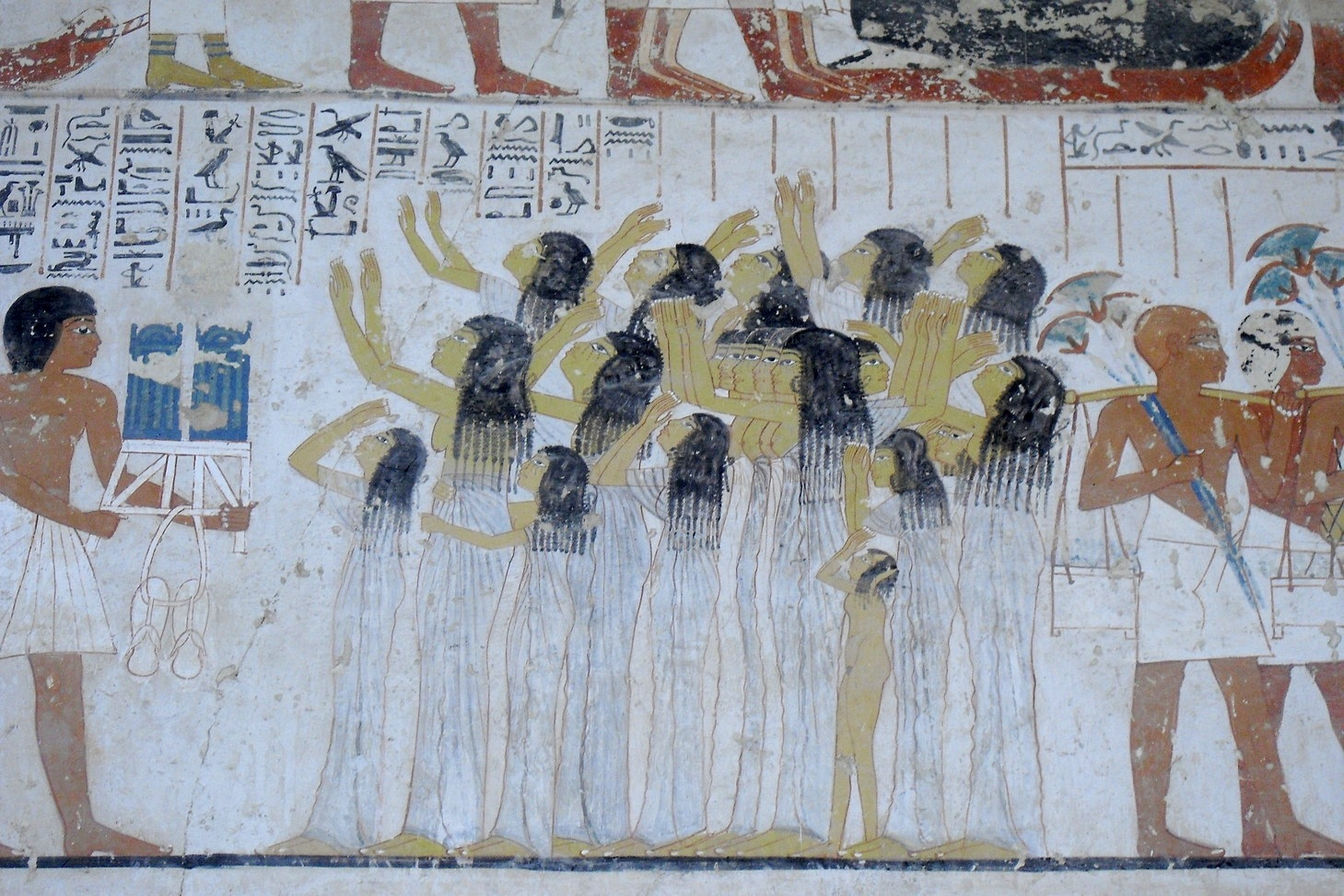
جدران باسلوب الفن الجديد الذي ظهر في عهد امنحوتب الرابع (أخناتون) ويطلق على الفترة، الفن الآتونى

مقبرة رع موزا تحمل الرقم (TT55)، كان رعموزا (بالإنجليزية: Ramose)‏ يشغل منصب حاكم «طيبة» ووزير في عهد كل من امنحوتب الثالث وامنحوتب الرابع وبداية عهد «أخناتون». وتعبر مقبرته من أكبر المقابر التي نقرت في صخر الجبل ترج اغلب الظن إلى أواخر عهد الملك امنحوتب الثالث وبداية عهد امنحوتب الرابع ويبدو ان هذه المقبرة لم تستعمل ابدا ولم ينتهي العمل فيها ويحتمل ان رعموزا قد ترك طيبة وذهب إلى تل العمارنة حيث كان يقيم امنحوتب الرابع (اخناتون) وكما يعرف ان فن الدولة الحديثة نما وترعرع في عهد الملك امنحوتب الثالث بل ويعتبر عهده من أزهى عصور الفن الفرعوني عامة سواء في فن النحت أو النقش ولهذا تعتبر مقابر الأشراف في عهده نموذجا ممتازا لروعة الفن المصرى، تعرضت مقبرة رعموزا لبعض التخريب أغلب الظن في عهد حور محب، اذ قامت في عهده حملة انتقامية ضد آتون وأتباعه فقضت على أجمل نقوش المقبرة.

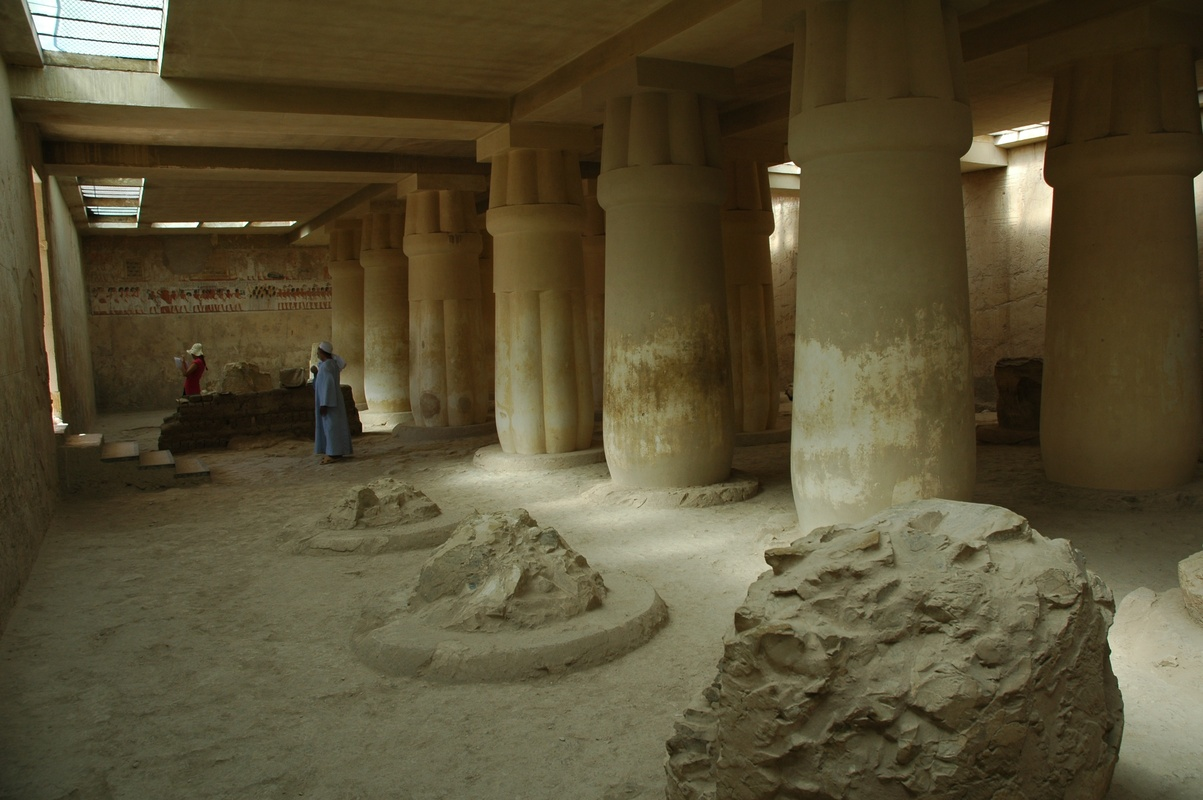
داخل مقبرة رعموزا، في مقابر النبلاء

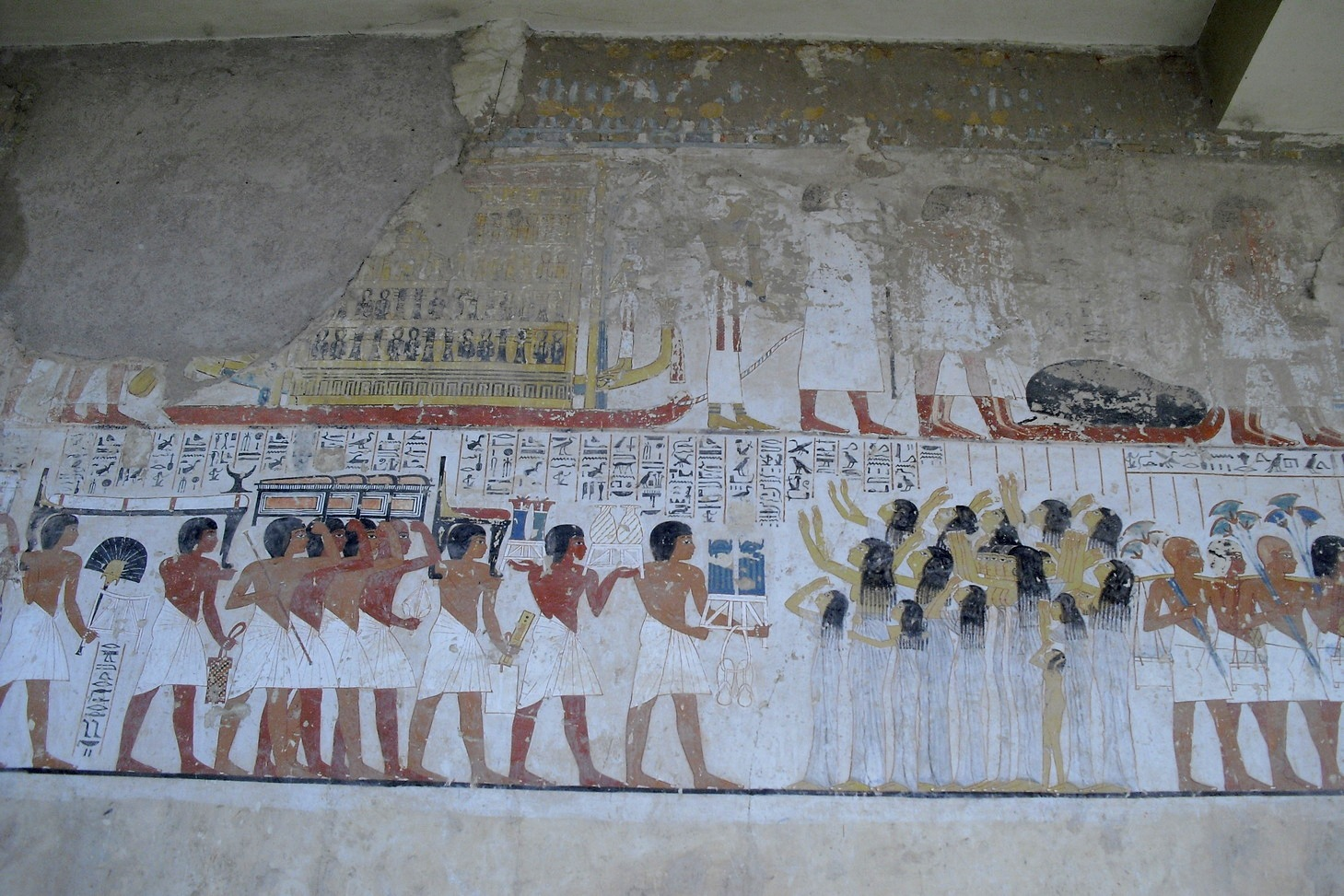
مقبرة رعموزا

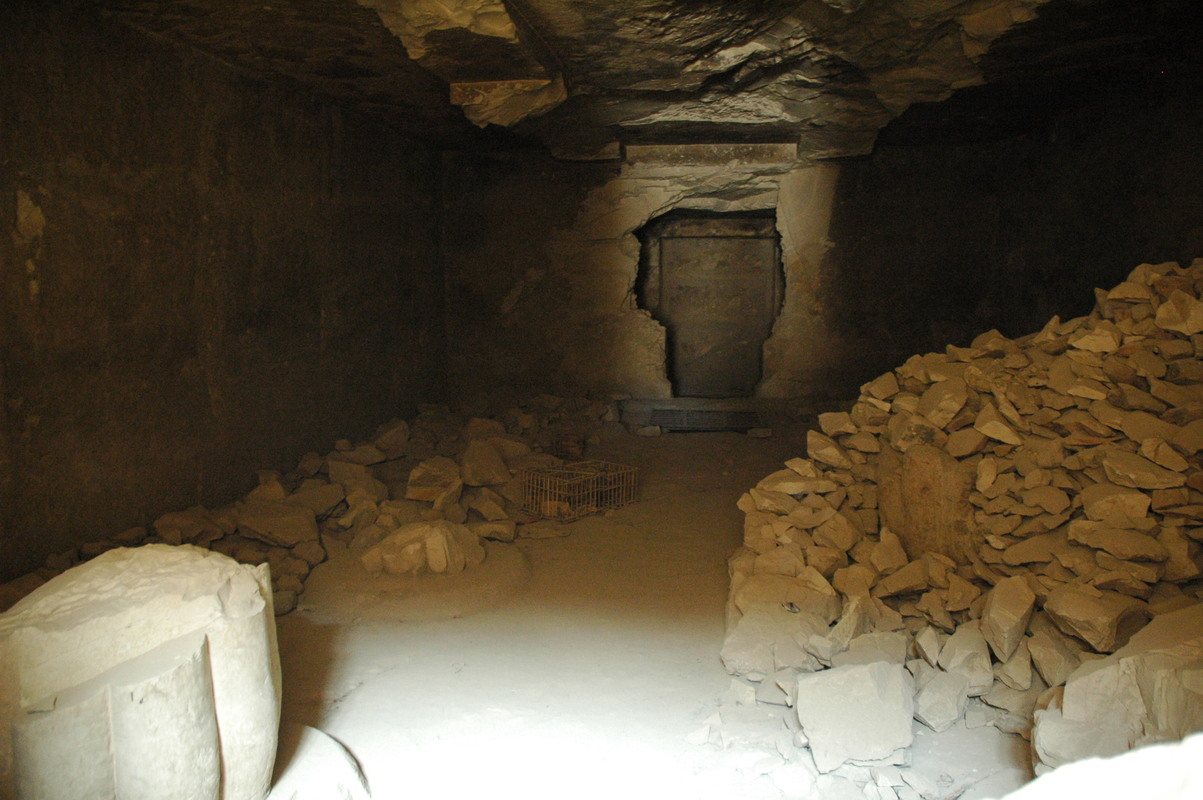
من حجر مقبرة رعموزا

المقبرة غاية في الأهمية وذلك لأن مقبرة هذا الشخص «رع موزا» يعود تاريخها إلى عصر «إخناتون»، وهي من أكبر وأهم مقابر الجبانة. وايضاً تتميز مقبرة رعموزا بأنها جمعت بين فترتين مختلفتين تماما لملكين اختلفا في الأسلوب والعقيدة، فنشاهد على جدرانها قمة الأزدهار الذي وصل اليه الفن في عهد امنحوتب الثاث من حيث الرشاقة والذوق وأختيار الألوان والنقش الدقيق كذلك نشاهد على جدرانها اسلوب الفن الجديد الذي ظهر في عهد امنحوتب الرابع (اخناتون) ويمكن ان نطلق عليه الفن الآتونى نسبة إلى الاله آتون وسجل على جدرانها أيضا النصوص الأولى الخاصة بعقيدة اتون اذ يوجه امنحوب الرابع تعليماته إلى رعموزا بقوله «كلمات رع القيها عليك كلمات والدى الذي علمنى اياها» فيرد عليه رعموزا بقوله «ستبقى اثارك مابقيت السماوات وستدوم ما دام آتون فيها». وقد اوضح مزار هذه المقبرة الطريقة التي اتبعها المهندس المصرى القديم في حفر ورسم ونقش وتلوين مثل هذه المزارات، فيبدو واضحا هنا ان المهندس المصرى كان يقسم العمل في المزار إلى اقسام، فيبدأ النحاتون بحفر وإعداد الفناء الخارجى ثم صقل واجهته ثم يلى ذلك نحت الصالة الرئيسية وصقل جدرانها وعندما يبدأ النحاتون بالعمل في الصالة الطويلة يبدأ الفنانون برسم مناظر أحد جدران الصالة العرضية وعند الانتهاء منه يقوم النقاشون بنقشه ثم تلوينه إذا سمح الوقت بذلك بدليل ان بعض جدران الصالة العرضية قد انتهى العمل منها تماما والبعض الآخر قد بدأ العمل فيه، ويجب ان نلاحظ هنا أيضا ان الفناء الخارجى لمزار المقبرة والواجهة والمدخل وبعض جدران الصالة العرضية قد انتهى العمل فيها ونلاحظ أيضا ان الفنانين قد انتهوا من رسم ونقش أغلب جدران هذه الصالة العرضية بينما الجدار المواجه للمدخل قد بدأ العمل فيه بدليل ان الفنانين قد أقاموا برسم المناظر بالمداد الأحمر وعليها بعض التصحيحات بالمداد الأسود فقط وذلك تمهيدا لرسمه أو نقشه ثم تلوينه، اما الصالة الطويلة فلم يتم صقل جميع جدرانها. وكذلك يلاحظ ان رعموزا فضل لسبب لا نعلمه قد يكون عدم الانتهاء من الصالة الطويلة رسم مناظر موكب الدفن على الجدار الذي على يسار الداخل إلى الصالة العرضية. تتميز مقبرة رعموزا بكبر حجمها وبوجود أربعة صفوف من الأساطين تحمل سقف الصالة العرضية وكل صف يحتوى على ثمانى اساطين اتخذت تيجانها شكل زهرة البردى المقفولة وأغلبها مهدم وقد رمم وأعيد بناء البعض منها، اما الصالة الطويلة فقد حوت صفين من الأساطين على جانبى محور المقبرة كل صف به أربعة اساطين على شكل حزمة البردى. وتنتهي الصالة الطولية بحجرة التقدمات وتتميز بوجود ثلاثة نيشات (فجوات)على يمين ويسار الداخل، خصصت أغلب الظن لتماثيل المتوفى على ان العمل لم يتم في هذه الصالة الطويلة كما اوضحت من قبل وقد يعزى السبب في ذلك إلى ان رعموزا ربما توفى قبل الانتهاء من المقبرة أو ترك طيبة وذهب إلى تل العمارنة.
الصالة العرضية:
بمشاهدة مناظر الصالة العرضية فنشاهد على يسار الداخل رعموزا يقدم القرابين ويتبعه مجموعة من كبار الموظفين وهم يحملون باقات من البردى ثم هناك مناظر لبعض الأقارب والضيوف امام رعموزا في اربع مجموعات وهي مناظر تتميز بجمالها ودقة نقشها وتدل على براعة الفنان المصرى. رسم على الجدار الجنوبى مناظر الجنازة بالألوان بأسلوب قد تبدو فيه ملامح الأولى للفن الآتونى ومما يجدر ملاحظته في الصف الأسفل مجموعة من النساء النائحات بين مجموعتين من الرجال وهم يحملون باقات البردى والأثاث الجنائزى، كما يوجد في النصف الأعلى التابوت داخل مقصورته فوق قارب يجر على زحافة ويتقدمه على زحافة اصغر ما يعرف بأسم«تكنو» وهو عبارة عن جلد حيوان لون باللون الأسود وكان بداخله أغلب الظن مادة التحنيط وأخيرا نشاهد على نفس الجدار رعموزا وزوجته يتعبدان إلى الاله اوزيريس، اما على الجدار الغربى فهناك بعض المناظر التي لم تنتهي منها تمثل رعموزا واقفا امام الملك امنحوتب الرابع الجالس داخل مقصورته وخلفه تجلس الألهة ماعت الهة الحق وتحت العرش نشاهد أسماء شعوب الأقواس التسعة.
عند الوصول إلى النصف الآخر من الصالة يشاهد على يمين الداخل مباشرة رعموزا وزوجته وحاملى القربان ثم منظر لثلاثة فتيات تحملن السلاسل امام رعموزا وزوجته ثم منظر تطهير تمثال المتوفى بواسطة الكهنة وفي نهاية الجدار يوجد منظر يمثل مجموعة من الكهنة تحمل الدهون والقربان في صفين امام رعموزا وزوجته وأخيه امنحوتب وزوجته. ثم تلاحظ المناظر المرسومة على الجدار الغربى، من اليمين يشاهد رعموزا يتقبل باقات البردى ثم وهو يستقبل مجموعة من كبرا رجال الدولة وبعض الوفود الأجنبية (من النوبيين والأسيويين والليبيين)ثم يشاهد المنظر الشهير للملك امنحوتب الرابع ومعه زوجته نفرتيتي تحت أشعة آتون داخل ما يعرف بأسم نافذة الظهور وهو يلقى لرعموزا بالأوسمة وقد سجل هذا المنظر بأسلوب الفن الآتونى الذي نما وترعرع بعد ذلك في تل العمارنة، ثم هناك مجموعة من النساء والرجال اغلب الظن اتت لتقدم التهانى لرعموزا، هذه المناظر عبارة عن«كروكى» فقط بالمداد الأحمر وعليها بعض التصحيحات باللون الأسود. بعد ذلك يصل المشاهد إلى الصالة الطولية وهي مهدمة ولم ينتهي العمل منها.

### مقبرة نخت

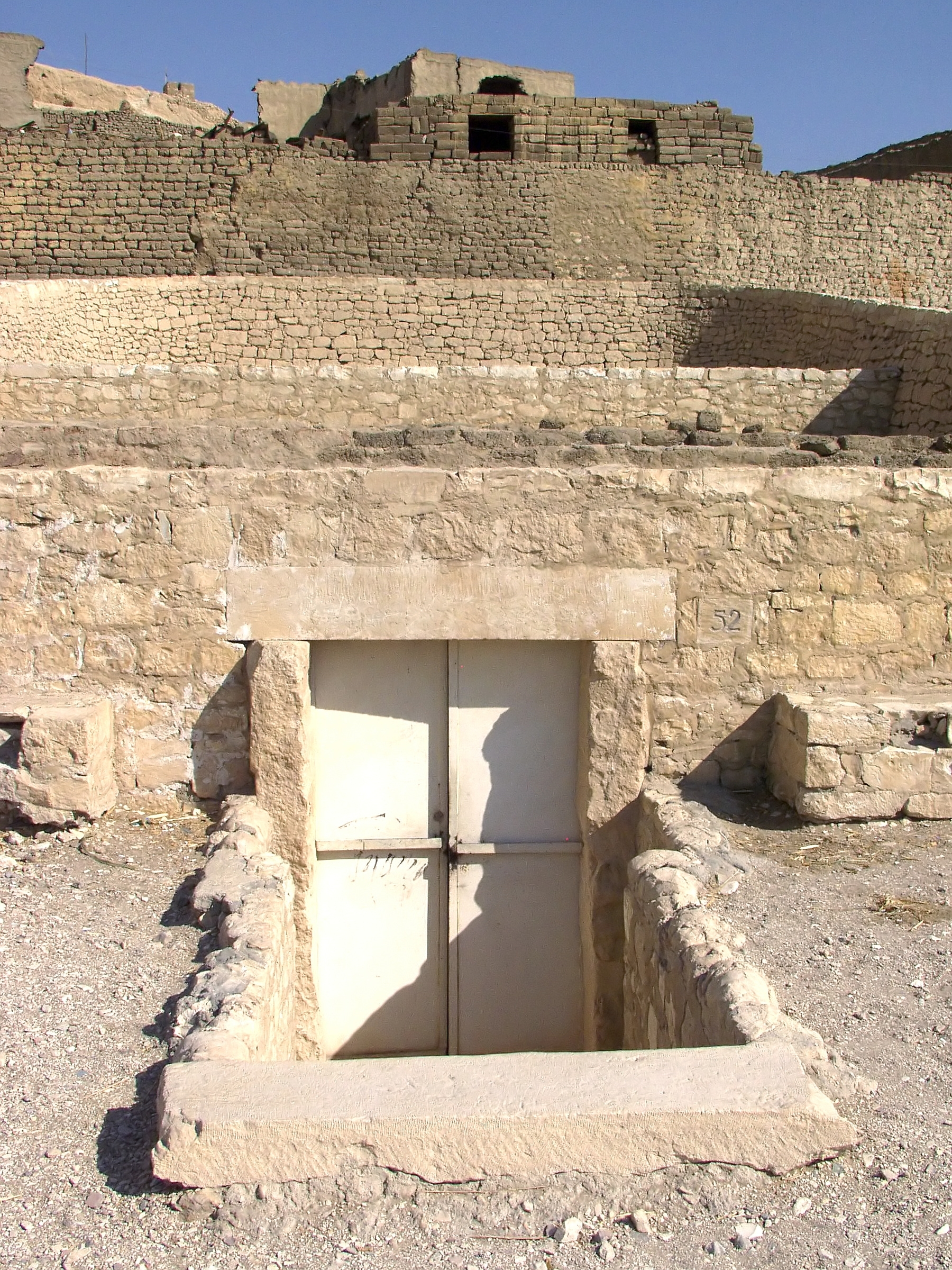
مقبرة نخت، (TT52)، من الأسرة الثامنة عشرة

مقبرة الشريف نخت تحمل الرقم (TT52) ، كان «نخت» (بالإنجليزية: Nakht)‏، كاتباً للمخازن في عهد الملك «تحتمس الرابع» من الأسرة الثامنة عشرة، عاش في عهد تحتمس الثالث وتحتمس الرابع وكان هو المسئول عن صناعة النبيذ والعنب ومن ألقابه منجم آمون والكاتب ومتخصص في علم الفلك والمنشد المقرب للاله رع. تتكون مقبرته من مدخل يوصل إلى صالة عرضية، توصل بدورها إلى صالة طولية، تنتهي بنيش niche (حيث يوجد التمثال). والغرفة الأولى فقط هي التي يوجد على جدرانها صور بديعة لا تزال محتفظة بجمالها.ومعظم هذه الصور تُمثل الحياة الزراعية في مصر القديمة من حرث الأرض وبذر القمح وحصاده، وكذلك مناظر قطف العنب وعصره، وصناعة النبيذ. كما توجد مناظر للصيد في البر والبحر، ومناظر لمجالس الموسيقى والرقص.

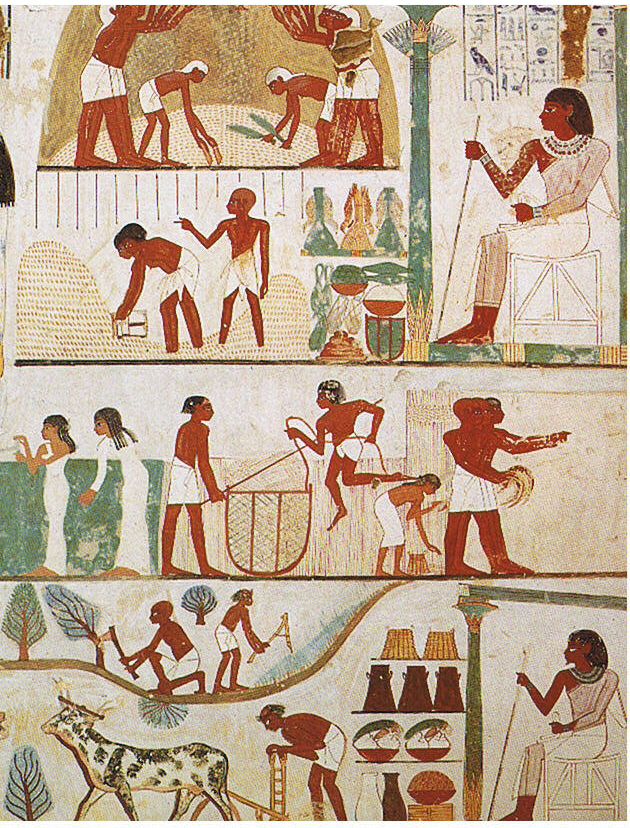
مجموعة من الفتيات يتبادلن ألوان الحديث بجانب السماع إلى العزف.

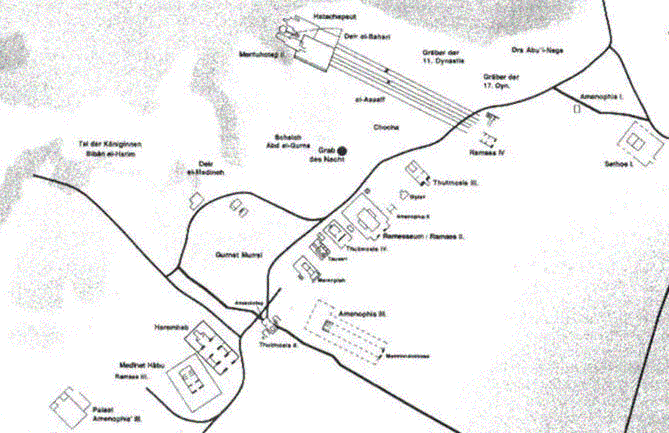
مخطط لمقبرة نخت

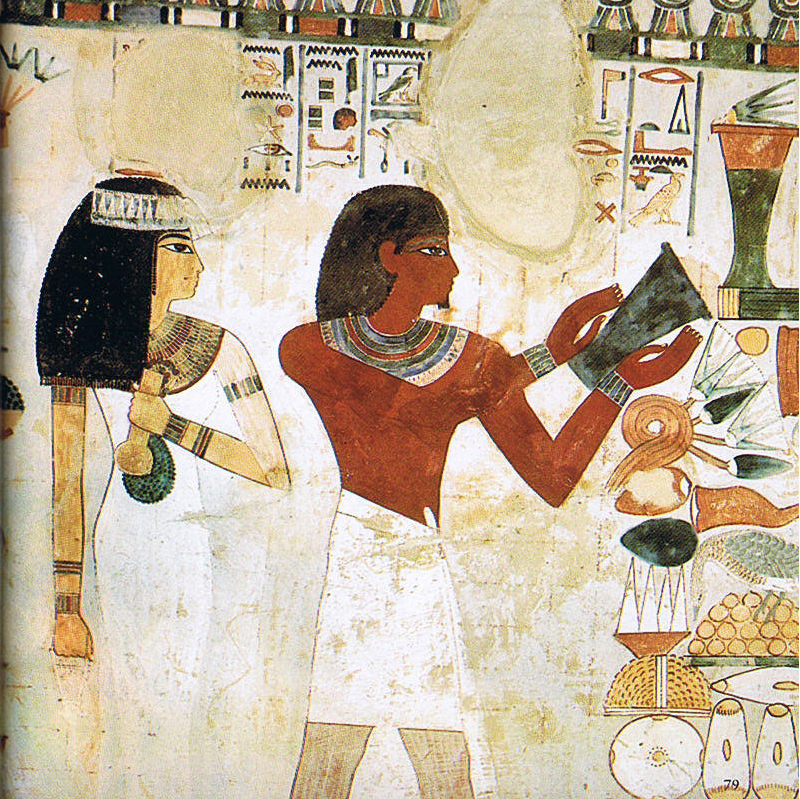
نخت، الأسرة 18

تعتبر هذه المقبرة وهي على صغرها من أشهر مقابر الأشراف في المنطقة وذلك لما بها من مناظر جميلة ذات الوان ناضرة، وتشبه مناظرها إلى حد كبير المناظر المسجلة على جدران الصالة العرضية في مزار مقبرة مننا التي تحدثنا عنها من قبل. وقد اتخذت هذه المقبرة في شكلها العام التخطيط المعمارى لمقبرة الشريف في الاسرة الثامنة عشرة، إلا انه من الملاحظ ان الصالة العرضية في مقبرة نخت انحرفت انحرافا شديدا عن محور المقبرة، ربما لرداءة الصخر امام الصالة الطولية فتكاد تكون مربعة وقد حفر بداخلها البئر الذي يؤدى إلى حجرة الدفن.
الصالة العرضية:
الصالة العرضية للمزار وهي الجزء الوحيد المرسوم يشاهد على جدار المدخل على اليسار نخت وزوجته وهو يصب الزيوت العطرة على التقدمات ثم وهو يشرف على الأعمال الزراعية، فهناك كيل القمح وذرية حصاد القمح وحزمة في شباك لنقله وحرث الحقل، ومما يلفت النظر هنا ذلك الرجل العجوز ذا الشعر المهمل ومعه ثوره وهو يتكئ فوق طوالة المحراث. ويشاهد على الجدار الضيق على اليسار باب وهمى عليه منظر آخر لآلهتين يتوسطهما مجموعة من التقدمات المختلفة المتنوعة وقد اتخذت كل ألهة الهيئة الأنسانية وميزها الفنان بوضع رمز لشجرة فوق رأسها ربما لترمز لألهة الشجر أو للألهة نوت. اما الحائط المواجه إلى اليسار فيرى عليه بقايا منظر يهيج لإحدى الولائم حيث يجتمع الضيوف من الجنسين ويعزف لهم رجل ضرير جالس على «الهارب» بينما جلس خلفه على حصيرة مجموعة من الفتيات يتبادلن ألوان الحديث بجانب السماع إلى العزف، اسفل هذا المنظر هناك مجموعة من الرجال، وهم يستمتعون بأنغام الفرقة الموسيقية التي تتكون من ثلاثة من الفتيات الأولى تعزف على «الهارب» والثانية تعزف على العود وترقص في نفس الوقت والثالثة تنفخ في المزمار. ويلاحظة طرز الملابس وأدوات الزينة والعطور الموضوعة على الرؤوس والتي كانت مستحبة في مثل هذه الحفلات. ثم هناك منظر لنخت وزوجته وهما جالسان امام التقدمات ويجب ملاحظة القط الذي يجلس تحت كرسى سيدة وهو يلتهم سمكة القيت إليه أغلب الظن من موائد الحفل وقد استطاع الفنان ان يصوره وهو ماسك بالسمكة بين مخلبيه ويبدأ في التهامها.
بالانتقال إلى النصف الآخر من الصالة العرضية يشاهد المناظر التي على جدار المدخل على اليمين وتمثل نخت وزوجته وهو يصب الزيوت العطرة على التقدمات ومجموعة من حاملى التقدمات والمنظر لم ينتهي العمل منه، اما على الجدار الطيق على اليمين أهم مناظر هذا المزار يشاهد رجال يقطفون العنب من إحدى عرائـش الكرم (تكعيبه) ثم وهم يعصرون العنب بأرجلهم ونرى العصير وهو يسيل من ميزاب إلى حوض صغير ليملأ أحد العمال الجرار المرصوصة في أعلى. ونشاهد أسفل هذا المنظر شبكة (مصيدة) مليئة بالطيور البرية تجذب من داخل وغل البردى وهناك رجل جالس يقوم بتنظيف الطيور وأخر ينزع ريشها. ثم هناك منظران للصيد، احدهما يمثل نخت واقفا داخل زورق من البردى يصيد السمك بالحراب والآخر وهو يصيد الطير بالعصى المنحنية (البوميرانج) ومعه سيدتان احدهما جالسة والأخرى واقفة وامامه ابنه الصغير ممسكا بإحدى يديه عصا الرماية الأخرى إحدى الطيور التي سقطت اثناء الصيد. ندخل الصالة الطولية وهي هنا عبارة عن حجرة تكاد تكون مربعة لم ينتهي العمل بها ويوجد بداخلها بئر يوصل إلى حجرة الدفن كما نشاهد في نهايتها فجوة التمثال ويوجد الآن بداخل هذه الفجوة صورة فوتوغرافية للتمثال الذي وجد بداخلها وكان تمثال صغير لنخت يمثله وهو راكع ممسكا بلوحة سجل عليها أحد اناشيد الإله رع وقد غرق التمثال مع السفينة التي كانت ستنقله إلى انجلترا عام 1915.

### مقبرة مننا

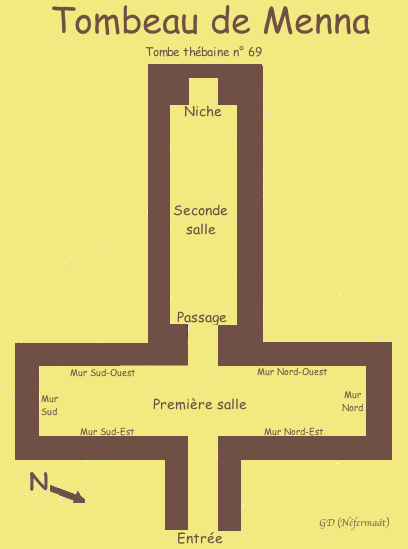
مخطط مقبرة مننا

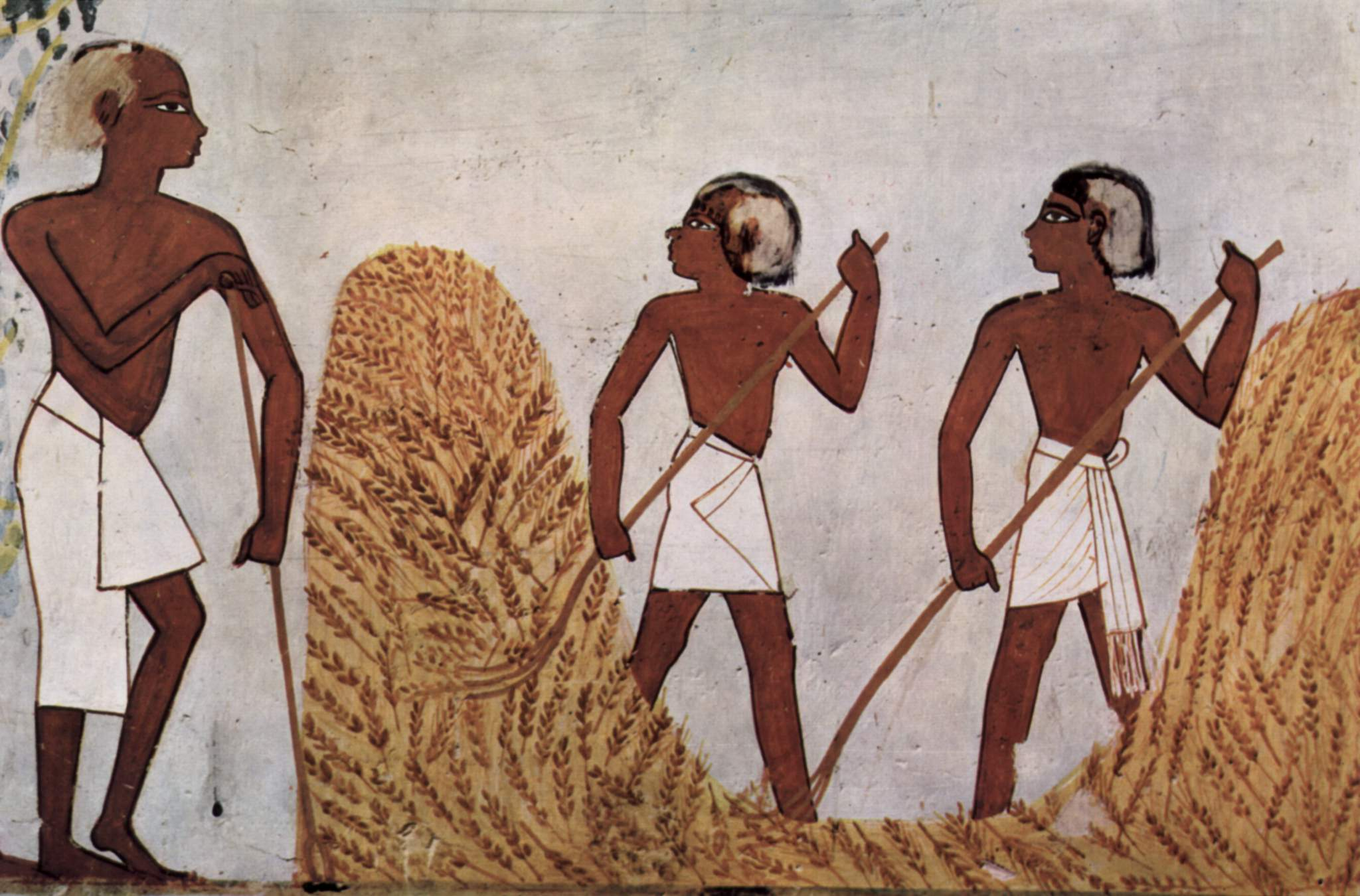
حرث الأرض وبذر الحبوب، وزراعة الكتان وتمشيطه.

المقبرة رقم (TT69) ، خاصة بشخص يدعى «مننا» (بالإنجليزية: Menna)‏ كان كاتباً للحقول الملكية في عهد «تحتمس الرابع» أيضاً. ويظن الناس العامة أن مقبرته هي مقبرة وزير الزراعة لأن معظم مناظر هذه المقبرة تدور حول الزراعة من حرث الأرض وبذر الحبوب، وزراعة الكتان وتمشيطه، ومناظر الحصاد، وبعض مناظر البحر والبر، كل هذا بإشراف «مننا».

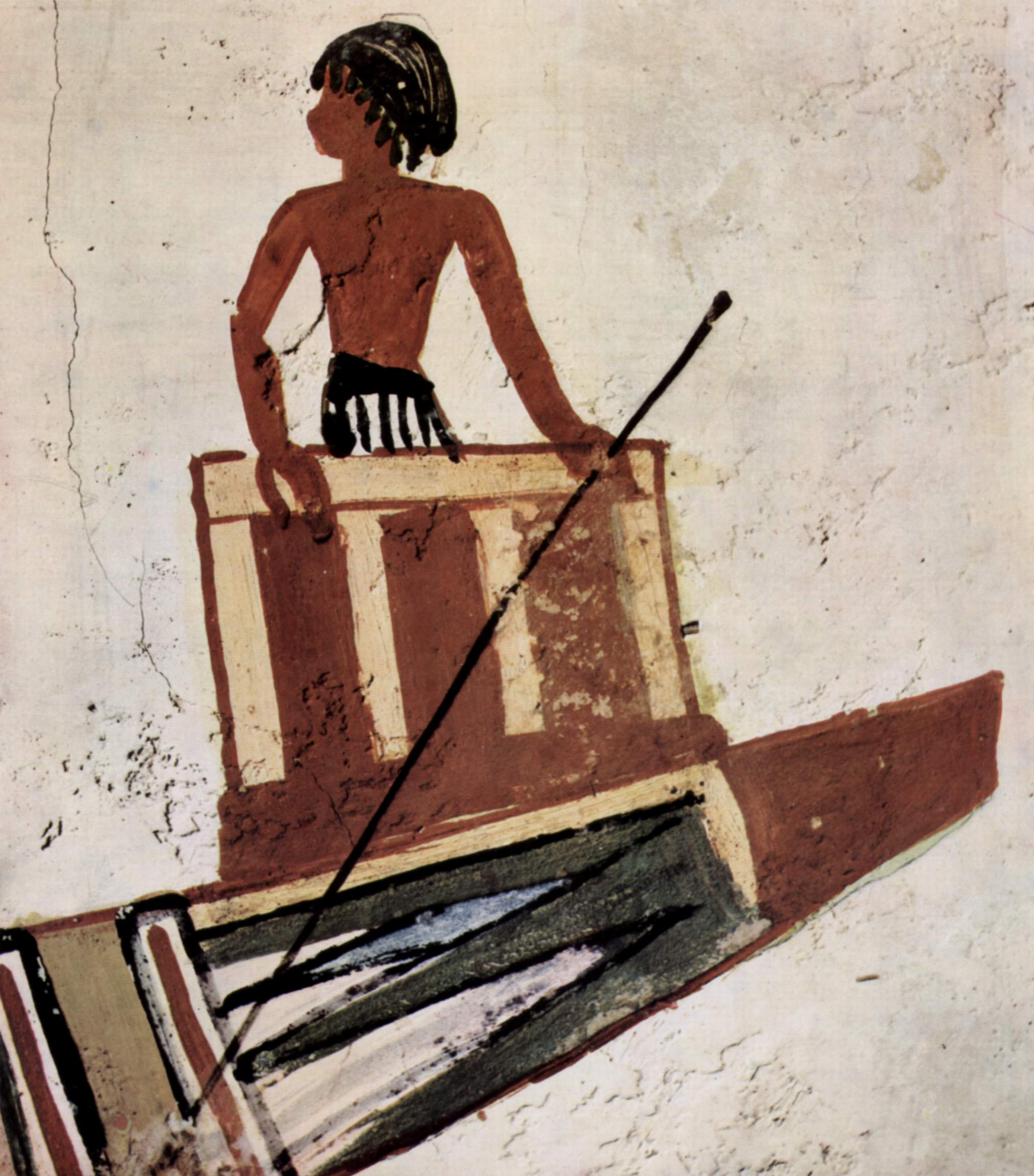
من مقبرة مننا

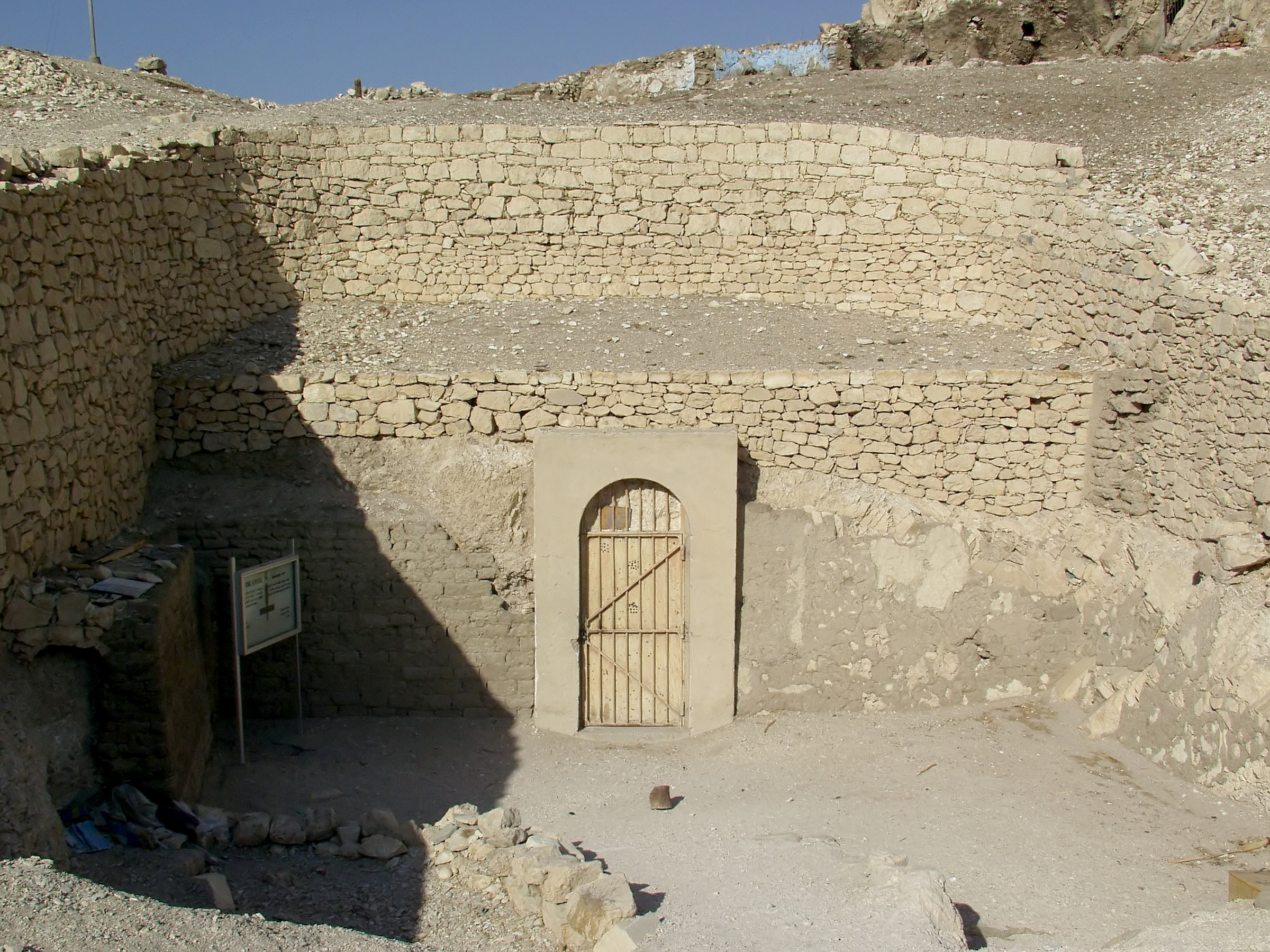
مدخل مقبرة مننا

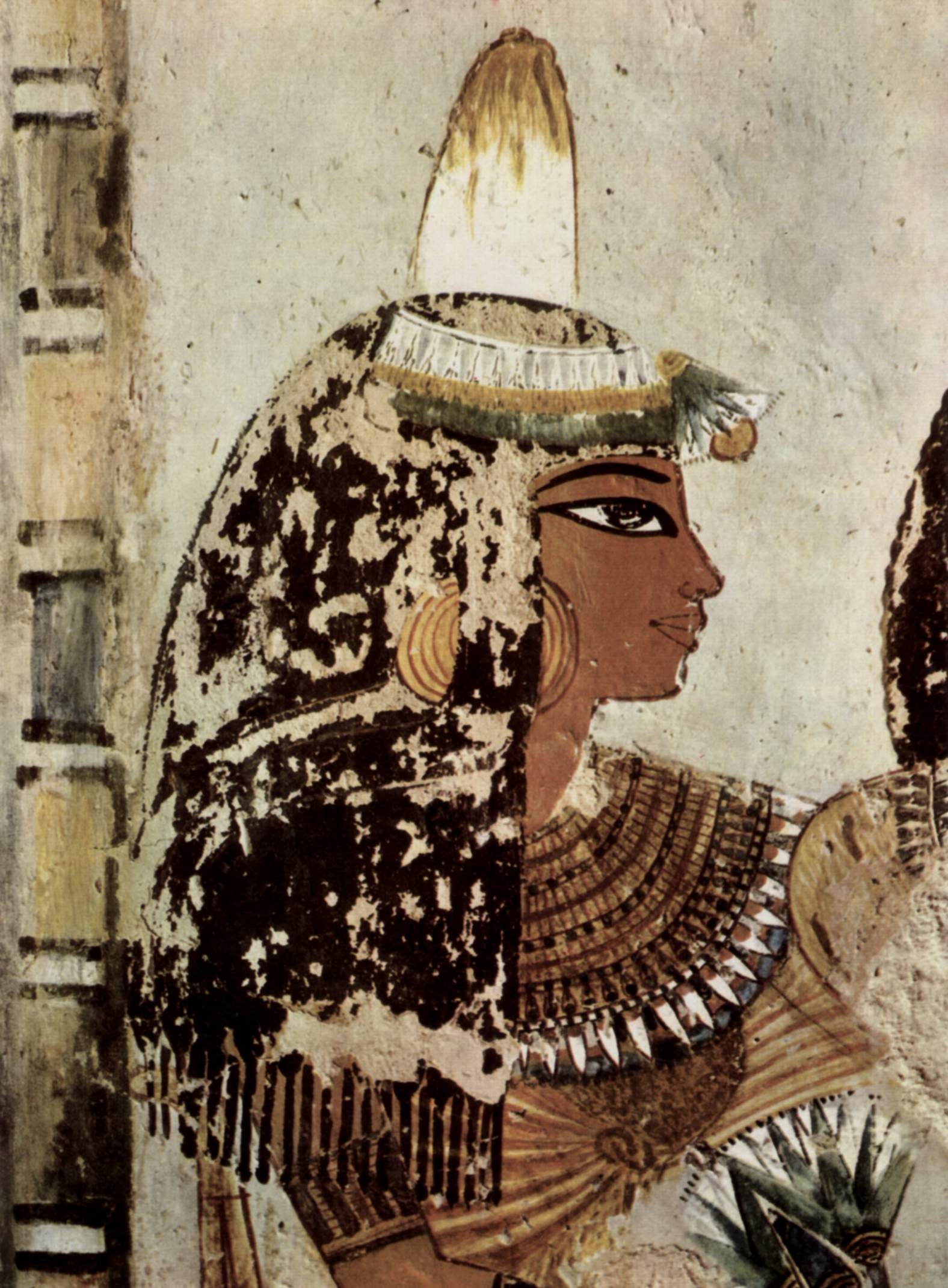
مقبرة مننا

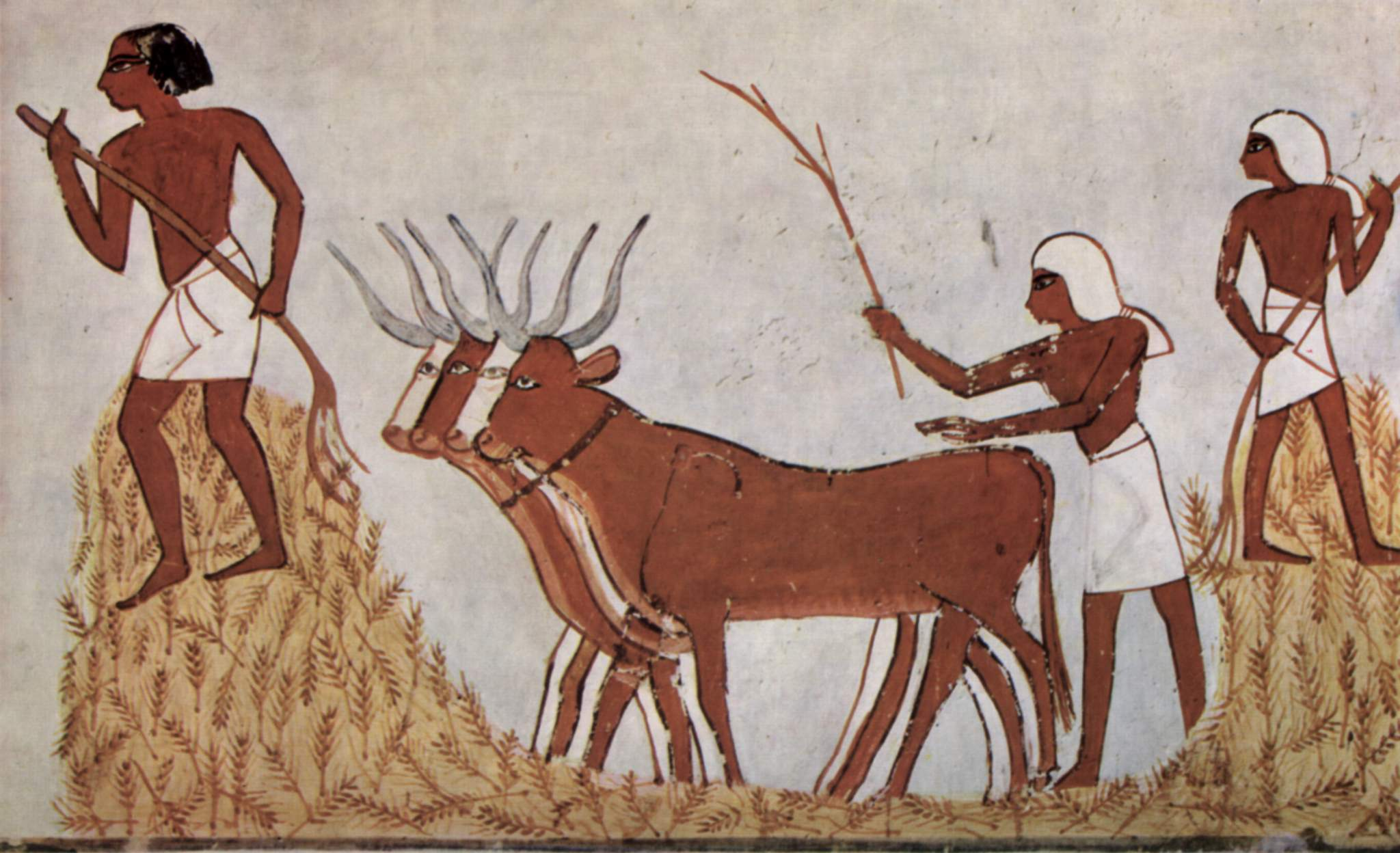
حرث الأرض وزراعة الكتان.

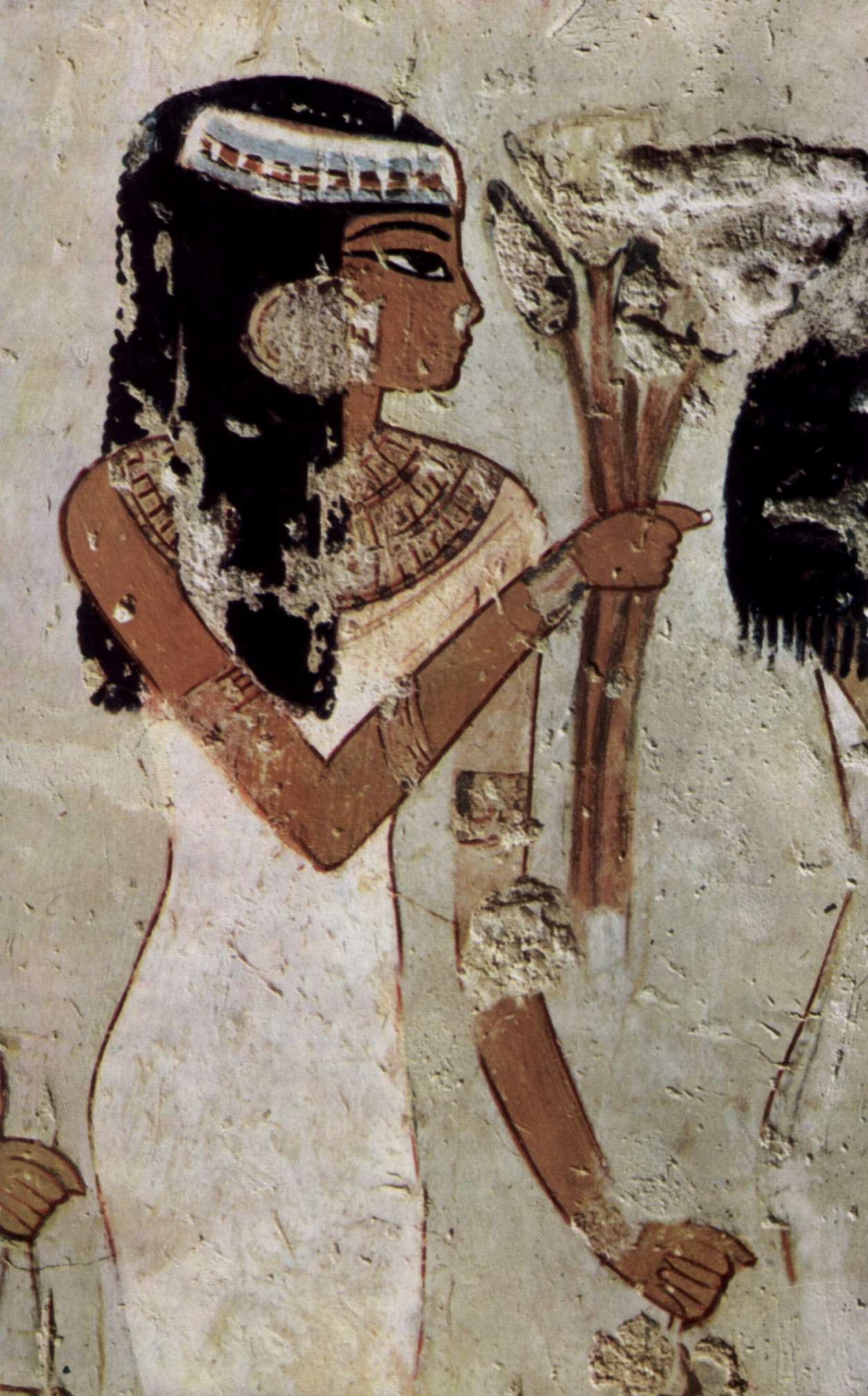
من جداريات مقبرة مننا

اتخذت هذه المقبرة الأسلوب المعمارى لمقبرة كبار رجال الدولة في الدولة الحديثة، فهي تتكون من مدخل يوصل إلى صالة عرضية توصل بدورها إلى صالة طويلة تنتهي بنيشة (فجوة) التمثال. كان مننا كاتبا لحقول سيد الأرضين لمصر العليا والسفلى ويحتمل انه عاش أيام الملك تحتمس الرابع ويبدو واضحا من مناظر المقبرة انه كان له عدو يضمر له الحقد والكراهية، فقد استطاع هذا العدو بعد موته من الوصول إلى مقبرته وشوه وجه مننا وأتلف عينيه وذلك في أغلب المناظر التي تمثله على جدران المقبرة حتى لا يرى مايقدم اليه وبالتالى فلا ينعم به في العالم الآخر وحتى لا يلاحظ أعمال الفلاحة في الحقول أو يتابع جنى المحصول أو ينعم برياضة صيد الأسماك أو الطيور، ويبدو ان المصرى القديم قد اعتقد بالفعل في فاعلية هذه الطريقة في العالم الآخر كما فعل اتباع الملك تحتمس الثالث من قشط وإزالة وتشويه لأسماء وصور الملكة حتشبسوت وذلك للقضاء على اعدائه وحرمانهم من الساعدة الضرورية في العالم الآخر. تخطيط المقبرة عبارة عن:
- فناء خارجى «الفناء المفتوح»
- صالة مستعرضة.
- صالة طولية.
- النيشة «تمثال صاحب المقبرة وزوجته».

الصالة العرضية:
وهي آخر جزء في المقبرة، وهي لا زالت تحت التجهيز حيث لم تجهز أرضيتها للسماح بدخولها لذلك الصالة مغلقة ومن خلال الصالة المستعرضة تنظر على مناظر الصالة الطولية من الخارج؛ لذلك تم وضع أهم مناظر الصالة الطولية في لوحة خارج المقبرة «أمام المقبرة في الجانب الأيسر للداخل» توضح للزائر المناظر التي لن يتمكن من رؤيتها داخل المقبرة. وهناك أربعة صفوف من المناظر يشاهد مننا وهو يشرف على مسح حقولة في الصف الأعلى، ويلاحظ الحبل الذي يستخدمه العمال في تحديد مساحة الأرض المزروعة كما يجب ملاحظة رئيس العمال الواقف وراء التقدمات وأحد العمال يتوسل اليه وذلك بتقبيل إحدى قدميه، ثم يشاهد مننا في نهاية الصف الأعلى واقفا داخل مظلة يراقب سفنه ومما يجدر ملاحظته عقاب أحد العمال امام مننا فنراه منبطحا على الأرض ويهم رئيسه بضربه بالعصا. ويرى في الصف الثانى مناظر مختلفة منها عربة مننا بحصانها الجميل الواقفة في انتظاره ثم منظر كيل القمح والكتبة وهم يسجلون مقاديره، يلى ذلك منظرا لمننا واقفا داخل مظلة ويحضر له أحد الأتباع محنيا المرطبات في قدرين موضوعتين في شبكتين مصنوعتين من الخيوط يتبع ذلك منظر تذرية القمح وآخر لدهس القمح بواسطة مجموعة من الأبقار. وتمثل مناظر الصف الثالث حصاد وجنى وحزم ونقل القمح ونلاحظ هنا الفتاتين المتشاجرتين وتشد كل منهما شعر الأخرى ومنظر الرجل الجالس تحت ظل شجرة يضرب على الناى وآخر استولى عليه التعب فأخذته سنة من النوم. اما مناظر الصف الرابع فتمثل الحرث والبذر ويلاحظ صورة الفتاة التي تحاول ان تخرج شوكة من قدم زميلتها. ويشاهد في بداية الصفين الثالث والرابع (مهشم الآن) لمننا وأمامه بنتين من بناته على رأس كل منهما تاج طريف وتحمل كل منهما السلاسل الحتحورية. تمثل مناظر الجدار الضيق على اليسار مننا وخلفه زوجته يتعبد للإله اوزيريس رب الموتى الجالس في مقصورته لابسا تاج الآتف ممسكا بإحدى يديه العصا المعقوفة «الحكا» وبالأخر المذبة «نخا» ولون وجهه باللون الأسود رمز ارض مصر الخصبة ولبس ردائه الأبيض. كما يشاهد أيضا على نفس الجدران بعض الاتباع وهم يحملون باقات الأزهار والتقدمات، اما مناظر الجدار المواجه للداخل إلى اليسار فأغلبها مهشم ويمكن رؤية بقايا منظر لمننا وزوجته وبعض معارفه. نتجه الآن إلى النصف الآخر من الصالة العرضية يشاهد على نفس جدار المخل على اليمين المنظر التقليدى لمننا امام التقدمات المختلفة وتتبعه زوجته وبعض من ابنائه وبناته ثم مناظر لحاملى التقدمات والأزهار، ويوجد على الجدار الضيق على اليمين منظر يمثل لوحة عليها مناظر مزدوجة تمثل الإله انوبيس امام اوزيريس واحدى ألهات الغرب على اليسار والإله رع حور آختى والألهة حتحور إلى اليمين ثم منظر لبعض الأقارب ثم مننا وزوجته يتعبدان، وهناك على الجدار المواجه للداخل على اليمين منظرا لمأدبة يجتمع فيها كل من مننا وزوجته ومجموعة من الضيوف في الصفين.
الصالة الطولية:
بالانتقال إلى الصالة الطولية يشاهد على الجدار الذي على يسار الداخل مناظر لحاملى التقدمات والقرابين والأثاث الجنائزى وبعض الزوارق منها ما يحمل الأثاث الجنائزى ومنها ما يحمل اقارب المتوفى من النساء وهم في حزن شديد وهناك الزورق الذي يحمل الناووس الذي بداخله تابوت المتوفى إلى الاله انوبيس اله الجبانة، يلى ذلك منظر وزن القلب يشاهد مننا ومعه جحوتى يسجل وزن القلب امام الاله اوزيريس وهناك الميزان ويشاهد على إحدى كتفيه قلب مننا وعلى الكفة الأخرى تمثال صغير لآلهة الحق ماعت ويلاحظ ان العدو قد اتلف الميزان وعين الشخص الذي يمسك بكفتيه وذلك لكى لا ينجو مننا من حساب الآخرة. وإذا نظرنا إلى الجدار الآخر على اليمين يشاهد الرحلة المقدسة إلى ابيدوس وبعض الطقوس التي تقام امام المومياء ثم يتبع ذلك المنظر الشهير لصيد الطيور والأسماك في مستنقعات البردى ويلاحظ ابنة مننا وهي تنحنى في رشاقة من حافة القارب الذي بداخله والدها لتقطف إحدى براعم اللوتس كذلك التمساح التقليدى الذي يمسك سمكة والنمس الذي يحاول سرقة اعشاش الطيور. ثم يلى بعض المناظر التي تمثل اقارب المتوفى وهم يقدمون له ومعه زوجته التقدمات المختلفة. ثم نتجه إلى حائط الضيق في مواجهة الداخل في نهاية الصالة الطولية حيث توجد نيشة التمثال ويلاحظ مناظر حاملى التقدمات على جانبى النيشة. يجب ألا ننسى قبل مغادرة هذه المقبرة من مشاهد سقفها الذي يتميز بألوانه الجميله ومتابعة طرز الملابس وأدوات الزينة الواضحة في كل منظر من مناظر المقبرة.
كما تحدثنا من قبل عن وظيفة «منا» انه المشرف على الضياع الملكية والمسئول الأول عن الأموال والضرائب المحصلة، كل ذلك جعل «منا» يتفاخر بوظيفته بدرجة كبيرة لذلك مثل الحمال وظيفته داخل المقبرة. حيث مثلها على الجدار الشرقى في الجانب الجنوبى على يسار الداخل. تبدأ المهام كالآتى:

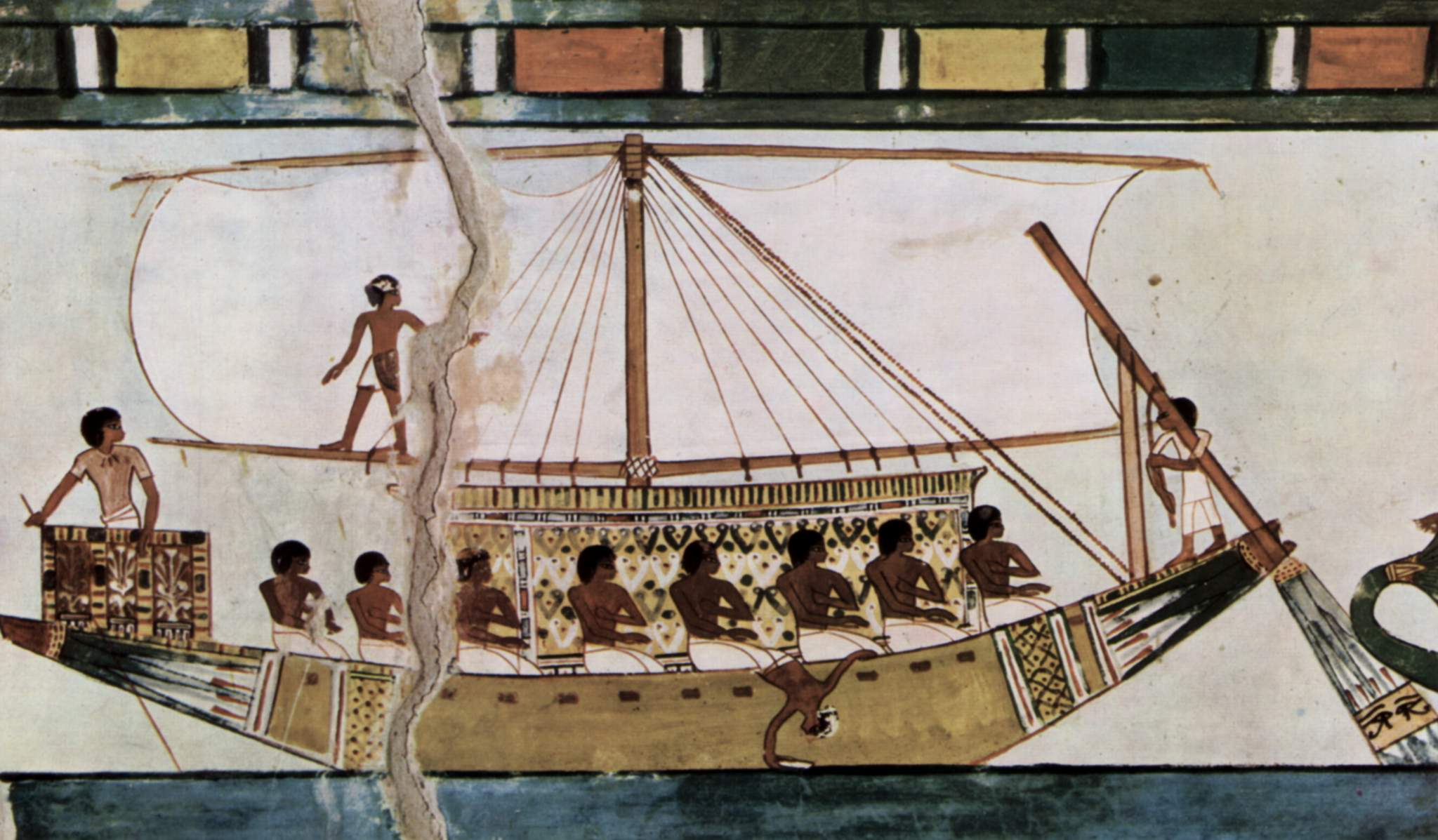
لوحة جدارية، مقبرة مننا

- عملية الحرث: حيث نرى مجموعة من الثيران تحرث الأرض.
- عملية العزق: مجموعة من الفلاحين تعزق في الأرض من أجل بذر بذور القمح.
- عملية الحصاد: مجموعة من الفلاحين ممسكين بأداة مستديرة يحصدون بها القمح.
- عملية نقل المحصول: بعد حصاد القمح يتم وضعه في شوايل ثم نقله ووضعه في أكوام.
- عملية التزرية: وهي فصل الحبوب عن القش و هي تتم على مرحلتين:

أ‌. يقيمون بتمشية الثيران على القمح فنرى رجل ممسك بغصن شجرة يقود الثيران لكى تمشى على السنابل فتهرسها فتفصل الحب عن القشرة وهناك شخصان آخرين ممسكن بشوك يحركون السنابل كمية بكمية تحت أرجل الثور حتى يهرسها.
ب‌. بعد تمشية الثيران يقومون بمسك القمح ونثره في الهواء فتنزل حبوب القمح والقش يطير فيصبح لديهم كون من القمح.
- عملية وزن المحصول «التكييل»: يبدأون بوزن القمح وهناك مجموعة من الكتبة يسجلون هذا القمح ومقداره من الوزن. بالإضافة إلى ذلك، نجد مجموعة أخرى من الكتبة يحسبون ويقيدون الضرائب حيث هذا القمح عليه مقدار معين من الضرائب وإن لم يدفع الضرائب سنرى فيما بعد ما سوف يتعرض له من عقاب.

### مقبرة رح مى رع
المقبرة رقم (TT100)، هي للوزير رح مى رع، الذي عاش في عهد تحتمس الثالث، وامنحوتب الثانى من ملوك الأسرة الثامنة عشرة. وترجع أهمية هذه المقبرة لما على حوائطها من نقوش تشرح بالتفصيل مهام وزراء ذلك العهد، يشاهد الوزير تارة وهو يتسلم ضريبة الأقاليم المختلفة، وتارة أخرى يشاهد وهو يرأس محكمة العدل ويفصل بين الناس بالعدل والقسطاس. وفي بعض المناظر الأخرى تشاهد وهو يشرف بنفسه على مُختلف الصناعات من نجارة، وحدادة، وصباغة الجلود ودبغها. كما نراه يُشرف على أعمال المعابد وتشييدها، وإعداد الطوب الخاص بمبانيها.
وهذه المقبرة تتكون من فناء يتوسطه مدخل يوصل إلى صالة عريضة بها مدخل في الجدار المواجه للداخل يوصل إلى دهليز طويل يمتد في قلب الصخر لمسافة تزيد عن 30 متر. والرسوم الموجودة على الجدران على جانب عظيم من الأهمية.

### مقبرة سنفر

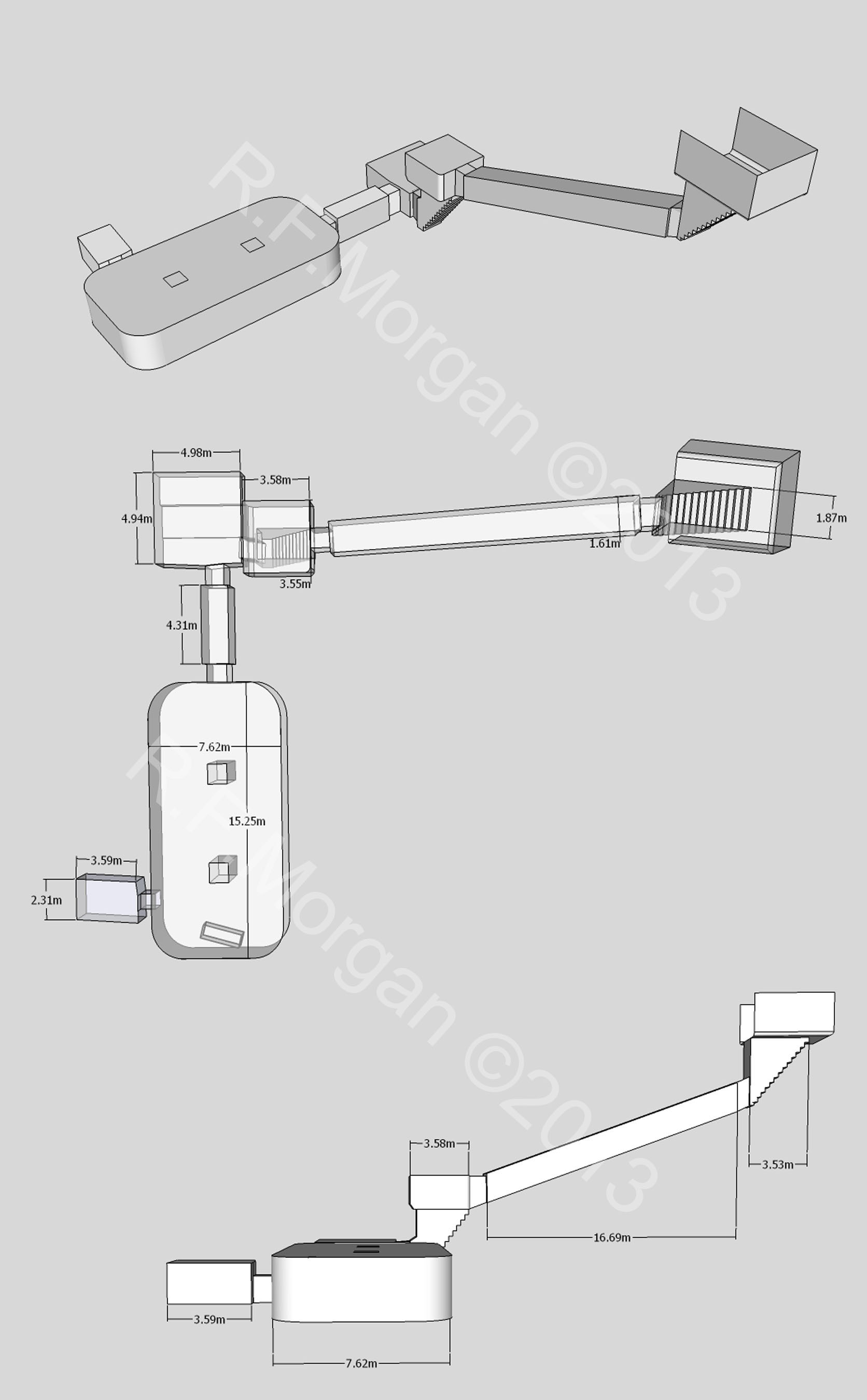
منطقة "KV42"، حيث مقبرة سنفر، والتي تحمل الرقم (TT96)

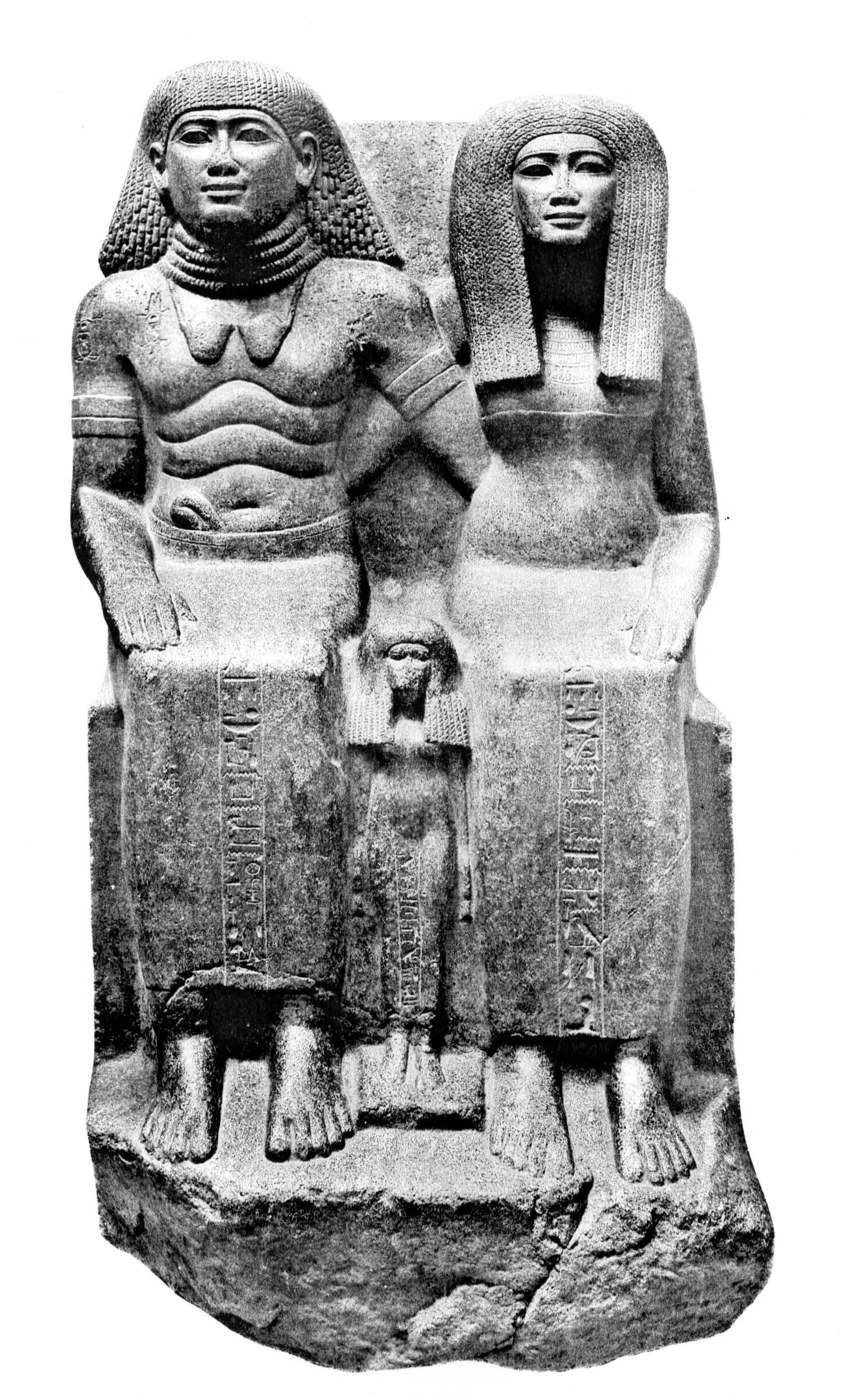
سنفر مع ابنته "موت توى" (وقد تهشم اسمها).

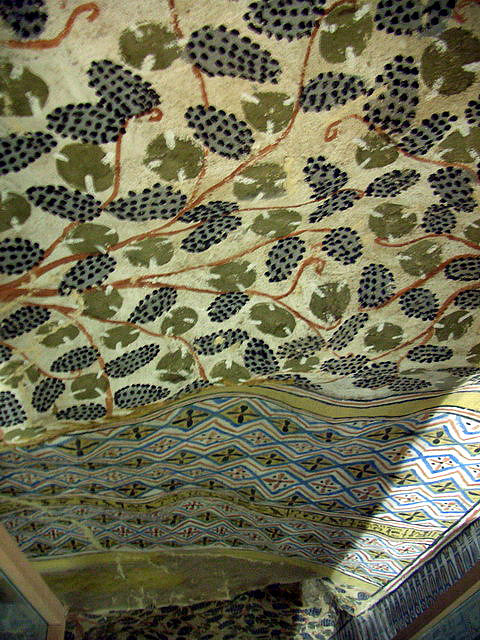
سقف مقبرة سنفر

مقبرة سنفر أو سن نفر، (بالإنجليزية: Sennefer)‏، تحمل الرقم (TT96)، وهو من «طيبة». عمل «سنفر» مشرفاً على حدائق معبد «آمون» في عهد الملك «أمنحتب (أمنوفيس) الثانى». وكان في عهد تحتمس الثالث يتقلد وظيفة مدير ثروات الملك وحامل أختام الملك. أنجب «سنفر» ابنه اسمها «رنينا». تزين سقف الحجرة الرئيسية لمقبرته تشكيلات من عناقيد العنب المتداخلة وهي في غاية الوضوح، أما الحوائط والأعمدة المحيطة فمعظم المشاهد المرسومة عليها تُصور «سنفر» مع أخته. بقي من آثار «سنفر» تماثبل له مختلفة ومحراب للصلاة عند جبل السلسلة . ويعتقد أن أحد موظفي الدولة أثناء حكم حتشبسوت قد استولى على المصلى ووضع اسمه عليها.
كانت توجد قرية للعمال والفنانين في دير المدينة وترجع أساساً للأسرتين 19 و20 من الدولة الحديثة. وقد سكن هذه المنطقة أيضاً رهبان من العصور الأولى للمسيحية ولذلك سُمى المكان بـ«دير المدينة». وتوجد بالمنطقة بقايا معبد من عصر البطالمة كان مكرساً للإلهة «حتحور» والإلهة «معات» (على اليسار وفي وسط الصورة). وقد أنشأ العمال مقابر صخرية لأسرهم في جانب الجبل الغربى الذي يشرف على قريتهم والذي التقطت من فوقه هذه الصورة. كما اُكتشفت الأساسات الحجرية للبيوت التي كان يسكنها هؤلاء العمال (في منتصف الصورة إلى اليمين). ومن هذه البيوت كان العمال يتجهون شمالاً إلى قمة الجبل الغربى، ثم إلى أسفل ليصلوا إلى وادى الملوك حيث كانوا يبنون ويزينون مقبرة الفرعون الحاكم.
كان سنفر حاكم المدينة الجنوبية (طيبة) في عهد الملك امنحوتب الثانى ويبدأ مزار المقبرة بصالة عرضية ضيقة، تليها صالة طولية أقرب إلى الممر ومنها نصل إلى حجرة تقدمة القرابين وأداء الطقوس والتي أصبحت هنا الجزء الهام في مزار هذه المقبرة. فالحجرة واسعة وصارت اقرب إلى صالة الأعمدة، اذ بها أربعة في صفين، كما توجد حجرة صغيرة في جانبها الشمالى يتوسطها عمود. ومن هنا يشاهد ان الأهمية الكبرى انصبت الآن على حجرة تقدمة القرابين. هذا هو مزار المقبرة وقد استخدم الآن كمخزن لعدم وجود مناظر ذات اهمية على جدرانه.
تتميز مقبر سنفر بأن الجزء المحفور في باطن الصخر زين برسوم ملونة لها اهميتها الحضارية، وتعد مقبرة سنفر هي المقبرة الوحيدة من قابر النبلاء عدا مقابر دير المدينة التي زينت حجرة الدفن فيها بمناظر ملونة، وتعرف هذه المقبرة في الكتب العلمية بأسم مقبرة العنب ويرجع السبب في هذه التسمية إلى مناظر كرم العنب التي على سقفها وخاصة ان حجرة دفن سنفر لم يسو سقفها وانما نحت في غير نظام حتى يبدو كرم العنب كأنه مجسم بشكل طبيعى وتستمر مناظر كرم العنب إلى اسفل لتكون افريزا.
ننزل الآن من السلم الهابط لنصل إلى الحجرة الأمامية التي توصل إلى حجرة الدفن. فنشاهد على يمين الداخل سنفر جالسا وتقدم له ابنته «موت توى» (وقد تهشم اسمها) عقد القلب وخلفها عشرة من حاملى الأثاث الجنائزى في صفين. ونشاهد على الحائط الأيمن سنفر جالسا وخلفه ابنته واقفة وأمامه حاملى الأثاث الجنائزى من عقود وتماثيل اوشابتى وقناع للمومياء وكراسى وصناديق. ويوجد على جانبى المدخل الموصل إلى حجرة الدفن منظر لسنفر وهو يتعبد ومعه زوجته سنت فر (هشم المنظر الذي على اليمين)أما على يسار الداخل فهناك بقايا منظر لصفين من حاملى الأثاث الجنائزى. ندخل الآن إلى غرفة الدفن فنشاهد فوق المدخل مباشرة رسمين متقابلين للإله انوبيس بلونه الأسود راقد فوق مقصورته وعلى نفس الجدار إلى اليسار يرى منظر يمثل سنفر وزوجته مريت متوجهين إلى المدخل ثم منظر آخر وهما جالسان جنبا إلى جنب، اما على يمين المدخل فهناك منظر يمثل الأبن وهو يلبس جلد فهد ويقوم بالتطهير وأطلاق البخور أمام مائدة القربان التي يجلس خلفها سنفر وزوجته مريت ويوجد على الجدار الشرقى كاهن يلبس جلد فهد ويقوم بصب مياه التطهير على كل من سنفر وزوجته للآلهين اوزيريس وأنوبيس. يمثل مناظر الجدار الخلفى الرحلة المقدسة ابيدوس، فيوجد في الصف الأعلى مركب بداخلها مقصورة بها سنفر وزوجته وتقوم مركب كبيرة بسحب زورق سنفر، أما الصف الأوسط فيرى فيه بقايا منظر لمركبتين ضخمتين ضمن موكب الرحلة إلى ابيدوس. وذلك يرى سنفر وأمامه مائدة ضخمة للقرابين. اما مناظر الجدار الأيسر فأغلبها مهشم وتمثل سنفر وزوجته امام اوزيريس والألهة حتحور وأخيرا يرى مجموعة من الأتباع وهم يحملون الأثاث الجنائزى. تمثل اغرب المناظر المسجلة على سطح الأعمدة الأربعة الزوجة مريت وهي تقوم بالتقدمات المختلفة لزوجها سنفر من أزهار وبخور وملابس ثم عقد وفنجان هذا بجانب مناظر أخرى للمتوفى مع بعض الكهنة الذين يقومون بتطهيره.

### مقبرة الخادمسن نيجم

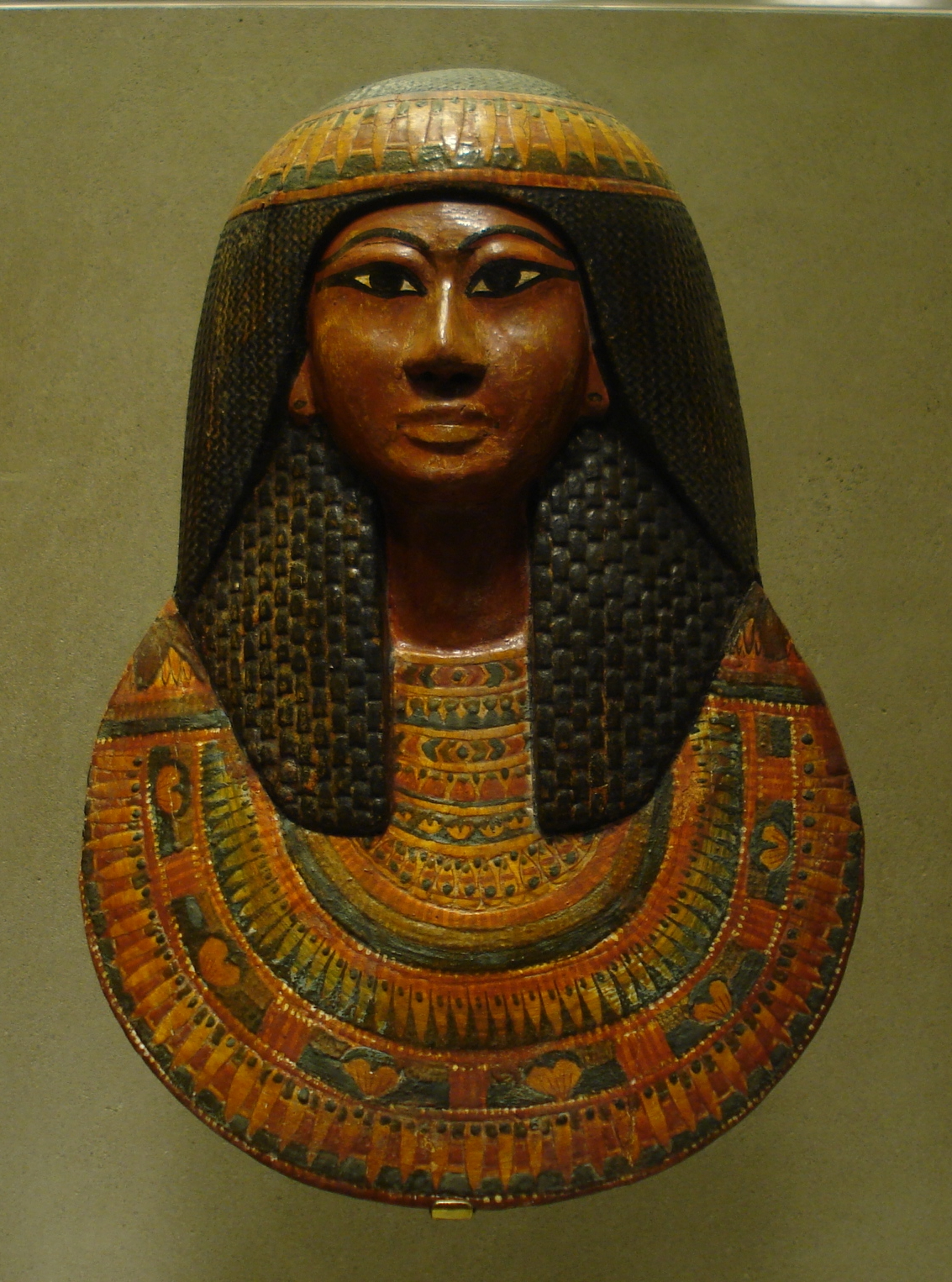
قناع مومياء "خنسو" ابن سن نيجم، وجدت في مقبرة سن نيجم.

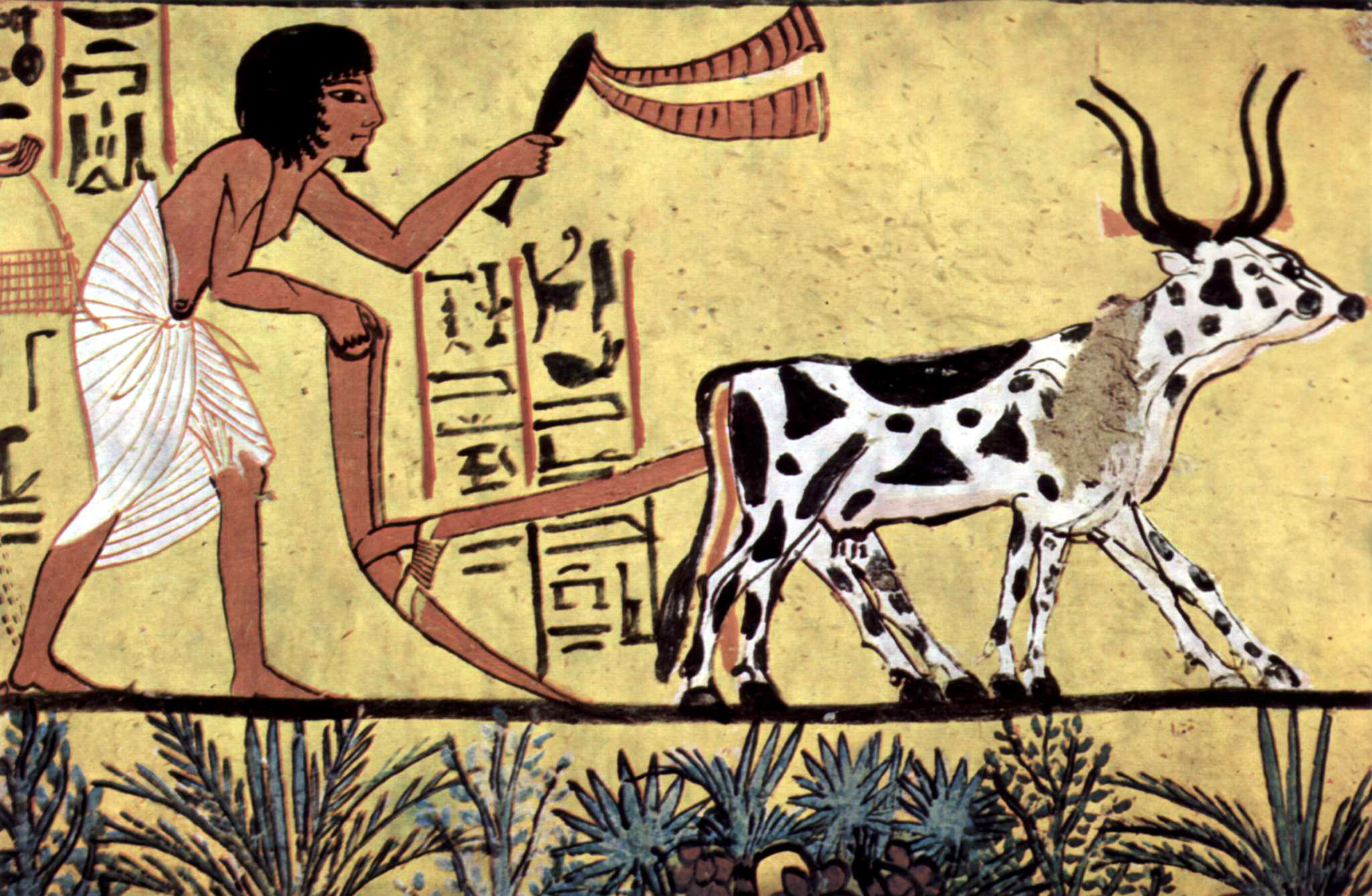
رسومات حائطية من حجرة سن نيجم

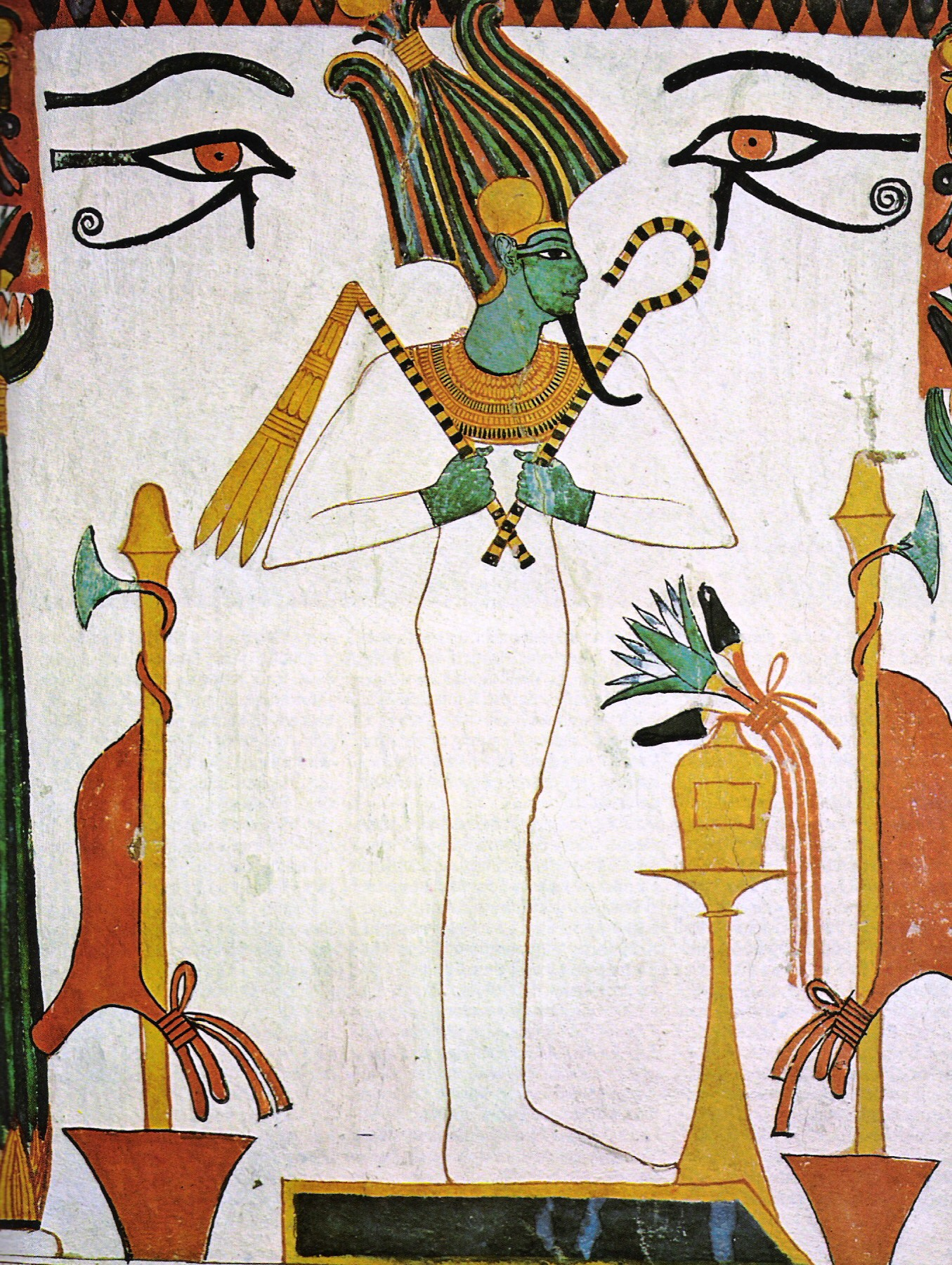
صورة من مقبرة سننجم :أوزوريس

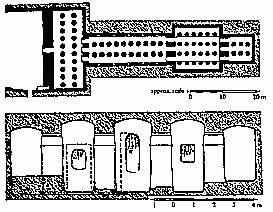
خطة وقسم من مقبرة أمنمحات (TT48)، الأكثر رسوخا في طيبة الغربية.

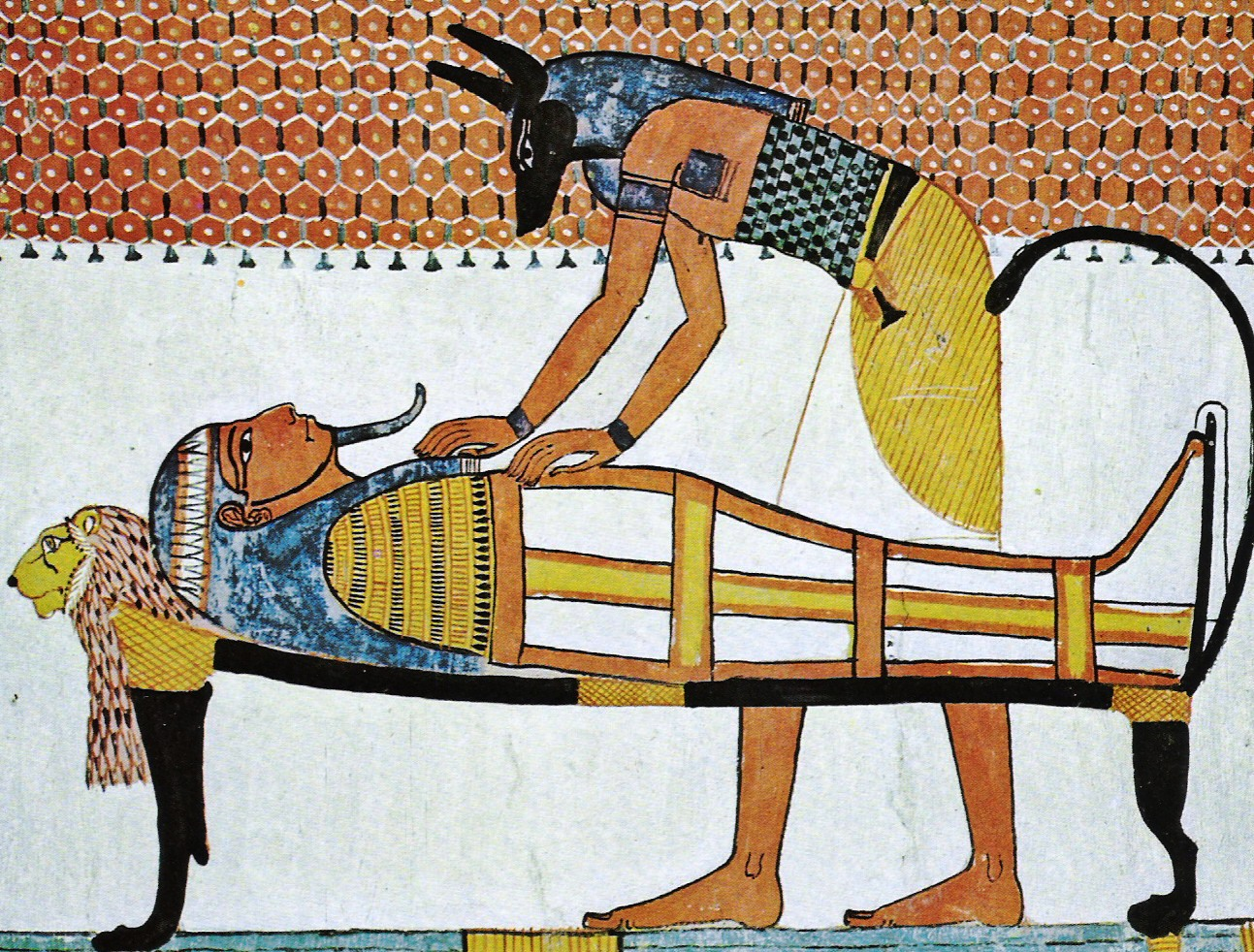
صورة من مقبرة سن-نيجم :أنوبيس إله التحنيط يقوم بتحنيط جثمان سن-نيجم.

المقبرة رقم (TT1)، كانت خاصة بالخادم ورئيس العمال «سن نيجم» (بالإنجليزية: Sennedjem)‏ الذي خدم في عهد الأسرة التاسعة عشرة في جبانة طيبة، وذلك خلال حكم سيتى الأول ورمسيس الثاني وكان يحمل لقب «الخادم في موقع الحقيقة». وتتكون مقبرته بـ«دير المدينة» من حجرة واحدة فقط، لكن الرسومات الحائطية بها تُعد آية في الروعة والجمال. ومن أجمل هذه الرسومات مشهد لقط يقتل ثعباناً، ويمكن رؤية هذا المنظر أعلى مدخل حجرة الدفن. وقد عثر في مقبرة «سينيدجيم» بـ«دير المدينة» غربى «طيبة»، على كرسي وهو مغطى بالكامل بالطلاء وغير متقن الصنع. يرجع إلى (حوالى سنة 1250 ق.م).
عثر على مقبرة سن نيجم كاملة في عام 1886م ، بوادي العمال (مدينة الحرفيين) القريبة من وادي الملكات. وكان بداخل المقبرة أثاث جنائزي فخيم، هو الآن موزع أساساً بين المتحف المصري بالقاهرة ومتحف «المتروبولتيان» بنيويورك. وعلى خلاف غرف الدفن بمقابر النبلاء -الأشراف- للأسرتين 18 و 19 التي كانت غير مزخرفة تقريباً، فإن غرفة الدفن بمقبرة سن نيجم ذات السقف المقبي ذات زخارف رائعة على خلفية صفراء من طلاء المغرة؛ وهي في حالة حفظ فائقة الكمال، وتعد من أجمل زخارف جبانة طيبة.
ومن بين موضوعات الزخارف بعض المشاهد التي تصور سن نيجم وزوجته «إي – نفرتي» وهما يتعبدان إلى مختلف الآلهة المرتبطة بالديانة الجنائزية، بينما تحمل بعض المشاهد الأخرى أشكالاً طقسية، مثل تحنيط جسد المتوفى على يد الإله أنوبيس. لكن المشهد الأروع، هو ذلك الذي يصور حقول «أيارو» في العالم الآخر السعيد، حيث يقوم سن نيجم وزوجته بأعمال البذر والحرث والحصاد.

### كار نيف

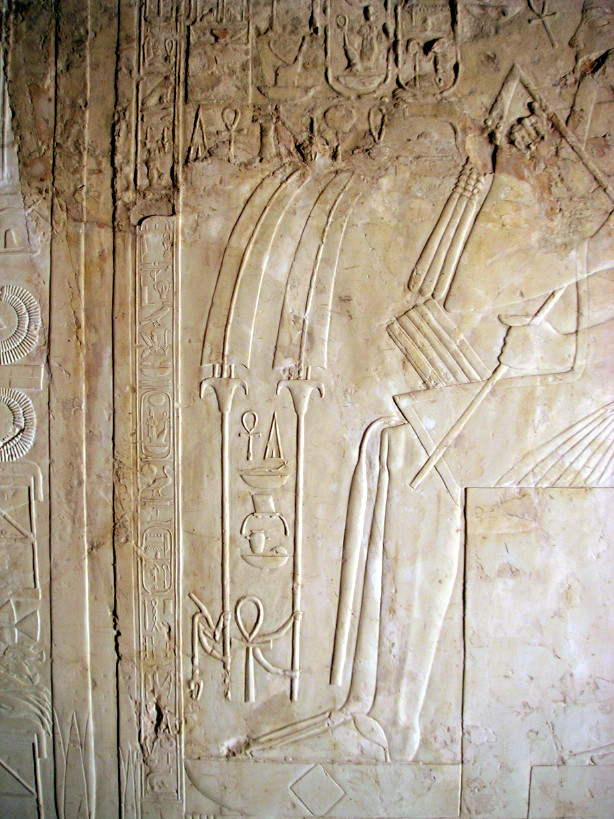
من قبر كار نيف، من السلالة الثامنة عشر.

المقبرة رقم (TT192)، كانت لـ كار نيف (بالإنجليزية: Kheruef)‏.تقع في شرم العساسيف، في طيبة في مصر، في عهد أمنحتب الثالث. زوجتة الملكية تدعى تيي، وقبرها في العساسيف وهي جزء من مقبرة طيبة.

### مقبرة أمنمحات
يقع قبر (TT48) في طيبة، شرم الخوخة، على الضفة الغربية لنهر النيل، مقابل الأقصر. كان (TT48) مكان دفن رئيس الضيافة عند الملك والمشرف على ماشية آمون، يدعى أمنمحات. وذلك في وقت أمنحتب الثالث من منتصف الأسرة الثامنة عشرة من مصر. وكان ابن إيث، الذي كان ايضاً أحد المشرفين على ماشية آمون زوجته السيدة موت-توي.

### مقبرة بتاح حتب
مقبرة بتاح حتب، هي مقبرة مزدوجة لاثنين من الوجهاء عاشا في الأسرة الخامسة؛ بتاح - حوتب، ووالده آخت - حوتب. وكان بتاح - حوتب قاضياً ووزيراً، كما كان يحمل لقب «المشرف على أبنياء هرمي منقرع وإيسيسي»، ولقب «المشرف على كهنة هرم نيوسي - رع». تقع غرب الهرم المدرج وبها عديد من مناظر الحياة اليومية والجنائزية والنصوص الدينية وأهم مناظرها منظر المغنيين وهم يطربون بتاح حتب بألحانهم وموسيقاهم ويعتبر من أكبر فلاسفة العصر الفرعوني .
ونقوش دهليز المدخل غير مكتملة، وتعطي الطرق التي استخدمها نحاتو الدولة القديمة. وعلى الرغم من عدم اكمال النقوش، فانها تتميز بقدر كبير من الصفاء والدقة والأناقة. ويؤدي الدهليز إلى غرفة كبيرة بأربعة أعمدة. ويوجد عند الركن الجنوبي الغربي لهذه الغرفة ممر يؤدي إلى مقصورة بتاح - حوتب، المزينة بنقوش نحت غائر رائعة. وزين الجدار الغربي بمنظر ذو اطار أنيق من لوحتي بابين وهميين. ويصور المنظر مختلف القرابين أمام المتوفى الذي يستنشق عطر مرهم في وعاء من حجر شبه كريم.
ويعد المنظر على الجدار الشرقي أهم مناظر المقبرة؛ وهو يتكون من تسعة سجلات أمام المتوفى الجالس، ويظهر الكثير من التفاصيل النادرة: مثل شد حيوانين إلى نير (عارضة فوق رقبتيهما)، وأسد يغرس أنيابه في خطم (أنف وفكي) بقرة مرتعدة، وقنفذ يخرج من حفرته (وكره) ليصطاد جدجدا (صرصاراً ليلياً). وهناك، إضافة إلى ذلك، مناظر مصارعة وتدريبات رياضية للأطفال وقطعان ماشية تساق وبط وحمام وغرانيق (طيور الكركي). كما أن هناك أيضاً منظراً مسلياً لبحارة على قارب من البردي يؤدون ألعاباً مائية؛ وقد رسموا بإتقان كامل لدرجة إعطاء الإحساس بالحركات الحقيقية. وتعد مقصورة بتاح - حوتب واحدة من أروع أمثلة فن النقش المنحوت الغائر المميز للدولة القديمة. ويعطي جمال هذه النقوش لمقصورة بتاح حوتب التي هي تقريباً بمثابة ملحق للمقبرة الرئيسية، لهذه المصطبة، اسمها الشائع: «مقبرة بتاح حوتب».

### مقبرة كا - جمنى
تمتاز هذه المقبرة بمناظرها ذات الحفر البارز ومن أشهرها منظر صيد الطيور .

### مقبرة ميهو
مقبرة ميهو، خاصة بالوزير ميهو الذي عاش في عصر الأسرة السادسة الفرعونية. وهو صاحب مقام رفيع يحمل لقب "المشرف على هرم الملك بيبي الأول. وقد أكتشفت مقبرة ميهو بعد ان قامت مصلحة الآثار المصرية بإجراء حفائر عام 1940 ميلاديا في المقبرة. و
ترجع أهميتها إلى الحالة المثالية لنقوشها الملونة، خاصة نقوش مقصورة القرابين التي لم تمس ألوانها. وتعد هذه المقبرة مثالاً للجمال الذي كانت عليه نقوش أصحاب المقام الرفيع. وتعد هذه المقبرة مثالاً للجمال الذي كانت عليه نقوش أصحاب المقام الرفيع.
ويعقب المدخل ممر يؤدي إلى غرفة صغيرة منقوشة بمناظر قنص وصيد للأسماك في المستنقعات. ويلي الغرفة دهليز مستقيم منقوش بمناظر زراعة وصيد للأسماك، ويؤدي إلى ثلاث غرف: الغرفة المربعة للقرابين ومقصورة كبيرة للقرابين ومقصورة صغيرة مكرسة للمدعو مري-رع-عنخ". كما تعد مقصورة القرابين الغرفة الأكثر أهمية وأناقة، حيث تبرز النقوش الغائرة من خلفية غير عادية ذات لون أزرق رمادي. وهناك باب وهمي رائع؛ في شكل لوحة بنقوش من نصوص هيروغليفية تتألق على خلفية باللون الأحمر المعتم، في تقليد للجرانيت.

## مقبرة إيرو-كيه-بتاح
مقبرة إيرو-كيه-بتاح، خاصة برئيس السلخانات الملكية في الأسرة الخامسة. وتعرف هذه المقبرة عند أهالي سقارة باسم «مقبرة الجزار». وتكون الجزء العلوي للمقبرة من قطعة واحدة مطولة نحتت في الصخرة الأم. وترجع شهرتها إلى الأعداد الكبيرة من التماثيل التي نحتت في الصخر، ولم يكن ذلك شائعاً؛ فهناك ثمانية تماثيل على الحائط الأيسر وأربعة على الحائط الأيمن. وتصور تماثيل الحائط الثمانية على اليسار صاحب المصطبة في مراحل عمره المختلفة؛ فأحياناً يظهر كشاب بشارب، وأحياناً أخرى يظهر كرجل عجوز بتجاعيد. ويصور أحد تماثيل الحائط الأيسر امرأة، ربما كانت زوجته؛ أو أنثى من أقربائه.
والنقوش الجداريه لهذه المقبرة (المصطبة) سيئة، ولا تقارن أبداً بنقوش المصاطب الأخرى من الأسرة الخامسة. وأهم نقوشها ذلك المنظر الذي يعلو تماثيل الحائط الأيسر، ويصور ذبح ثور ضخم؛ وما يعقب ذلك من عمليات سلخ للدابة أمام صاحب المصطبة والمناظر ذات ألوان زاهية. كما أن أشخاص النقش المنحوت، وكذلك الرموز الهيروغليفية، أكبر كثيراً من غيرها بالمقابر الأخرى. وربما يرجع ذلك إلى حقيقة أن إيرو-كيه-بتاح كان قد تقدم به العمر عندما بدأ في نحت مقبرته ولم يكن هناك بالتالي ما يكفي من الوقت لإكمال نقوش المقبرة. ويمكن القبول بهذه الفرضية لأن المقبرة غير مكتملة، وأن هناك رسم تخطيطي باللون الأسود على الحائط الأيسر. وقد ردمت خمسة آبار عند نهاية المصطبة، كانت تربط الجزء العلوي بالجزء السفلي. وتعرف هذه المقبرة عند أهالي سقارة باسم «مقبرة الجزار»، بسبب العدد الكبير من التماثيل بها ومشهد الذبح الضخم. ولا تبتعد هذه التسمية كثيراً عن الواقع، في ضوء وضع إيرو-كيه-بتاح كرئيس للسلخانات الملكية.

### مقبرة مري - روكا
تحتوي على 33 حجرة منقوش تحوي مناظر الزراعة والصيد والصناعات والحياة اليومية .

### سارنبوت الثاني
مقبرة سارنبوت الثاني،  يعد سارنبوت الثاني حاكم إقليم إلفنتين من عصر الدولة الوسطى في عهد الملك أمنمحات الثاني (نوب كاو رع) بمعنى ذهبية قرائن رع حيث وجد إسمه على جدران المقبرة.
تخطيط المقبرة:
تعتبر هذه المقبرة تحفة معمارية متميزة بالنسبة لعصرها مقارنة بباقي مقابر جبانة أسوان في المنطقة المعروفة بقبة الهواء. في مدخل المقبرة ستة اعمدة طويلة تصل لاعلي المقبرة مزخرفة بالوان ورسومات فرعونية كما يوجد في بداية المقبرة مائدة قرابين جرانيتية جميلة نقش عليها صيغة تقديم القرابين وأسماء سارنبوت الثاني. ومنها الي ممر يودي بنا الي المقبرة علي جانبي الممر يوجد تماثيل صخرية لسارنبوت الثاني احدهم ملون والباقي والبقية مغطي بطبقة بطبقة تشبة المادة المستخدمة في التحنيط.وتبدء غرفة المقبرة علي اعمدة تملاءها الزخارف والرسومات المتميزة والجاذبة للنظر مصور عليها سارنبوت الثاني واقفا ممسكا بالعصا والصولجان وفوقه نص هيروغليفي يمثل ألقابه ومنها (كبير كهنة المعبود خنوم في إلفنتين -الأمير الوراثي – السمير الأوحد – حامل الختم الملكي – قائد حامية الحدود في الأراضي الجنوبية – مستشار مصر السفلى).
كما يوجد غرفة تملائها بعض كسرات الفخار والتي ربما استخدمت كمخزن للقرابين تستخدم الآن كمخزن لتجميع بقايا الهياكل العظمية المكتشفة. ويزين حوائط المقبرة من الداخل رسومات لسارنبون الثاني مع أفراد أسرته حيث نرى سارنبوت يجلس أمام مائدة القرابين وأمامه إبنه عنخو يقدم له زهرة اللوتس (رمز المعبود رع) كقربان يحيط كل منها إطار زخرفي جميل، أما سقف النيشة علية سطر هيروغليفي مسجل بألقاب سارنبون الثاني. وما ان انتهينا من مقبرة سارنبوت حتي نخرج لنجد النيل بمظهره الخلاب يحتضتن مقابر النبلاء والتراث الكبير الذي تحتوية هذه المقابر التاريخية.

## الأشراف

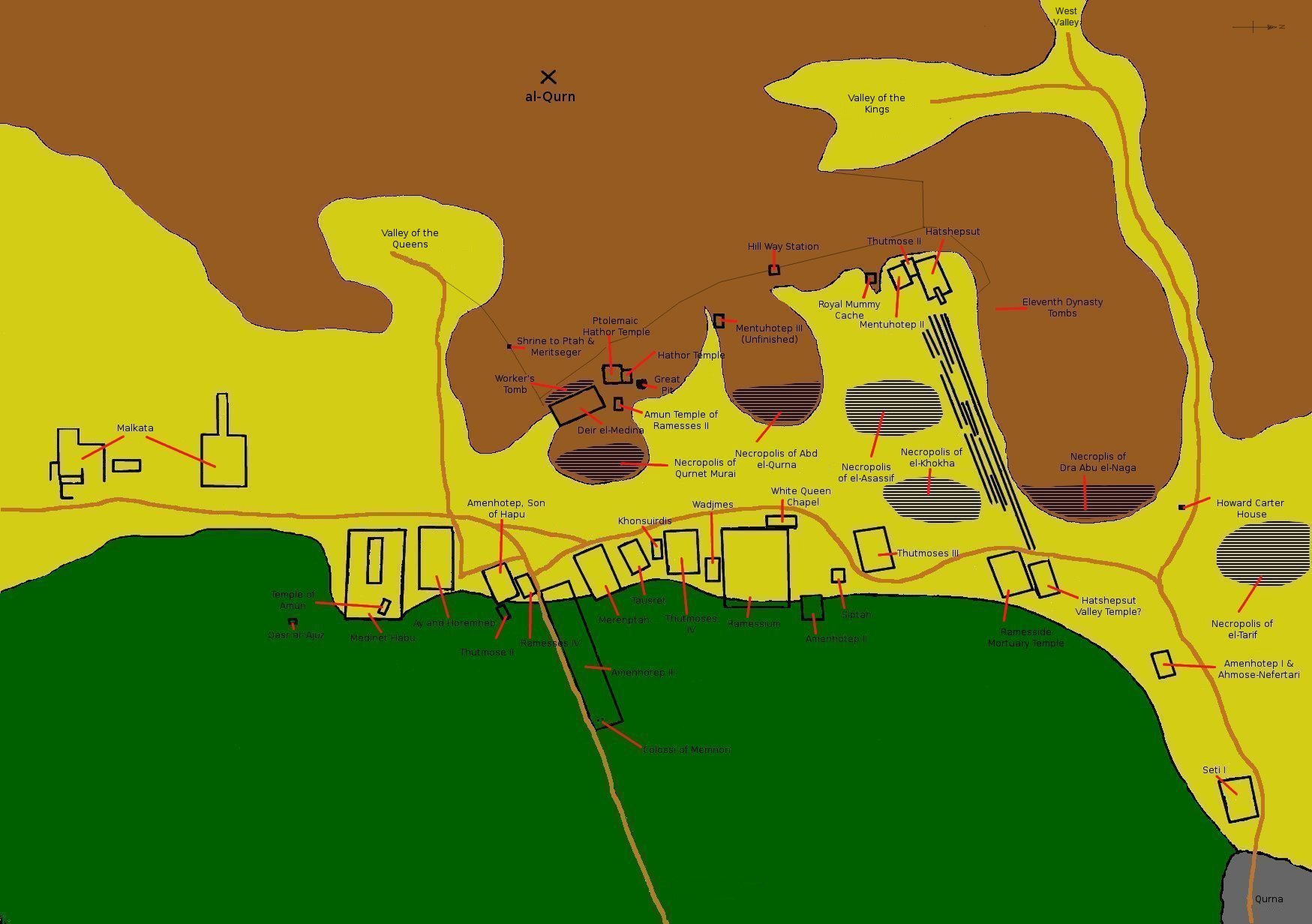
خارطة توضح مواقع القبور في مقابر النبلاء

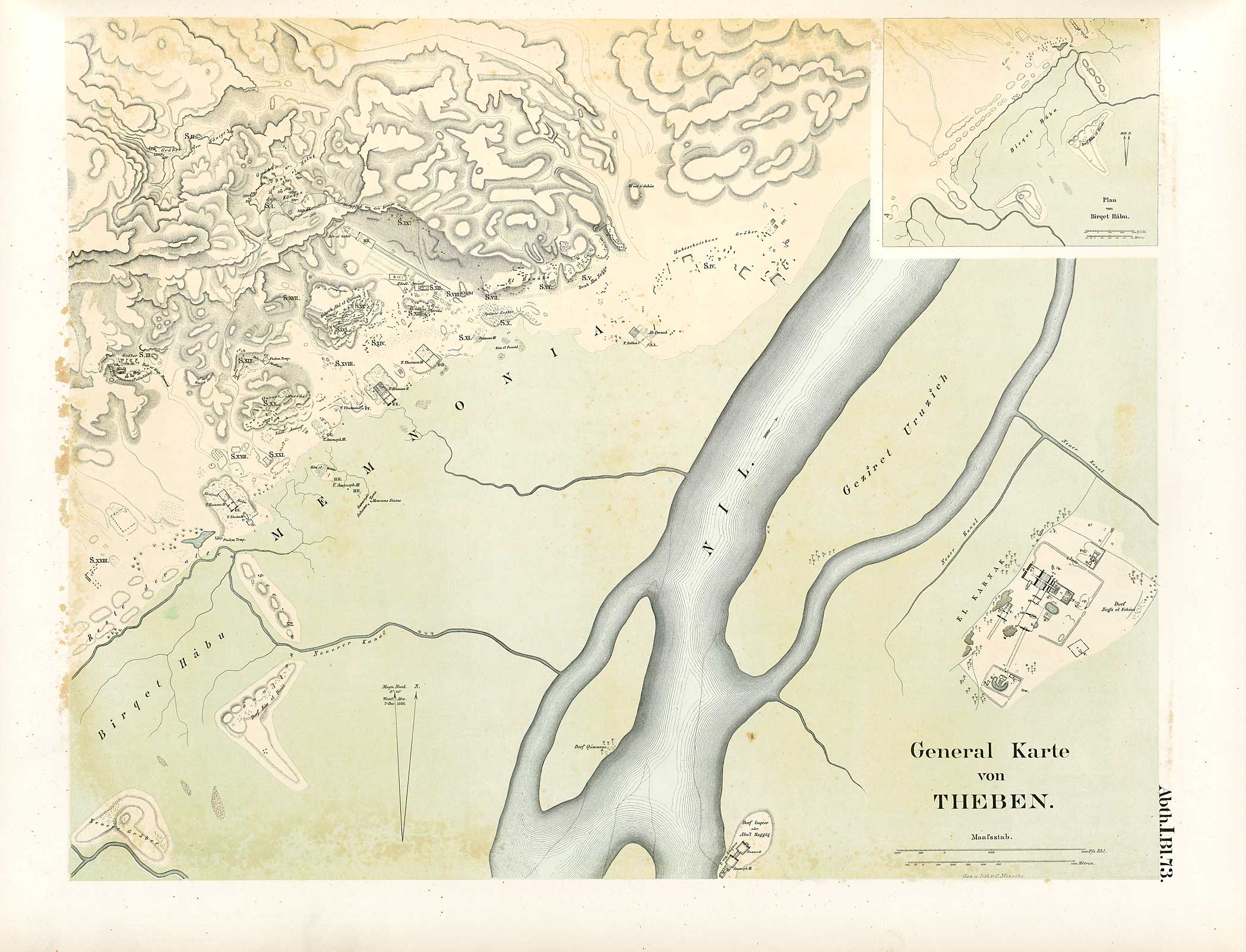
خارطة عامة لمقابر النبلاء

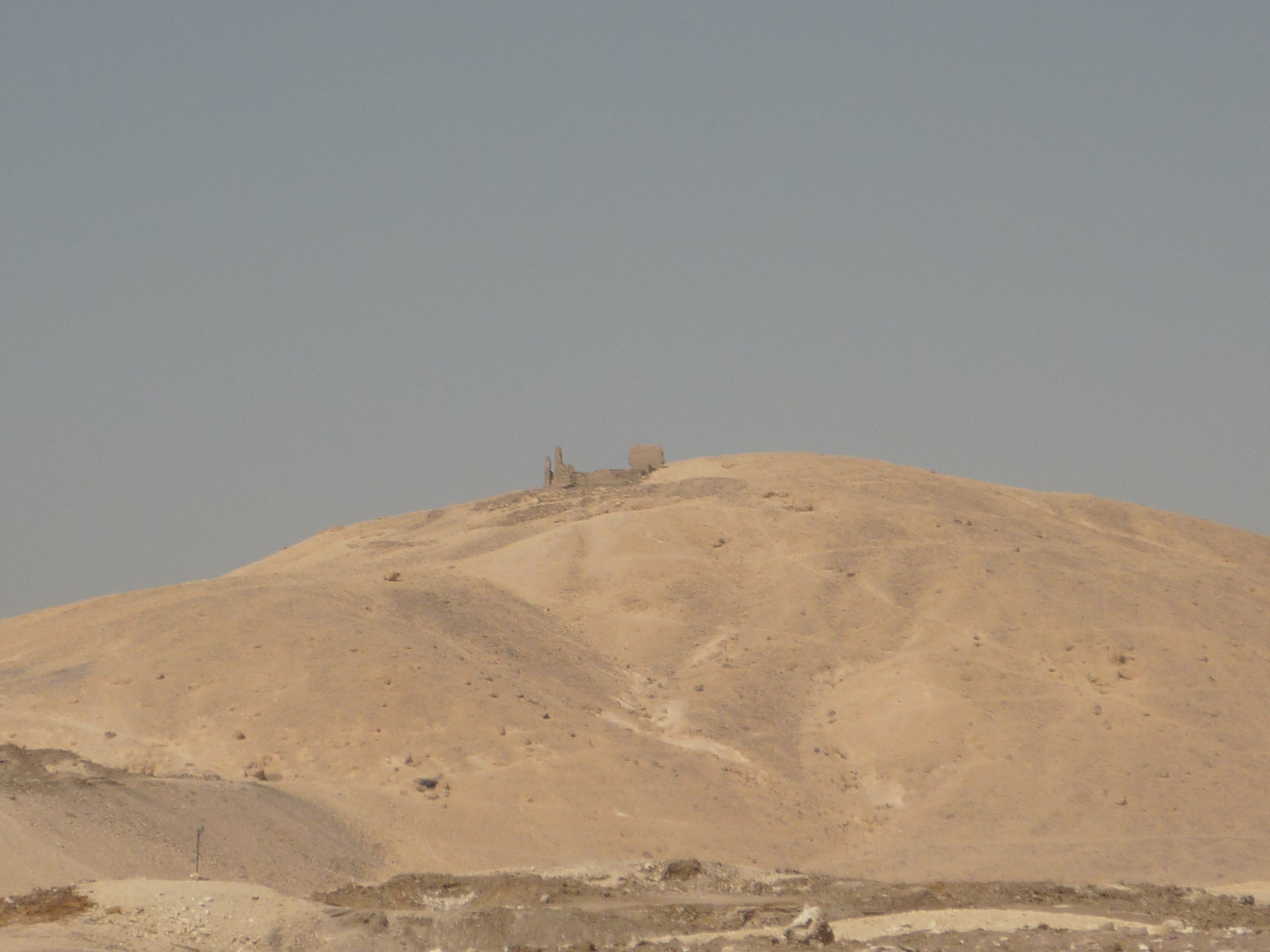
منظر لمقابر النبلاء

الأشراف، هم الوزراء وكبار رجال الدولة من الموظفين وكبار رجال الشرطة وكبار رجال الجيش. نجد أنه في الدولة القديمة كانت الأبدية مقتصرة على الملوك فقط وكبار رجال الدولة كافحوا كفاح شديد من أجل الحصول على حق الأبدية مثل الملوك. في الدولة الوسطى أصبح لهم الحق الشرعي في الخلود وكان إلههم هو الإله أوزوريس والإله الملكي هو رع فكان أوزوريس هو الإله الشعبي أي لعامة الشعب أما رع فكان إله الأبدية للملوك فقط. في الدولة الحديثة: أصبح لهم الحق الكامل في تطوير مقابرهم وتزيينها بالنقوش مثلهم مثل الملوك وكان رع إله لجميع الشعب والملوك.

### أقسام مقابر الأشراف
منطقة مقابر الأشراف مقسمة إلى 6 مناطق من الشمال إلى الجنوب:
1. مقابر زراع أبو النجار: وتقع في الشمال مدخلها بالأمتداد مع مقابر وادي الملوك نسبة إلى القرية الموجودة بالمنطقة (قرية زراع أبو النجا) سميت طبقاً لها المنطقة. وأغلب مقابرها ترجع إلى عصر الدولة الحديثة الأسرة التاسعة عشر.
2. مقابر العساسيف: غرب معبد حتشبسوت.
3. مقابر الخوخة: وتنقسم إلى خوضة عليا (فوق الجبل) وخوضة سفلى (تحت الجبل).
4. مقابر السيخ عبده القرنة: وهي التي بها مقابر للزيارة، وتحتوي على الحوزة العليا والحوزة السفلى.
5. مقابر جبانة مرعي.
6. مقابر جبانة دير المدينة.

## المقابر المتاحة للزيارة
توجد من بين الاف المقابر المكتشفة 19 مقبرة فقط متاحة للزيارة في مقابر النبلاء وتنقسم المقابر من حيث الحقبة الزمنية إلى خمس اقسام رئيسية تختلف من حيث جودة الرسوم والالوان ونوع المعمار ما بين بسيط ومعقد واقسام مقابر النبلاء هي:
1. مقابر الاسرة 19 والعشرين: تعتبر في رسومها ادنى من المقابر المقامة في الدولة الحديثة حيث الالوان غير لامعه ومعظمها يرسم بالخط الاسود الثقيل ولكن بعض المقابر تمتاز بجودة الرسومات ودقة الرسم والاهتمام بتفاصيل رسوم الحيوانات والمجوهرات والتفاصيل الدينية.
2. مقابر خاصة بالاسرة 19 : وهي تميل إلى ان تكون صغيرة ولا تحتوى على الكثير من النقوش
3. مقابر مزخرفة بنقوش : وهي في عهد الملك امنحتب الثانى وتميزت بالكثير من النقوش البارزة والتي نقشت بدقة بالغة لم يرى لها مثيل في مقابر النبلاء أو في اى مقبرة أخرى.
4. مقابر جديدة : وهي تحتوى على نقوش بسيطة ولكن الكثير من الالوان الرائعة مثل مقبرة (انحرخاو) وهي المقبرة الوحيدة من مقابر النبلاء التي نعرف فيها أسماء الفنانين الذين نقشوا تلك المقبرة.
5. مقابر ملونة : وهي من عهد امنحوتب الثالث وهي من أكثر وأفضل مقابر النبلاء حيث تحتوى على الوان رائعة ونقوش ورسوم غاية في الدقة مما يجعلها معلما سياحيا هاماً.

## معرض الصور
تُعتَبر مناظر هذه المقابر سجلاً حافلاً يتناول فروع الحياة المصرية، وتُعتَبر مصدراًَ مُهماً لدراسة الأوضاع الاجتماعية والإدارية في عصر الدولة الحديثة.

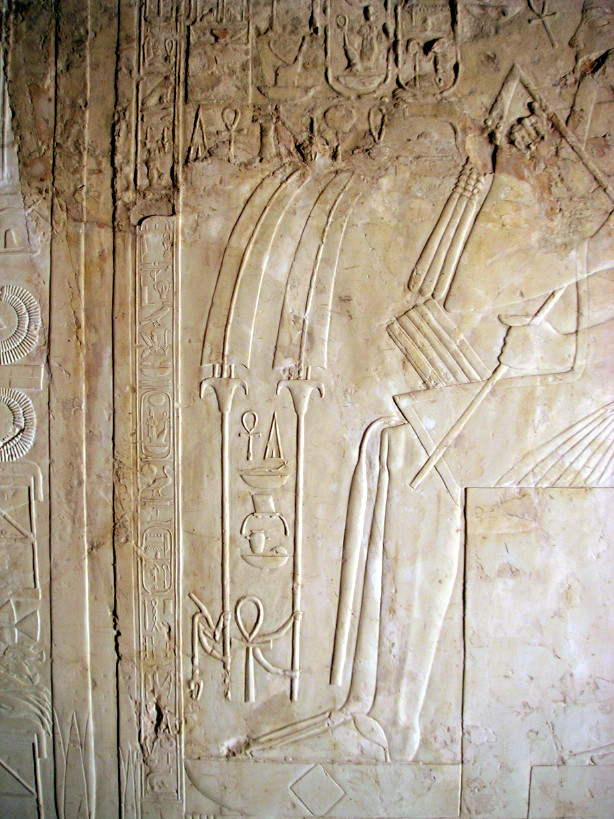
من قبر كار نيف، من السلالة الثامنة عشر.
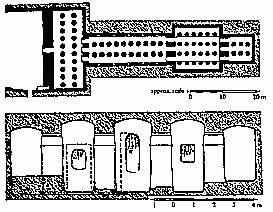
خطة وقسم من مقبرة أمنمحات (TT48)، الأكثر رسوخا في طيبة الغربية.
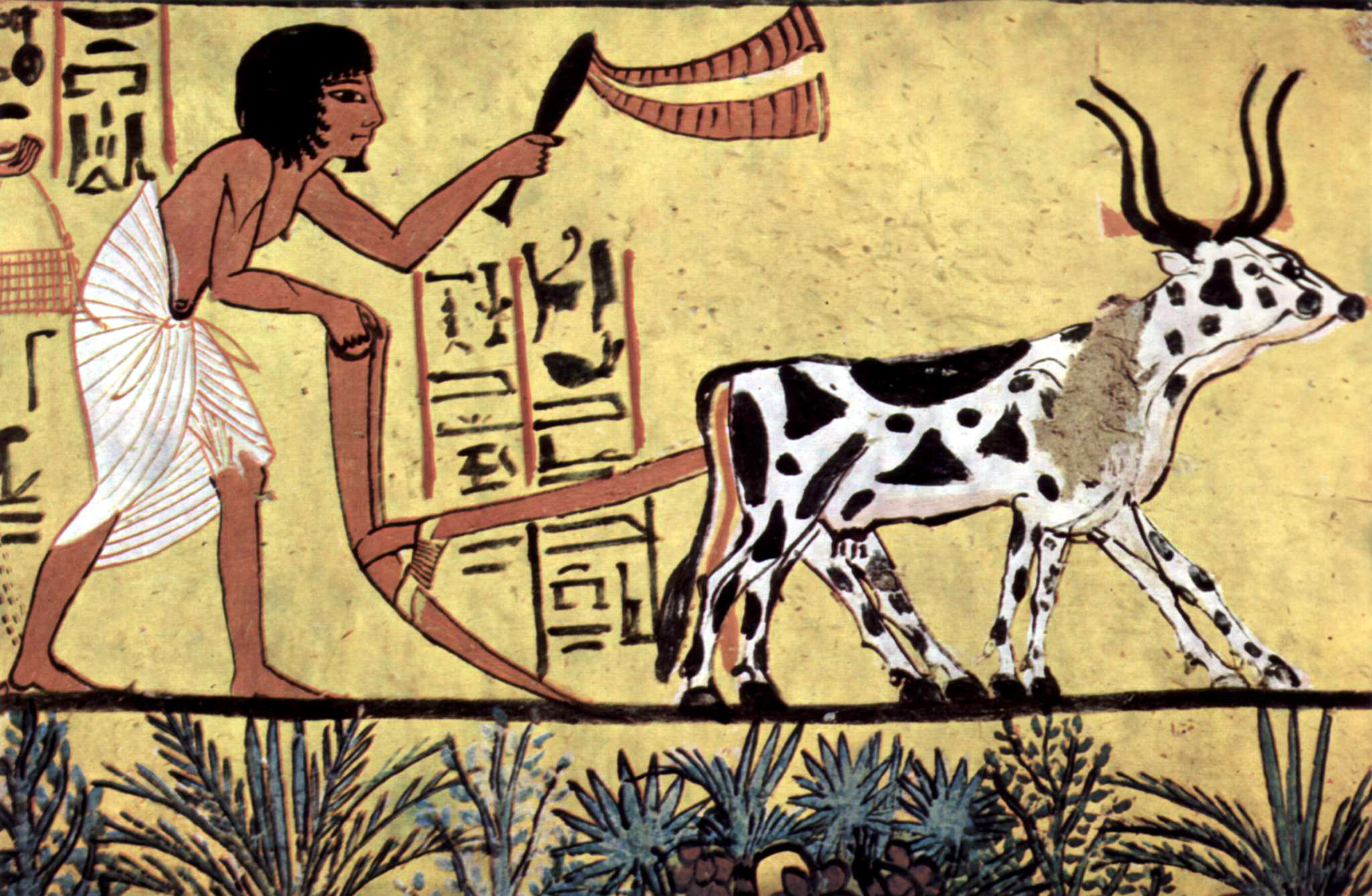
رسومات حائطية من حجرة سينيدجيم
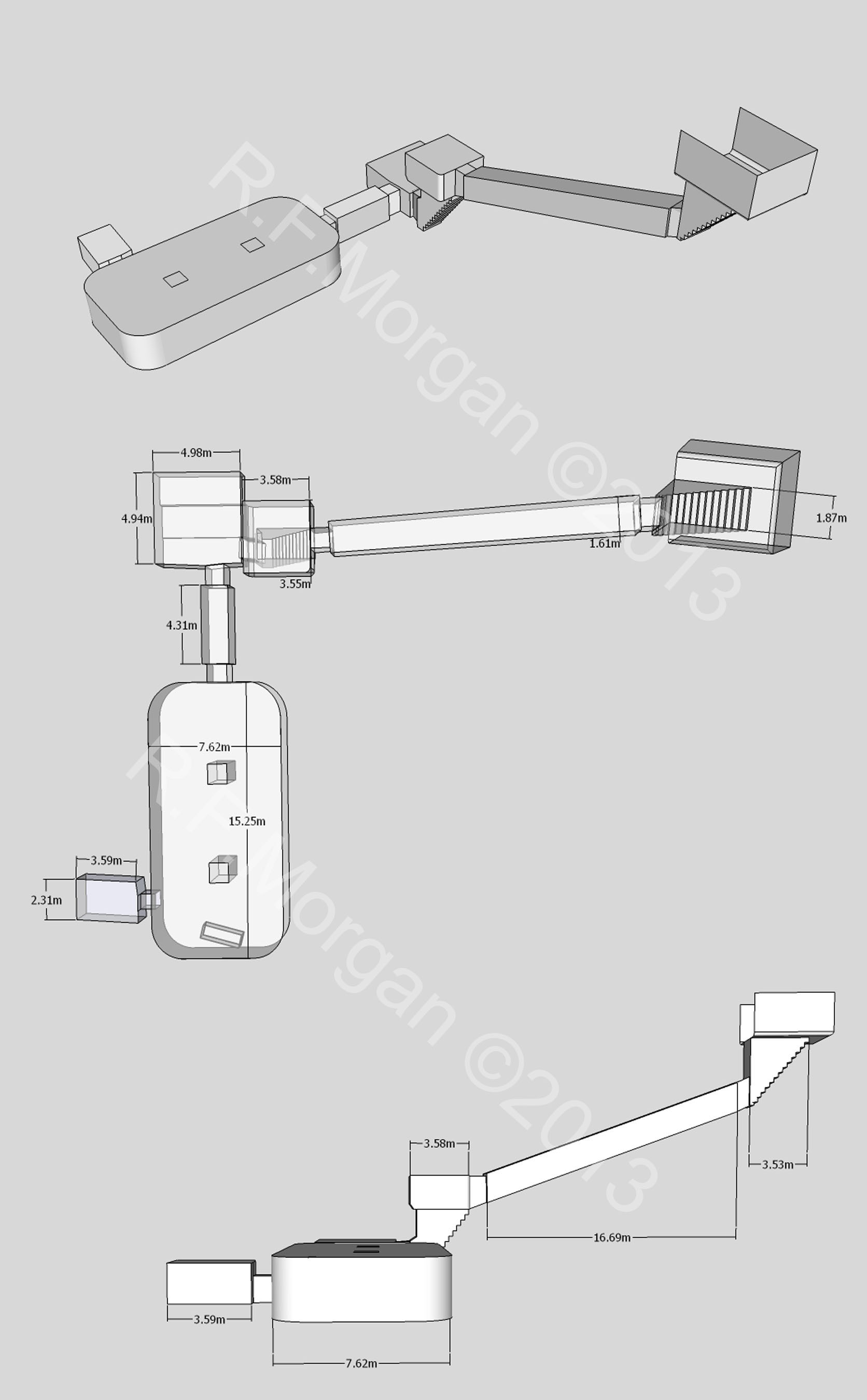
منطقة "KV42"، حيث مقبرة سنفر، والتي تحمل الرقم (TT96)
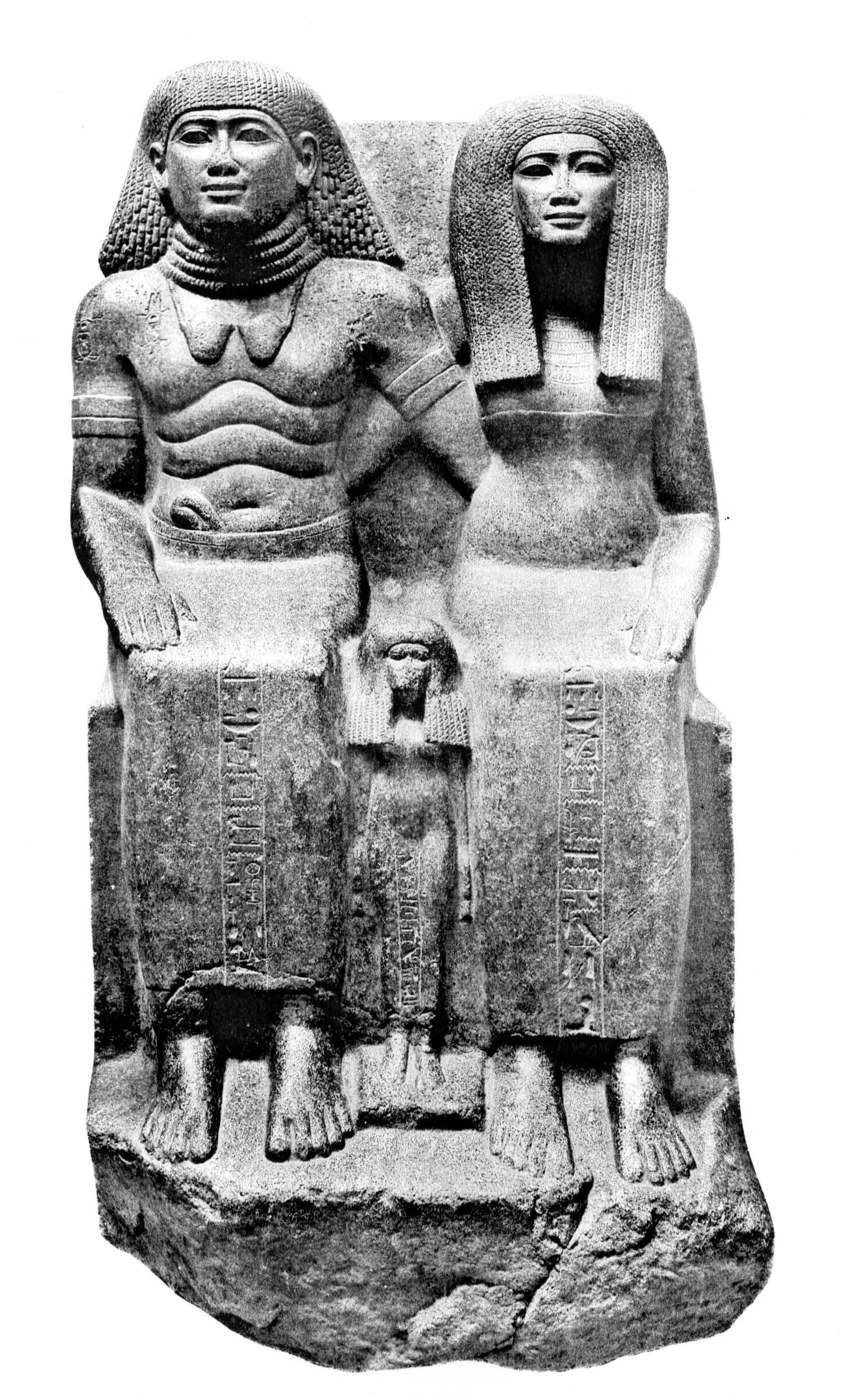
سنفر مع ابنته "موت توى" (وقد تهشم اسمها).
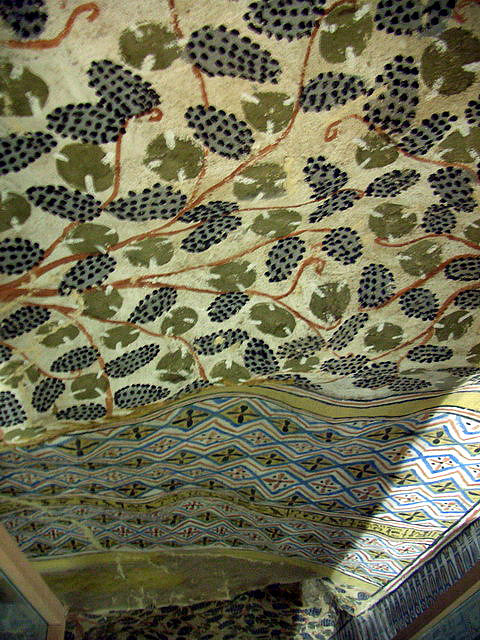
سقف مقبرة سنفر
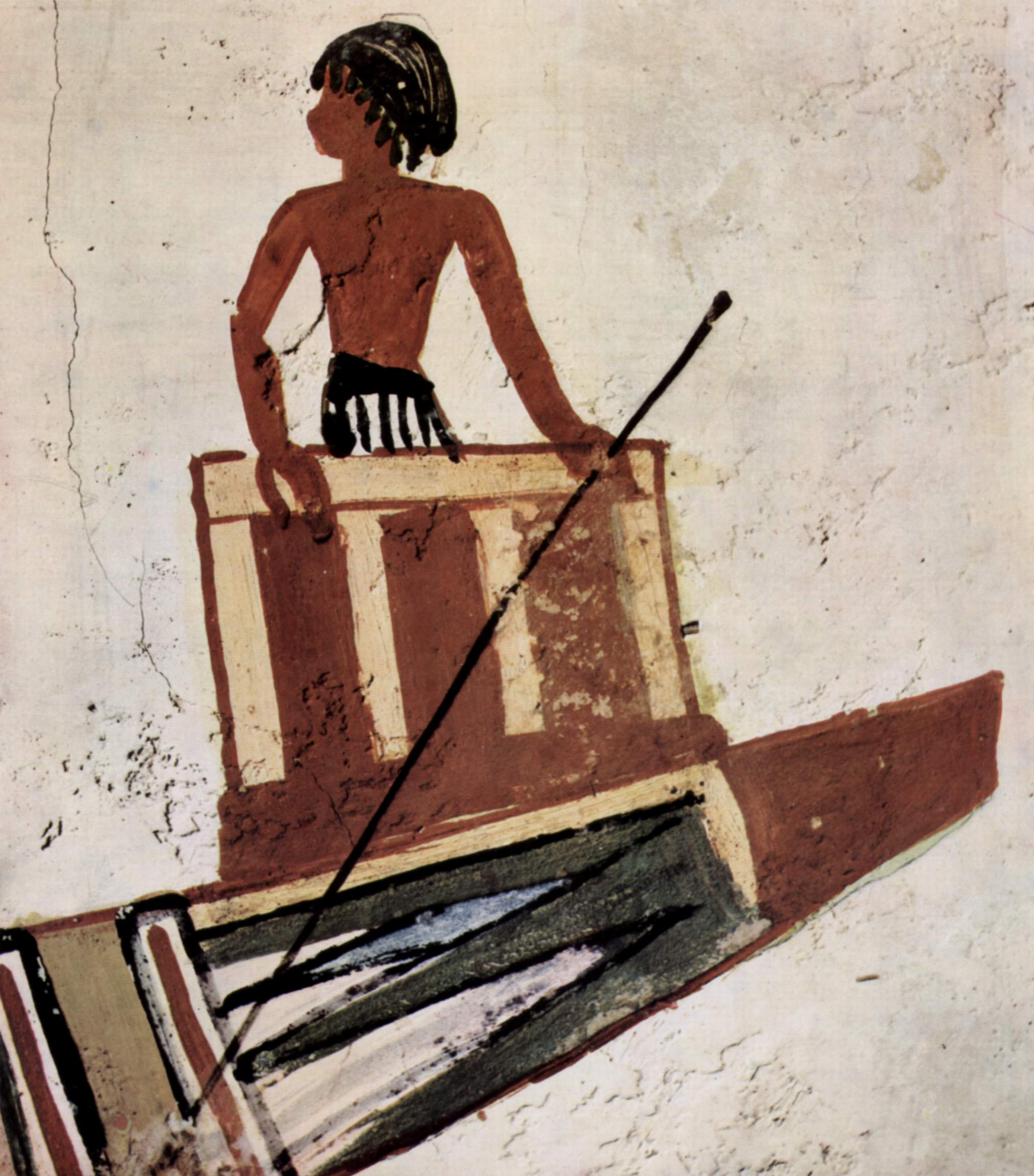
من مقبرة مننا
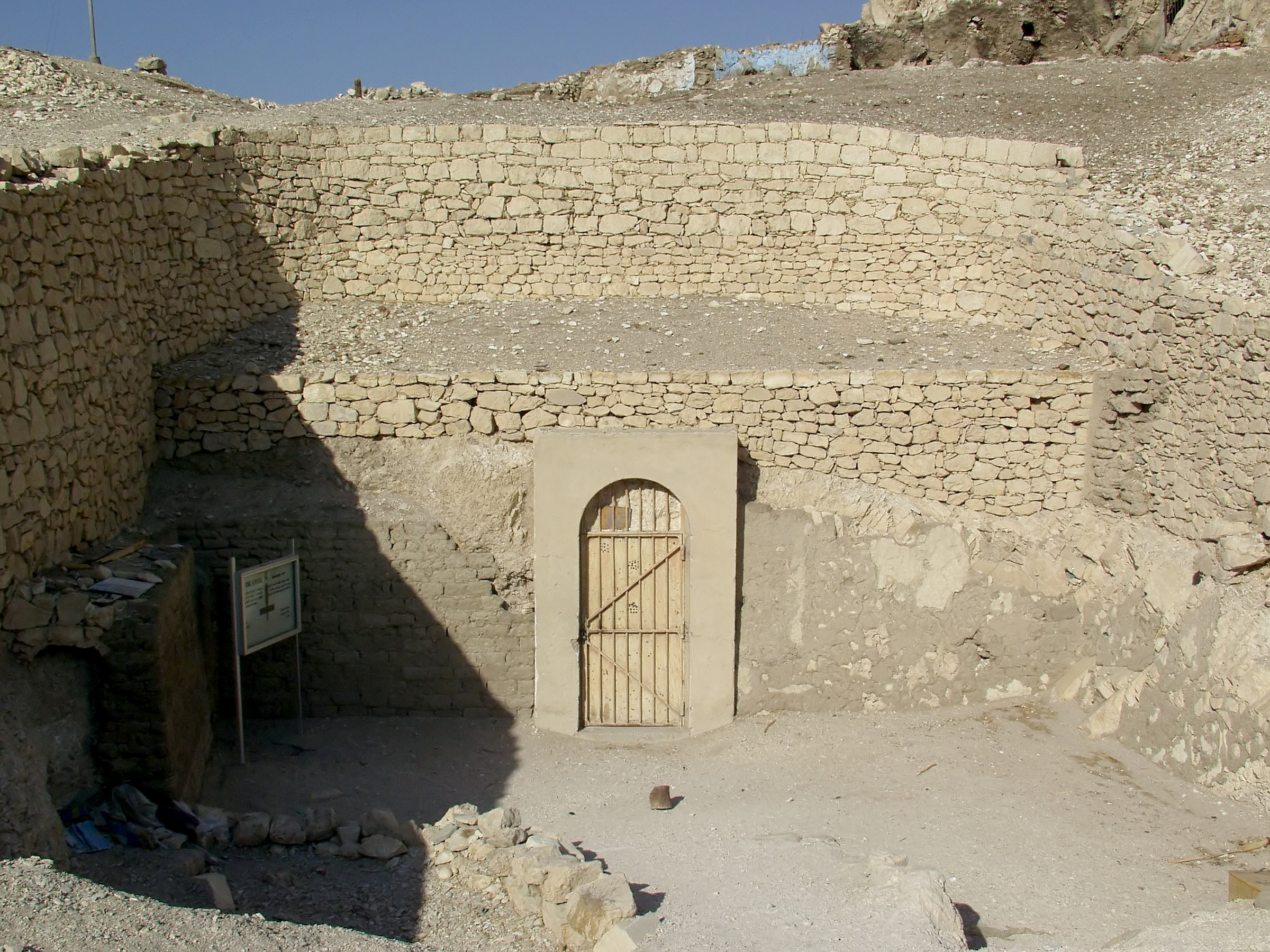
مدخل مقبرة مننا
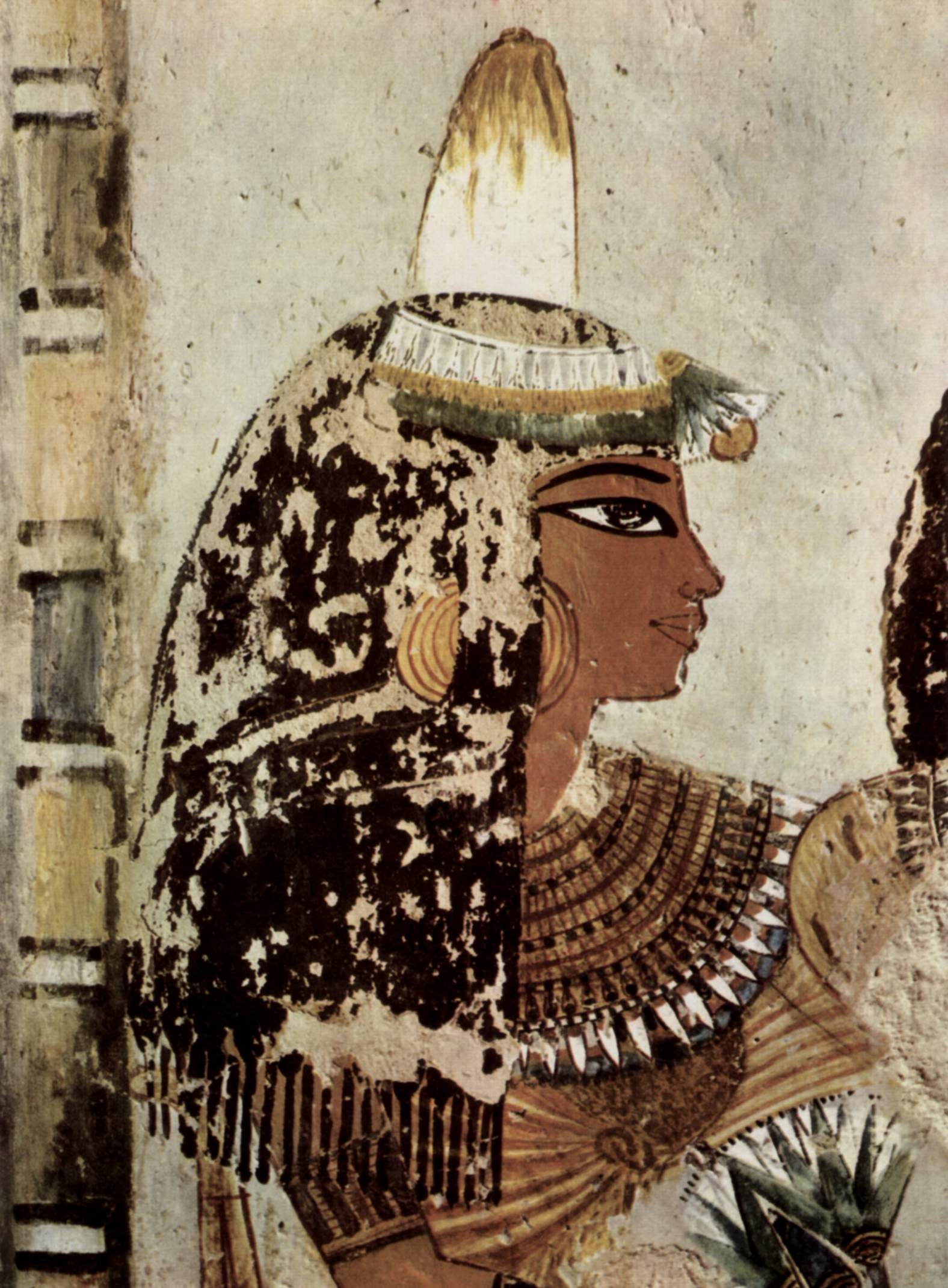
مقبرة مننا
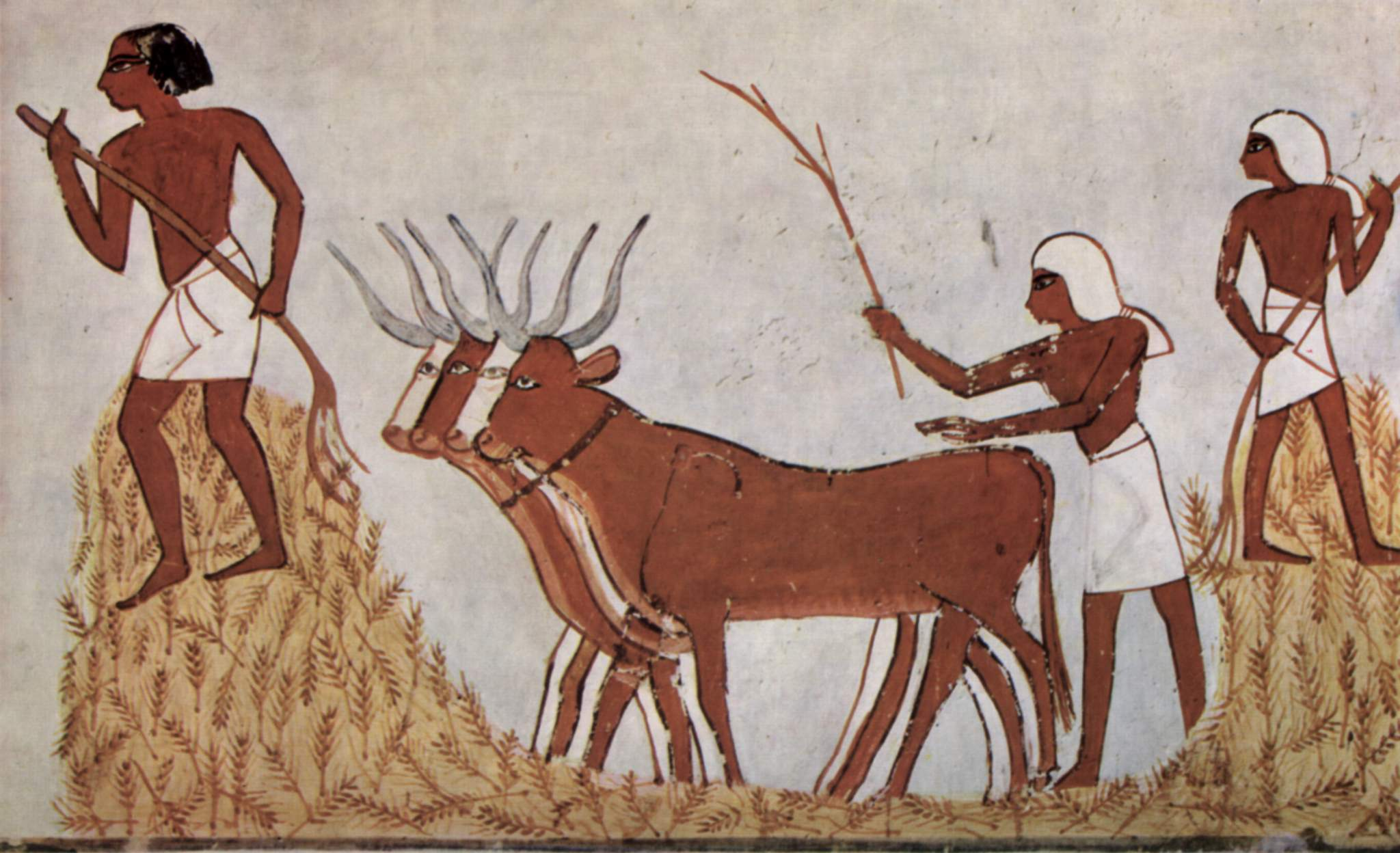
حرث الأرض وزراعة الكتان.
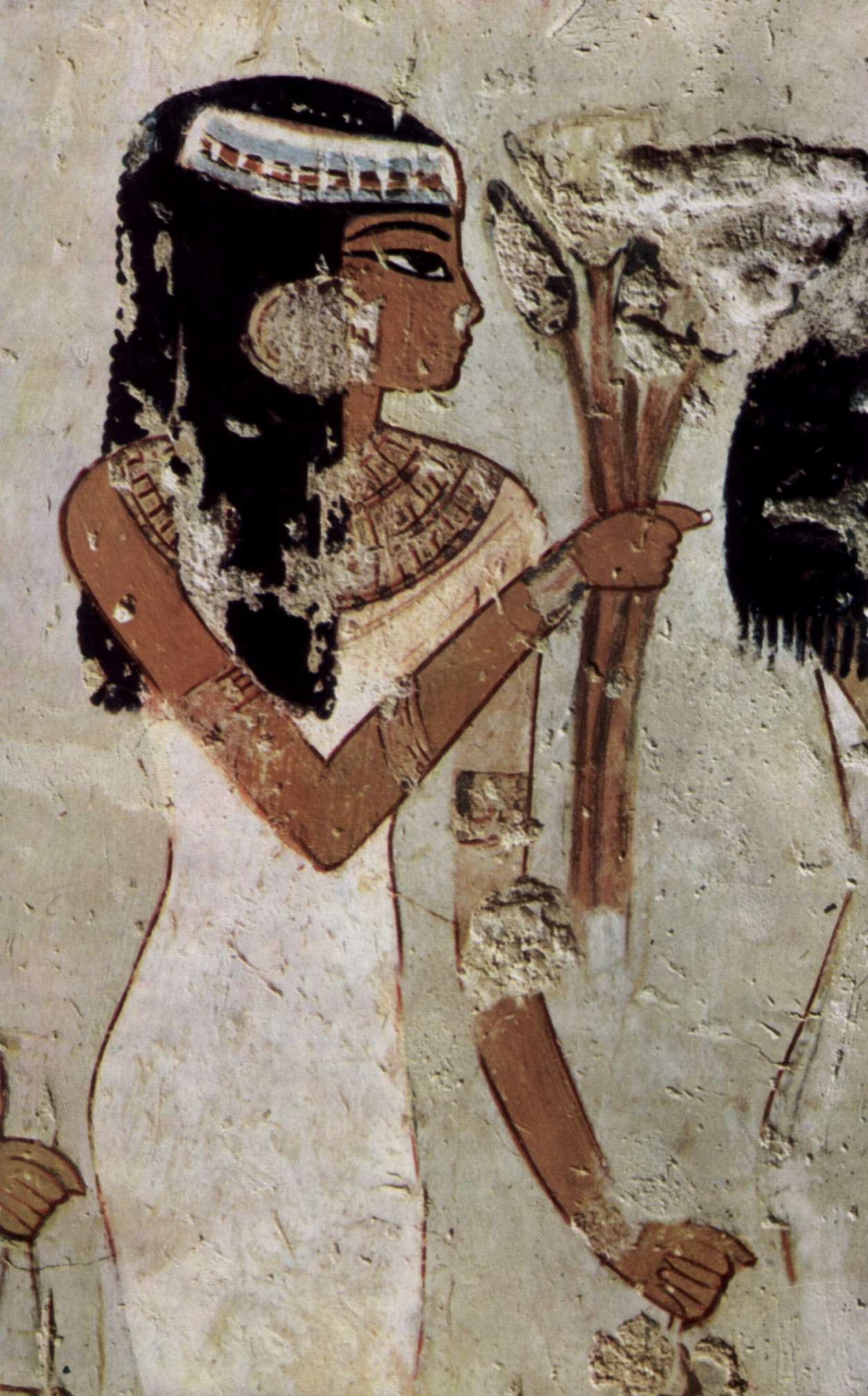
من جداريات مقبرة مننا
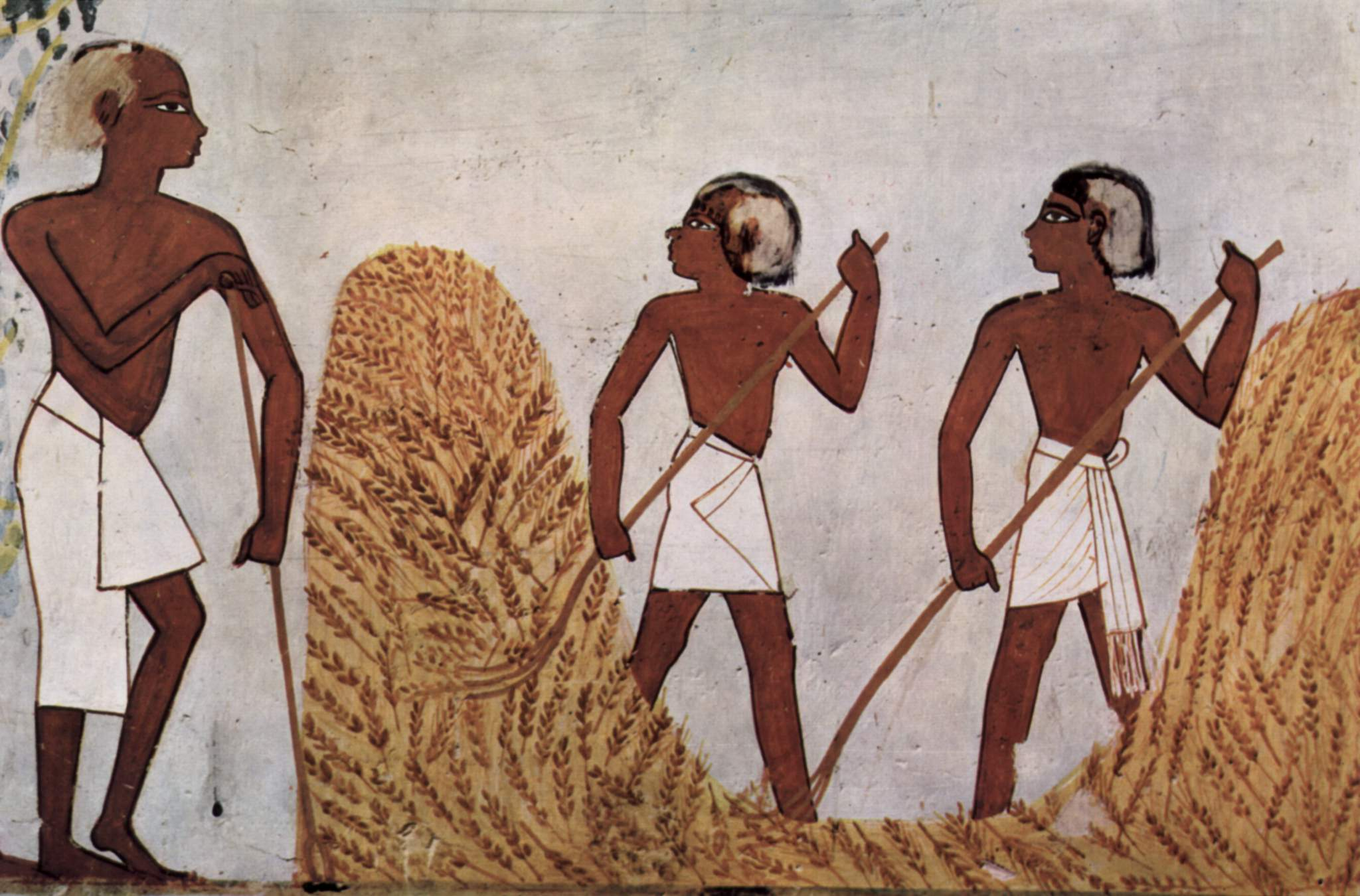
حرث الأرض وبذر الحبوب، وزراعة الكتان وتمشيطه.
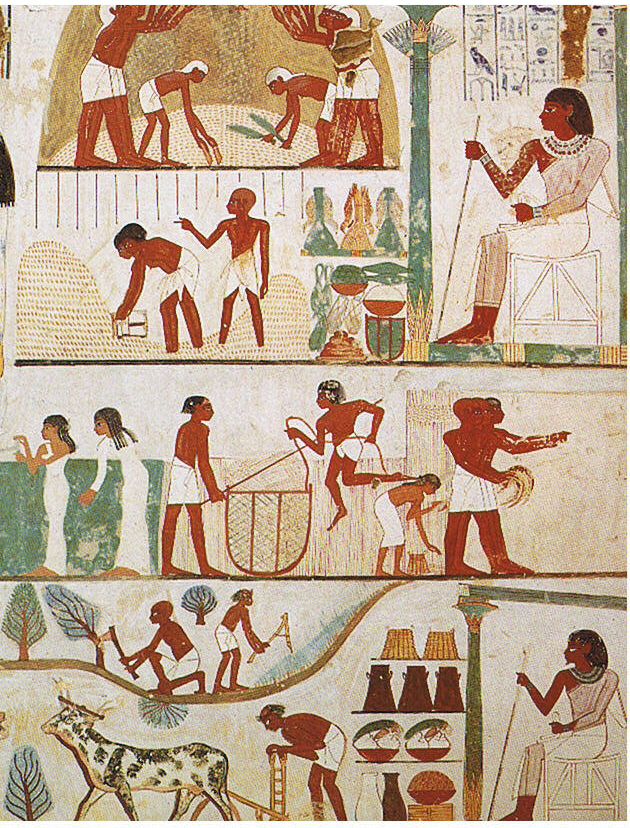
مجموعة من الفتيات يتبادلن ألوان الحديث بجانب السماع إلى العزف.
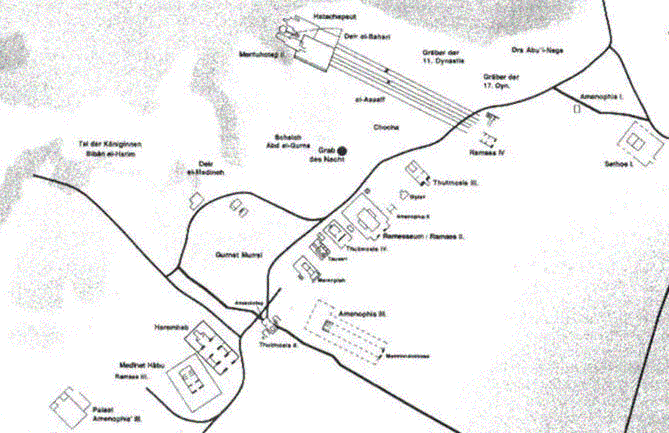
مخطط لمقبرة نخت
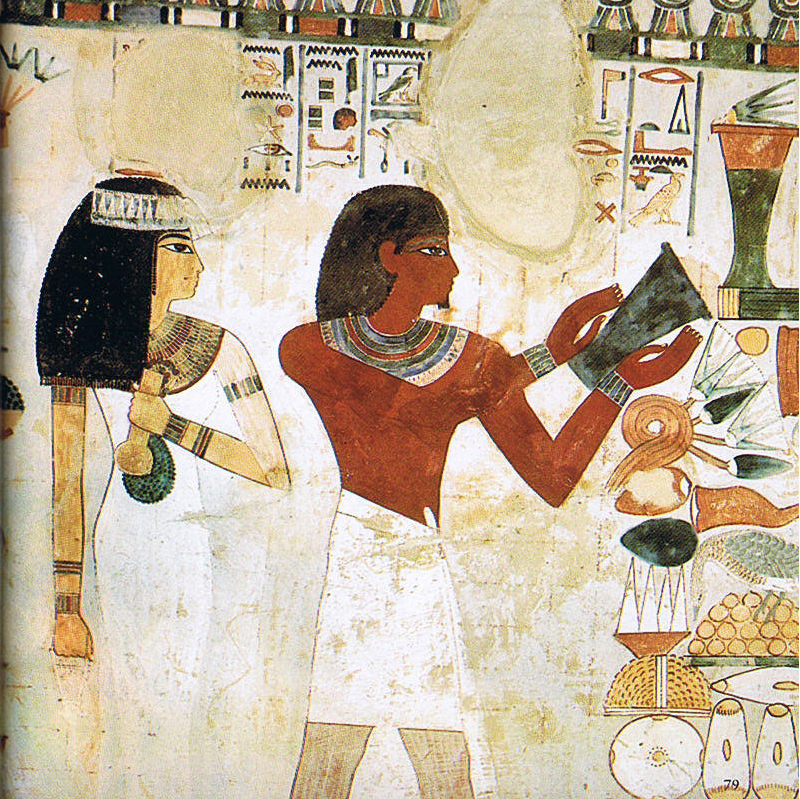
نخت، الأسرة 18
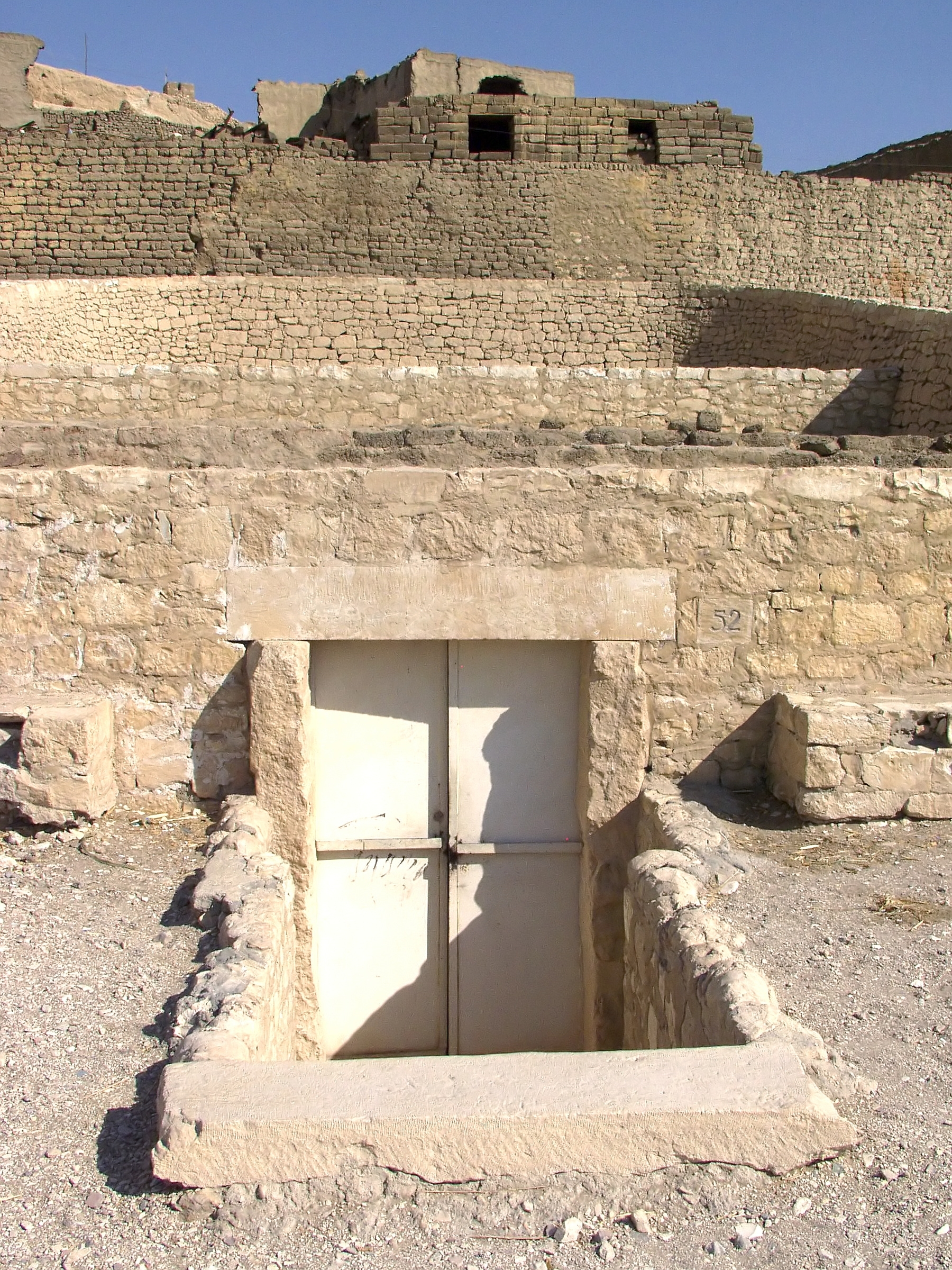
مقبرة نخت، (TT52)، من الأسرة الثامنة عشرة
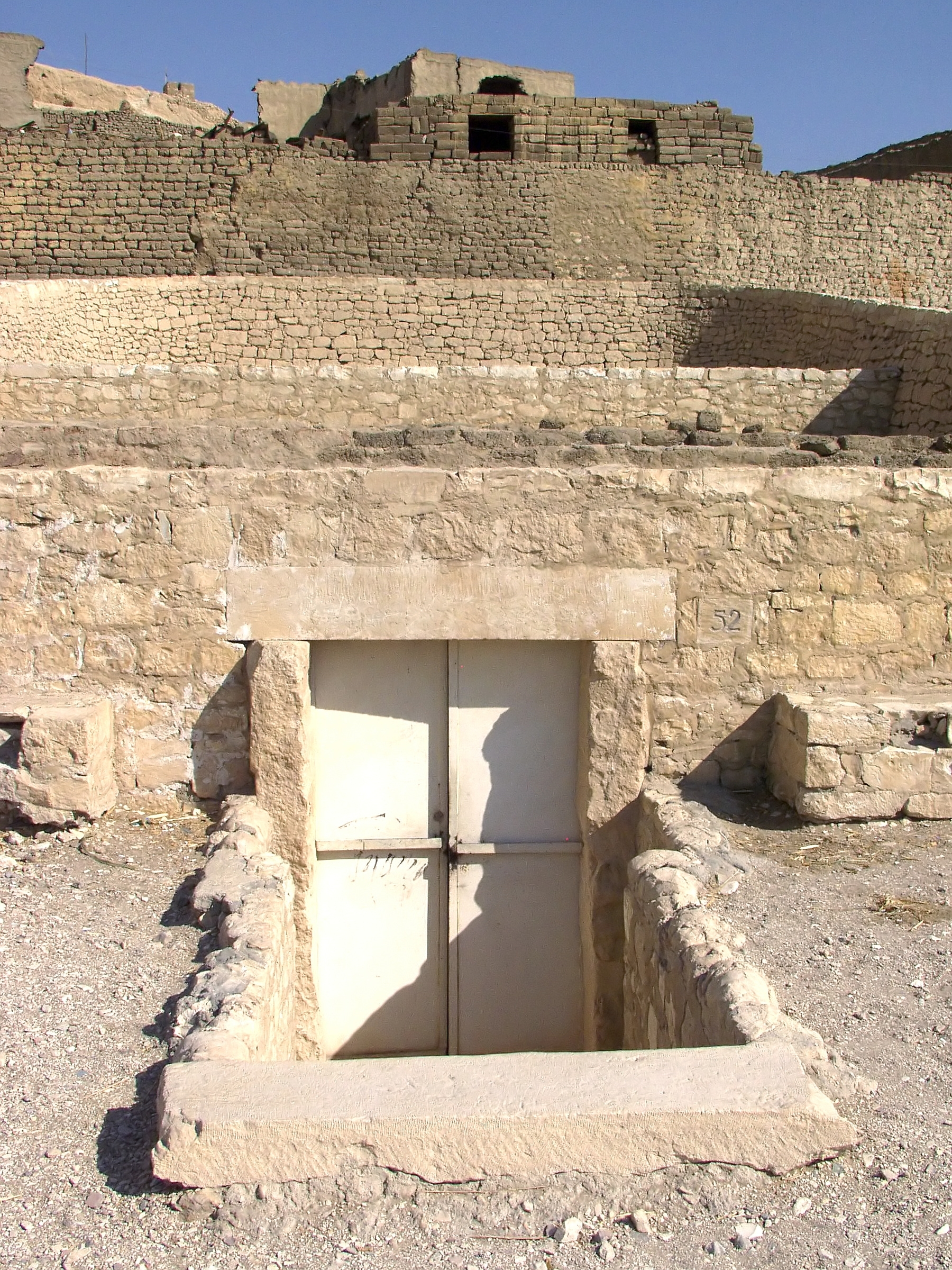
مقبرة نخت، (TT52)، من الأسرة الثامنة عشرة
- مقبرة رعموزا
- من حجرة دفن رعموزا
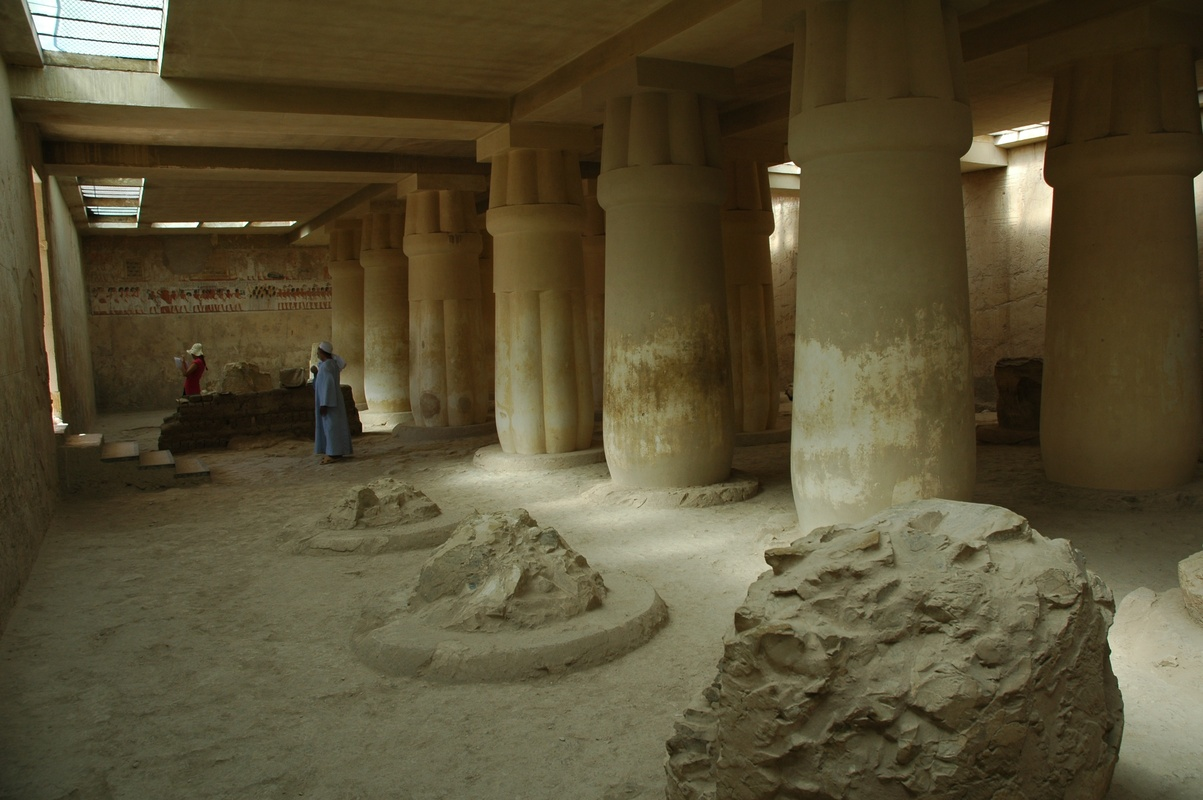
مقبرة رع موزا، TT55 في مقابر النبلاء
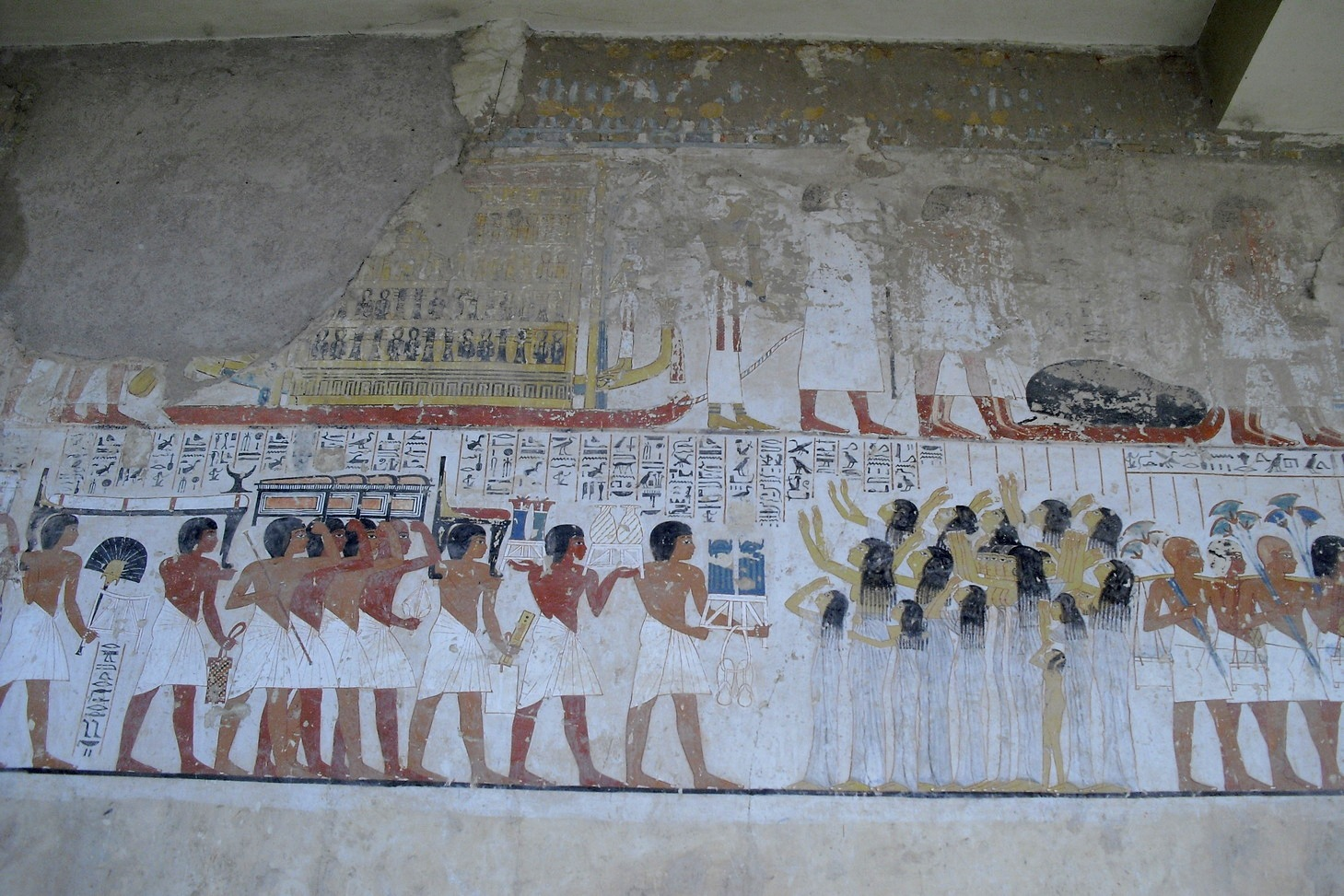
مقبرة رعموزا وجدران باسلوب الفن الجديد الذى ظهر في عهد امنحوتب الرابع (أخناتون) ويطلق على الفترة، الفن الآتونى
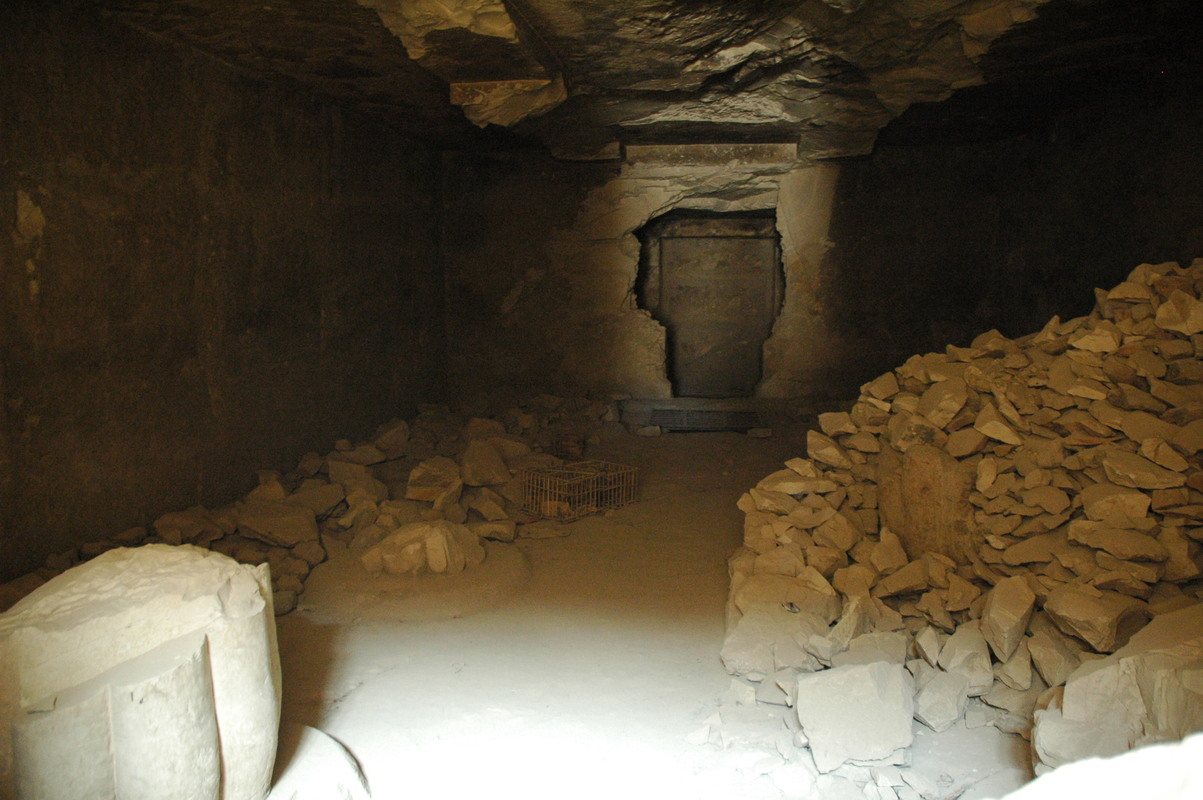
من حجرة دفن رعموزا
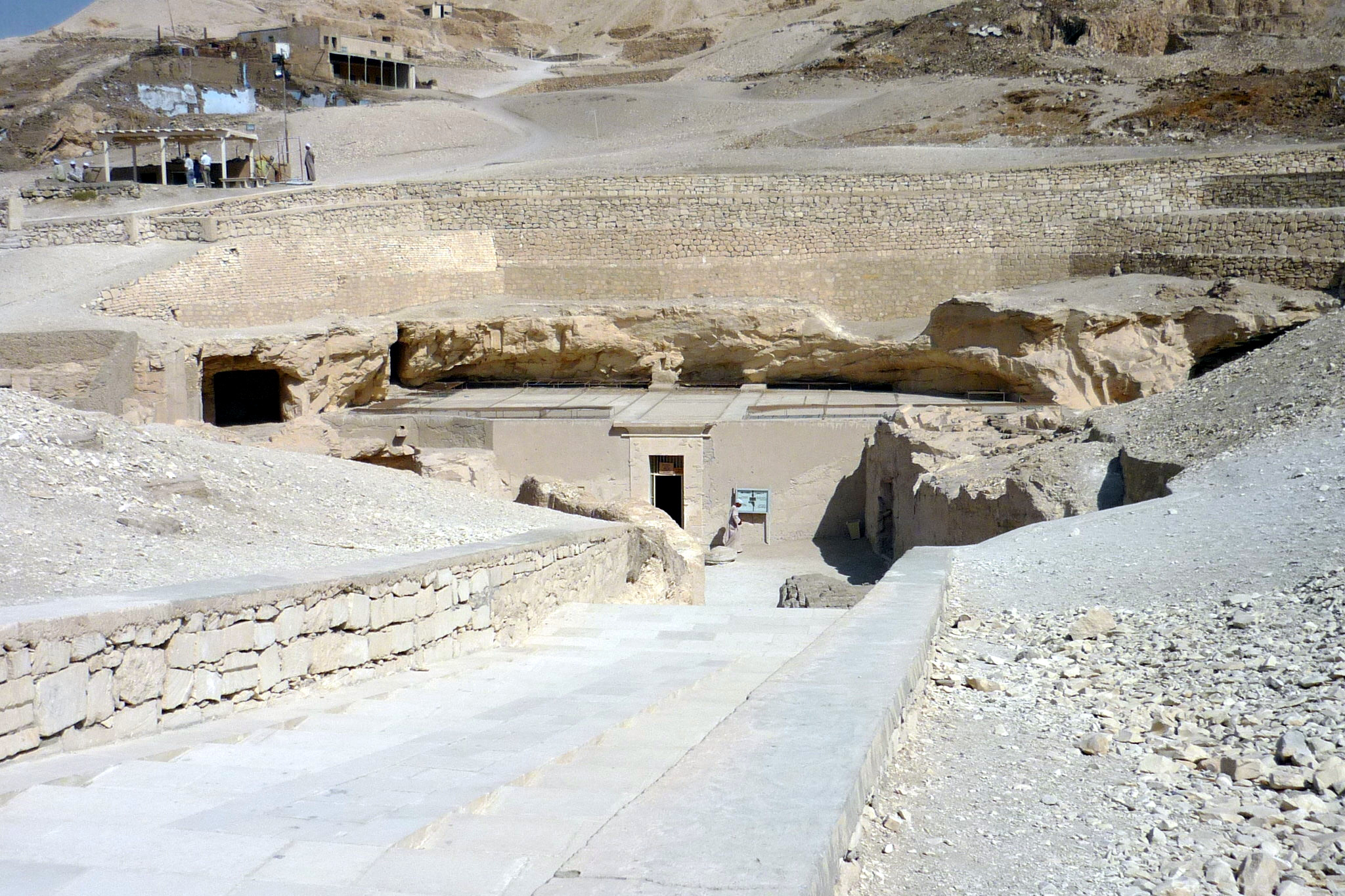
مقبرة رع موزا، TT55 في مقابر النبلاء
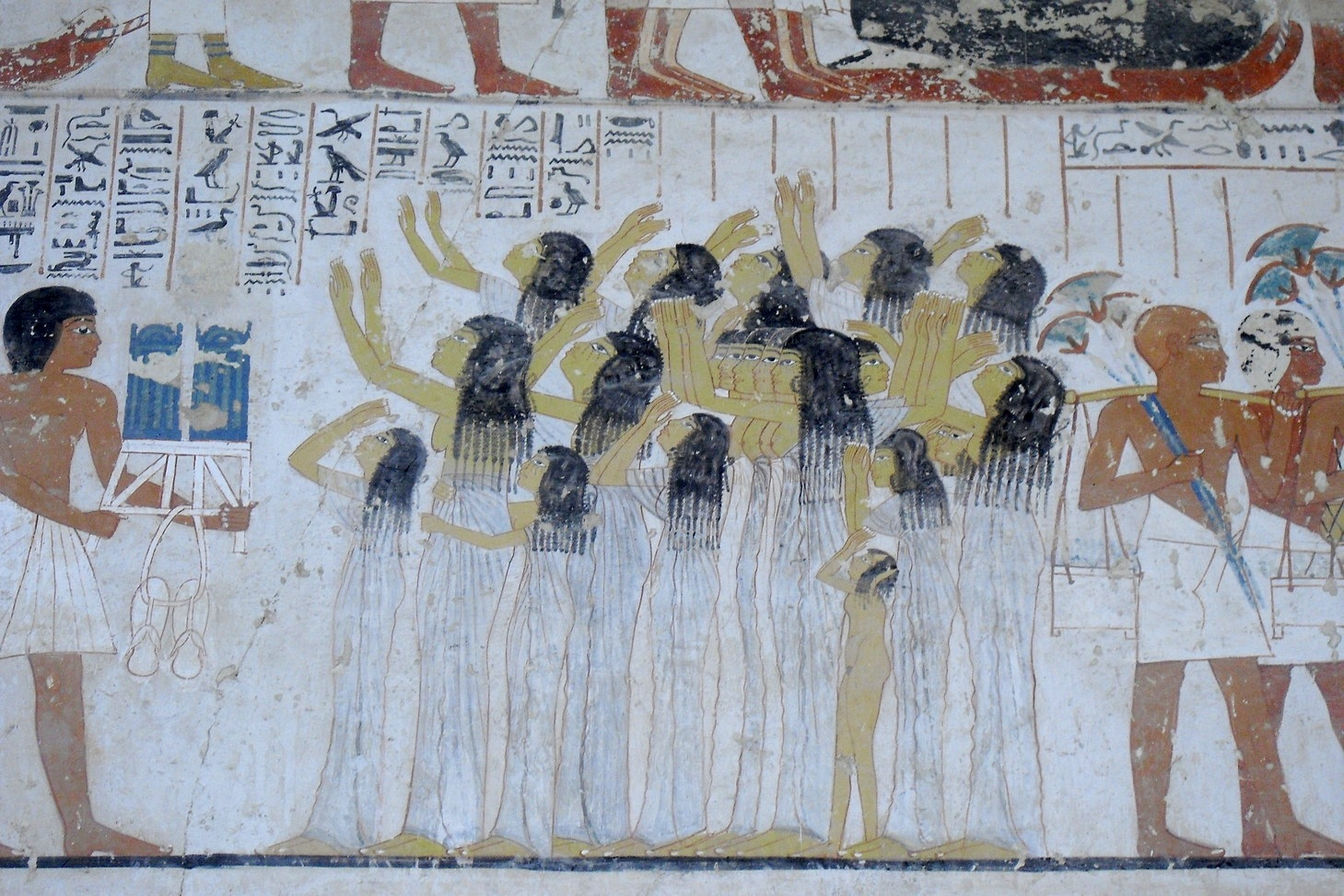
مقبرة رعموزا وجدران باسلوب الفن الجديد الذى ظهر في عهد امنحوتب الرابع (أخناتون) ويطلق على الفترة، الفن الآتونى
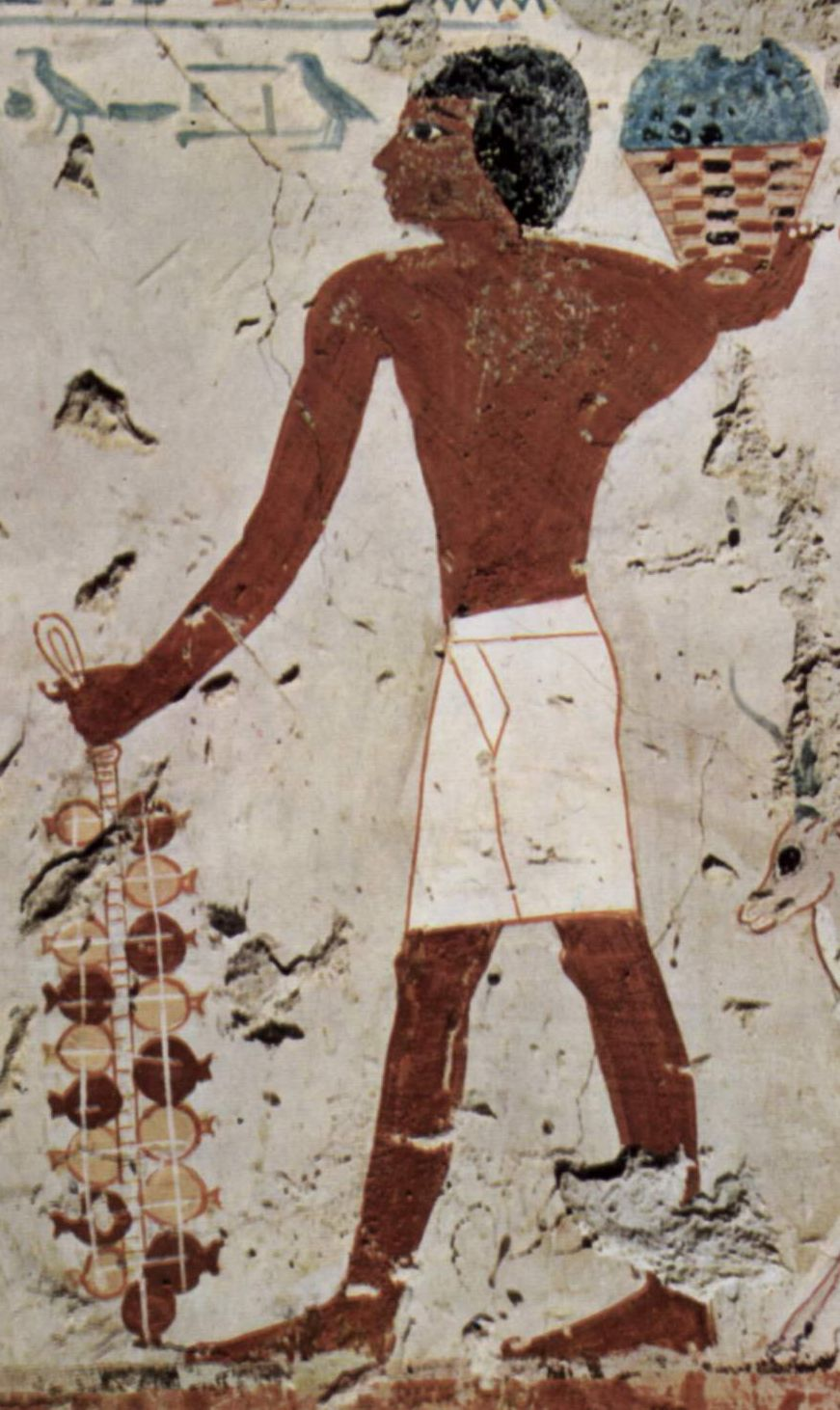
رسومات تعود إلى حكم حور محب
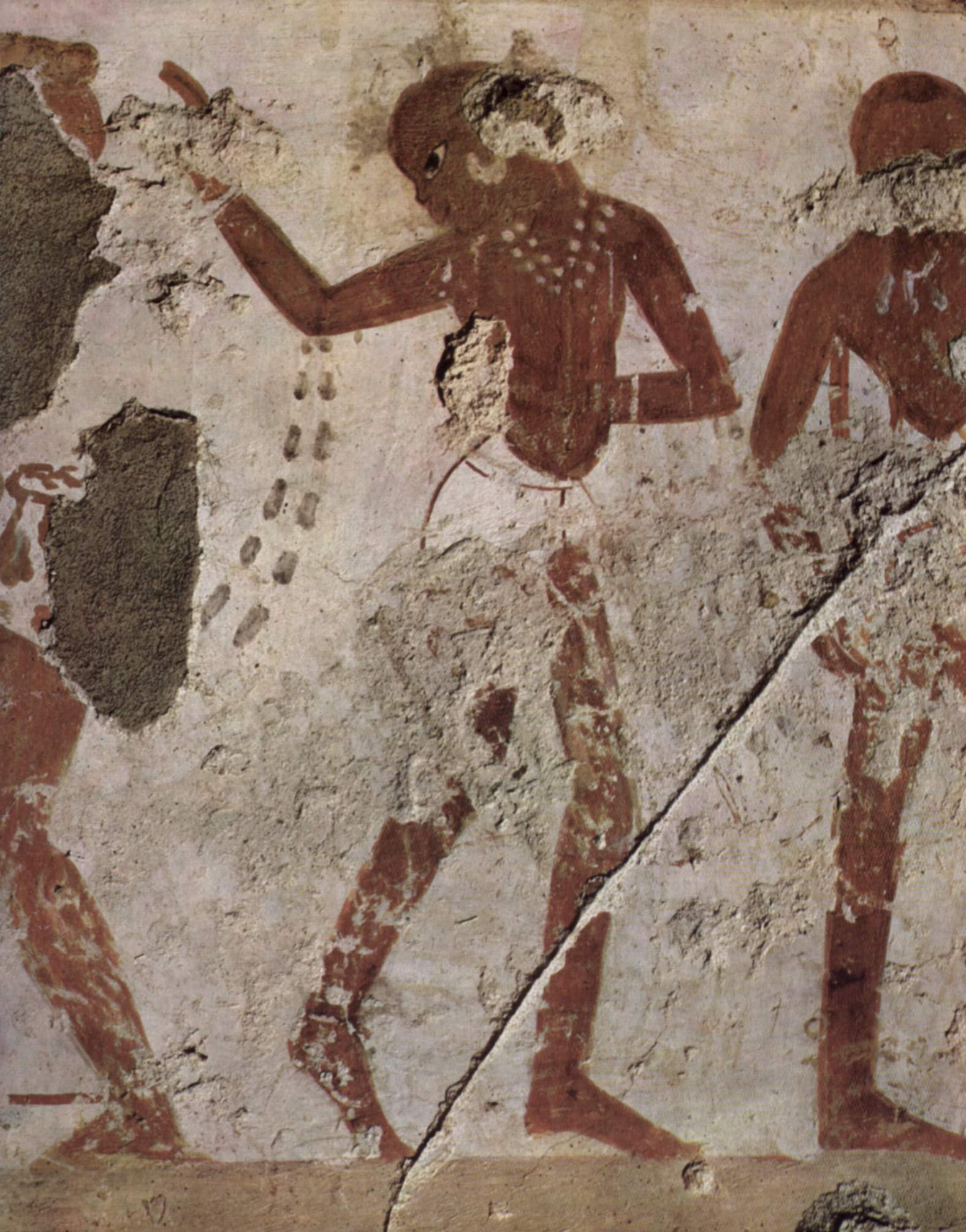
رسومات تعود إلى حكم تحتمس الرابع، حوالي 1422-1411 ق.م
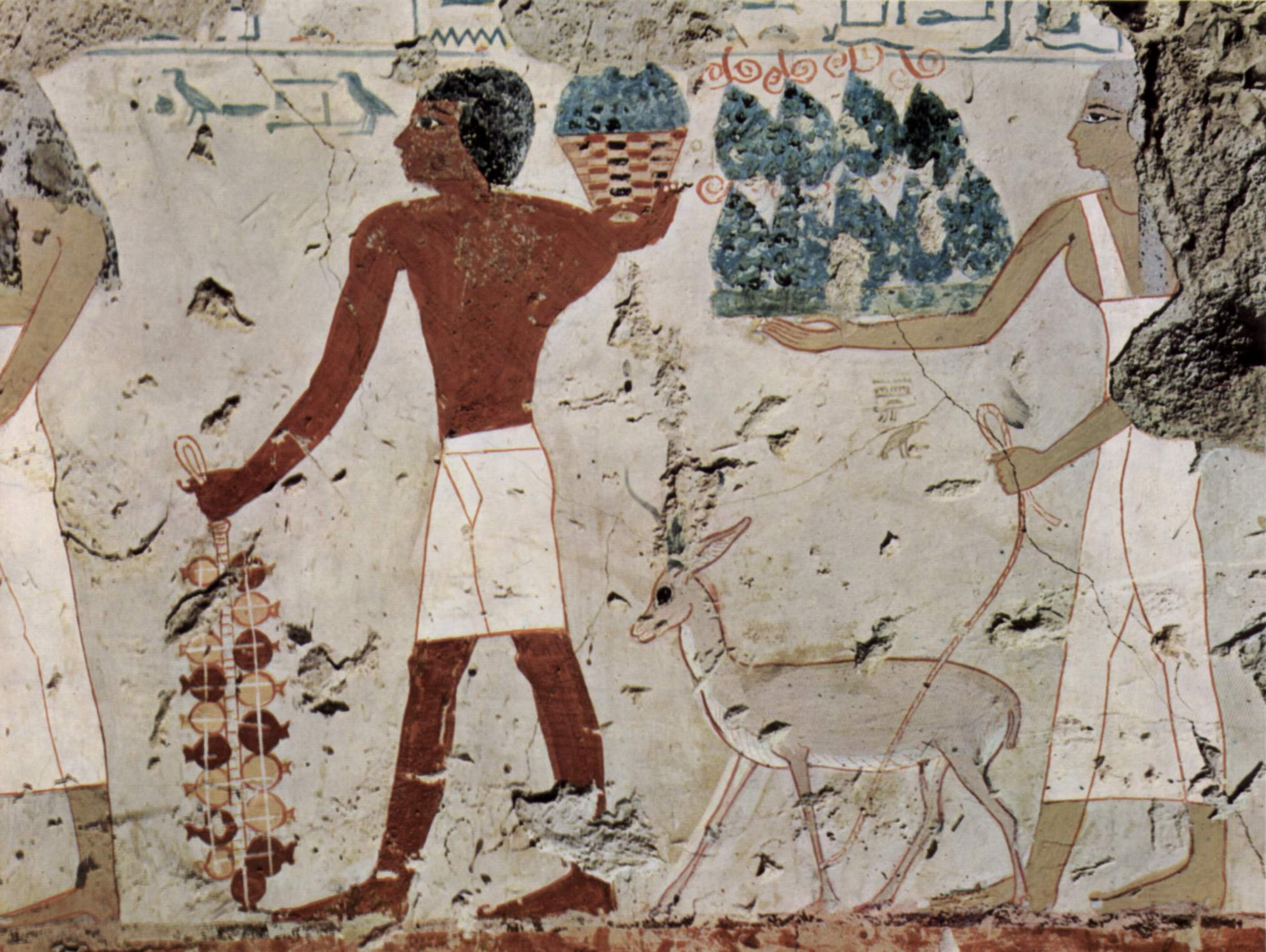
جدارية تعود لعهد تحتمس "الثالث، حوالي 1500-1450 قبل الميلاد.
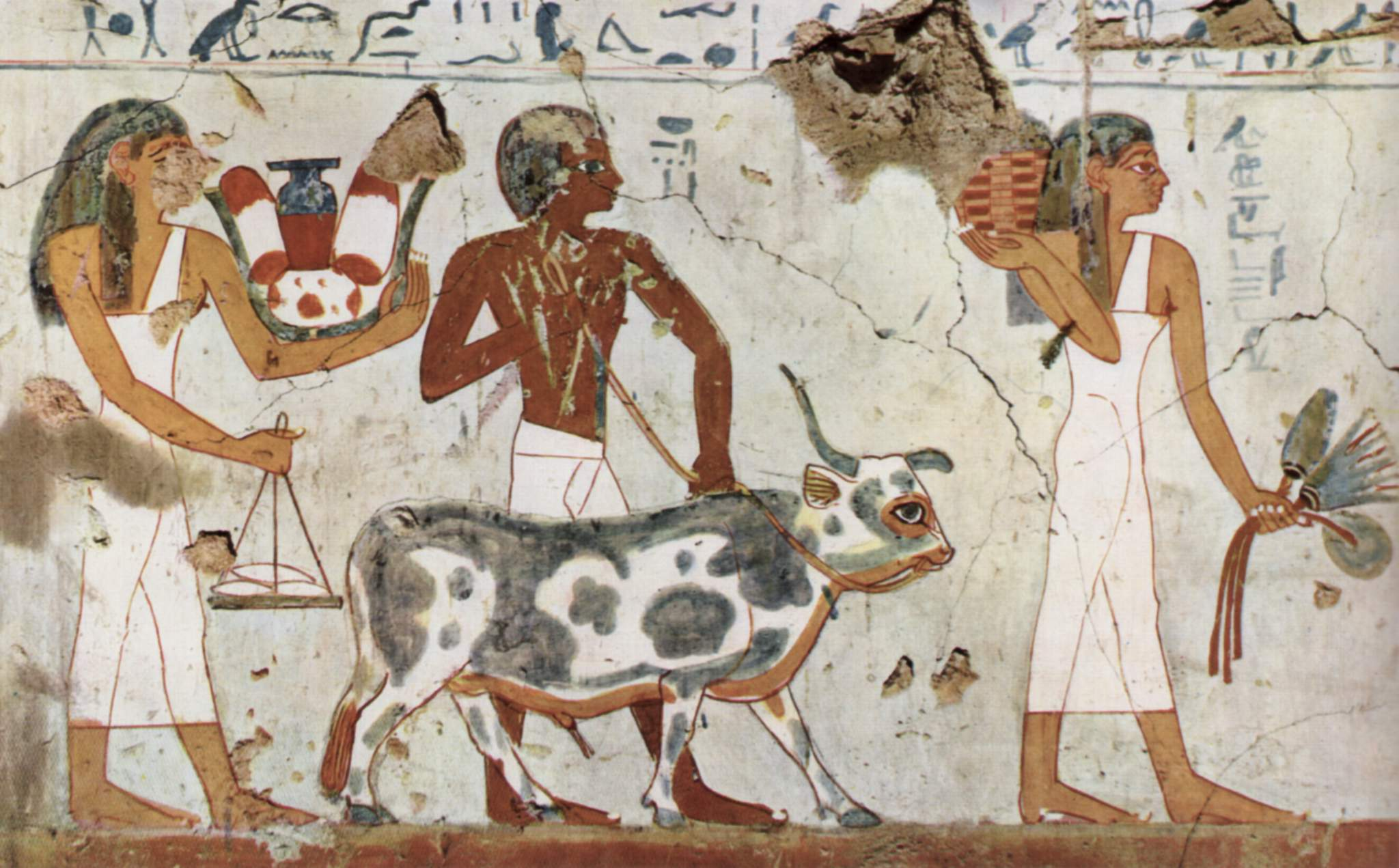
جدارية تعود لعهد تحتمس "الثالث، حوالي 1500-1450 قبل الميلاد.
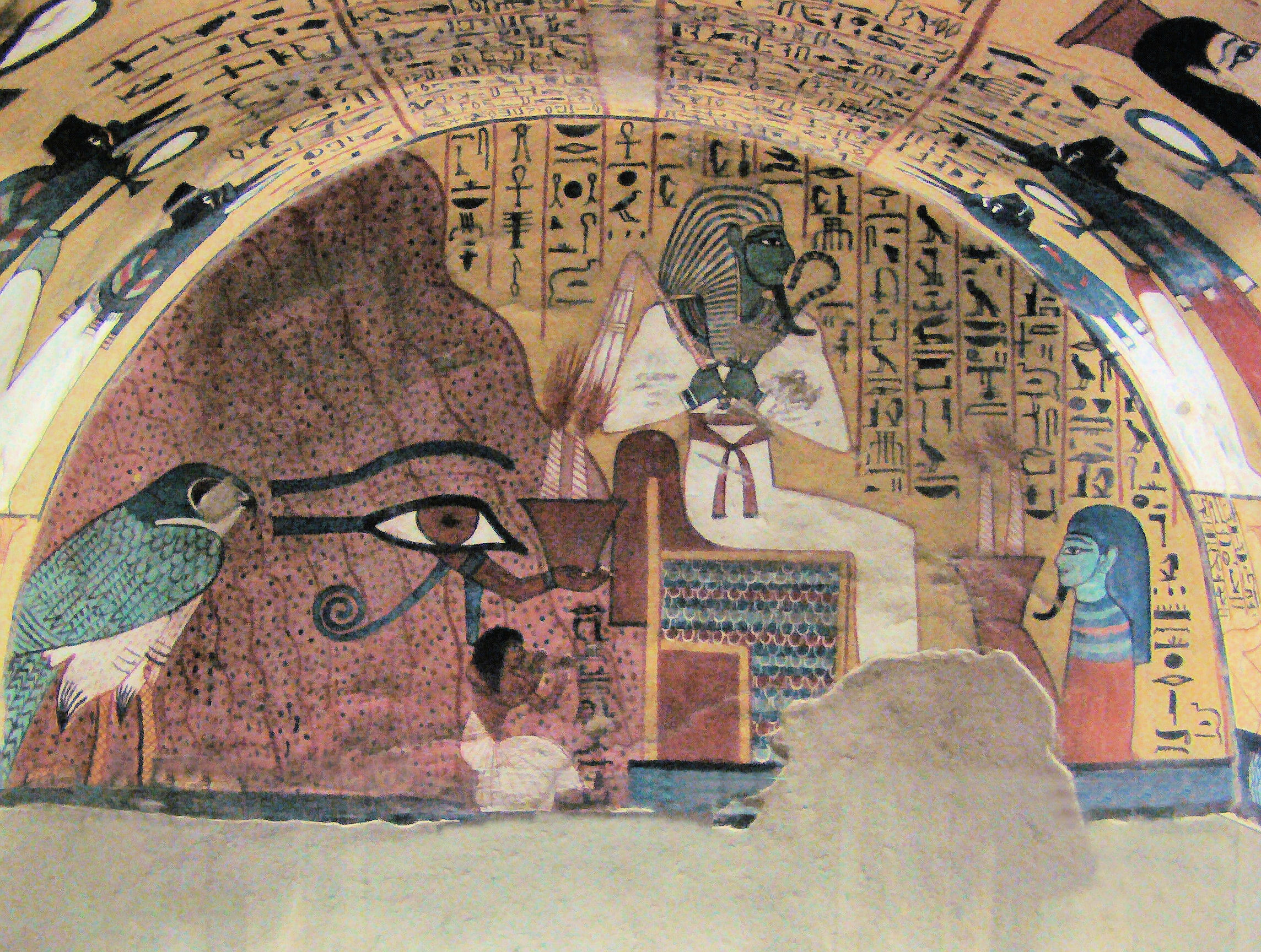
المقبرة
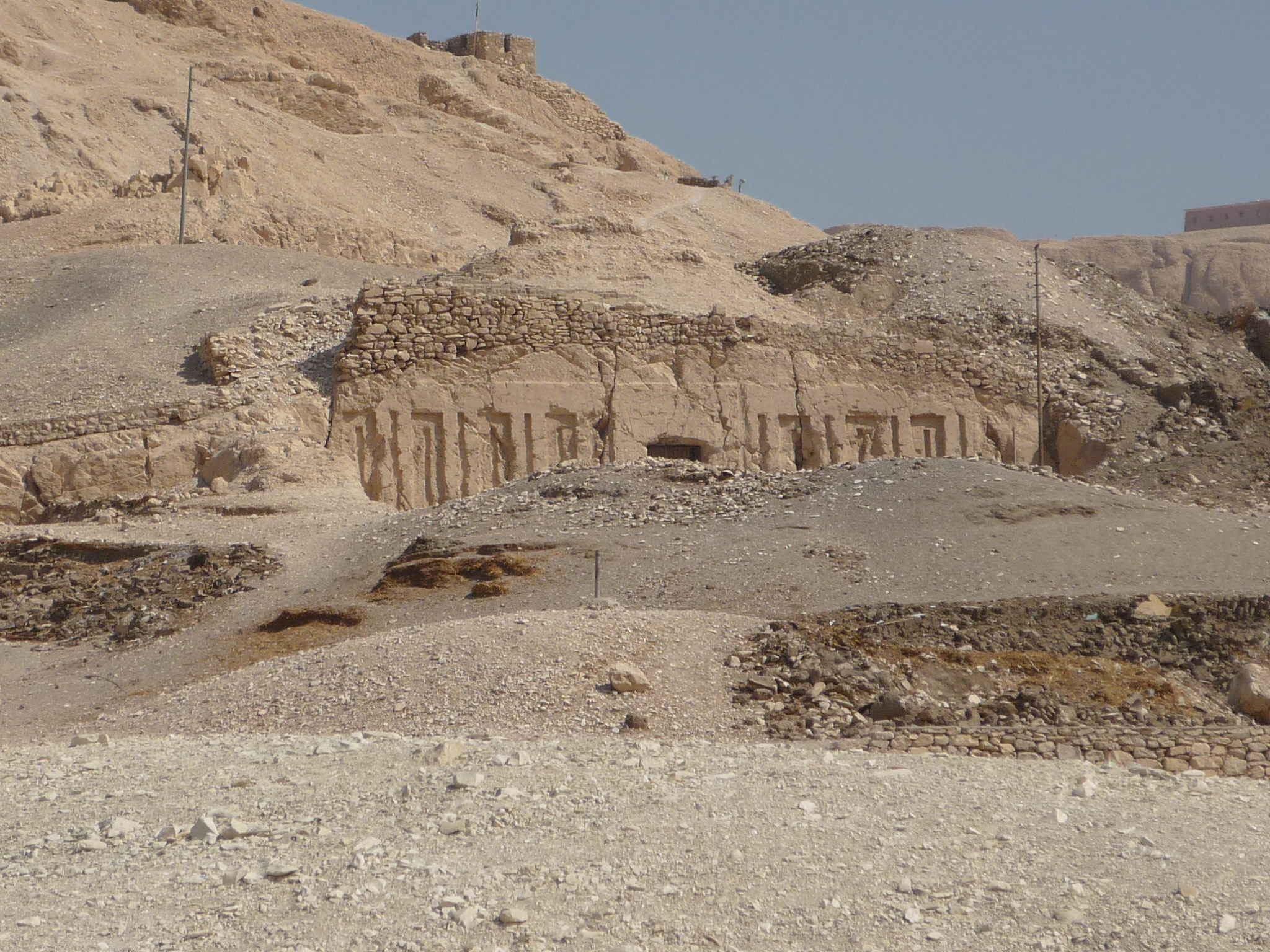
مقابر النبلاء من الجهة الغربية
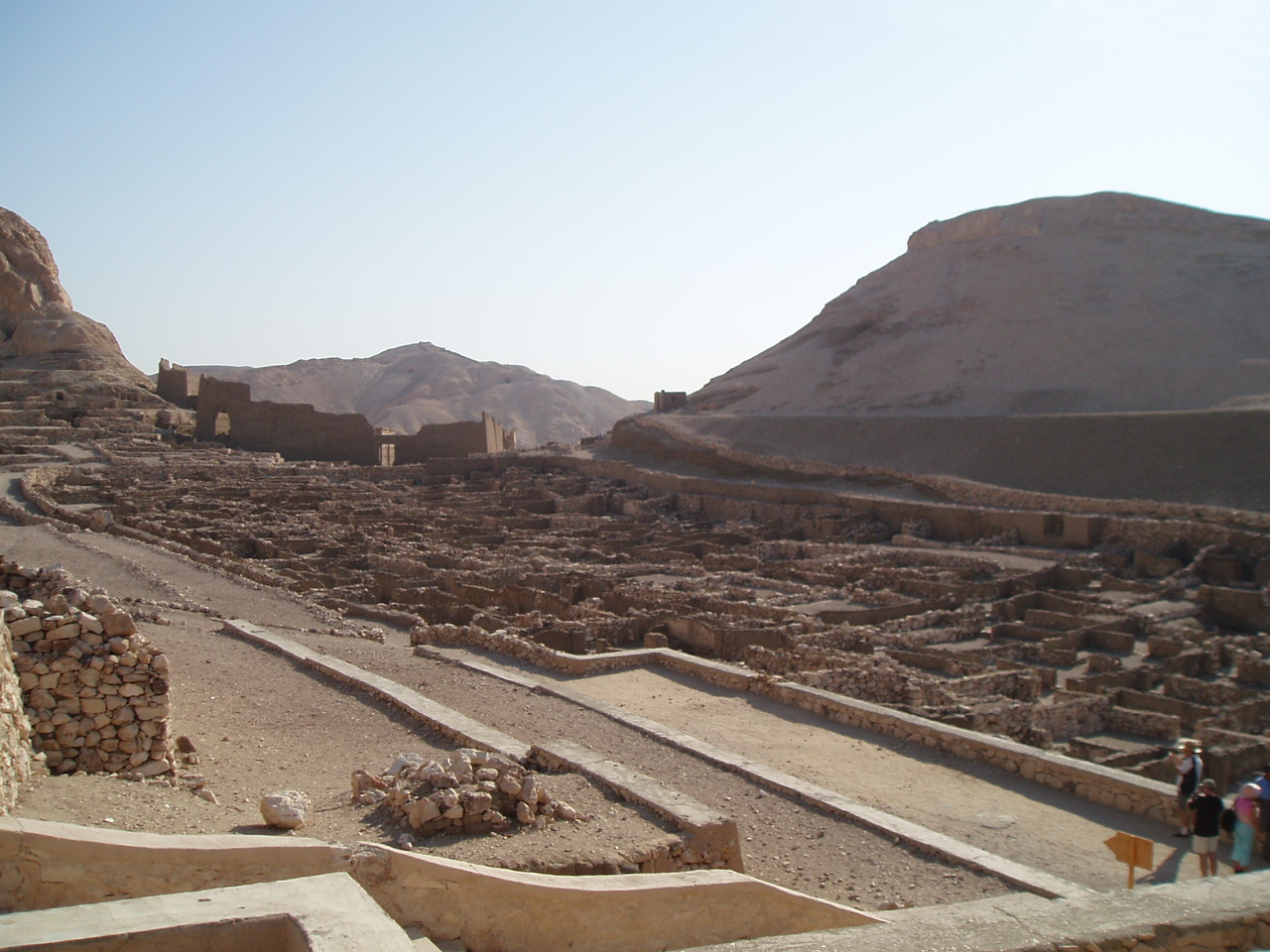
بلدة دير المدينة، تقع بالقرب من مقابر النبلاء.
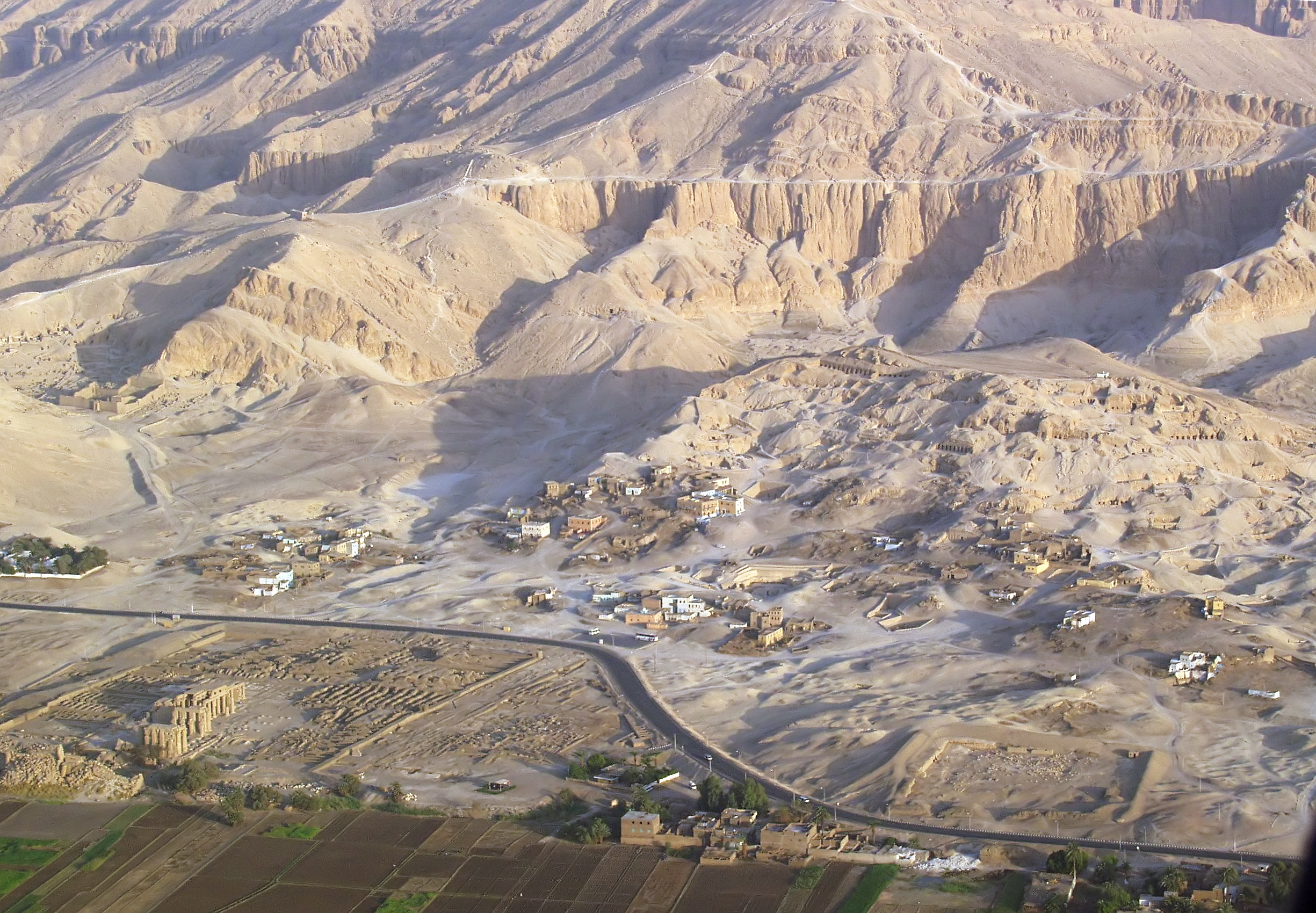
عرض جوي لمقابر النبلاء.
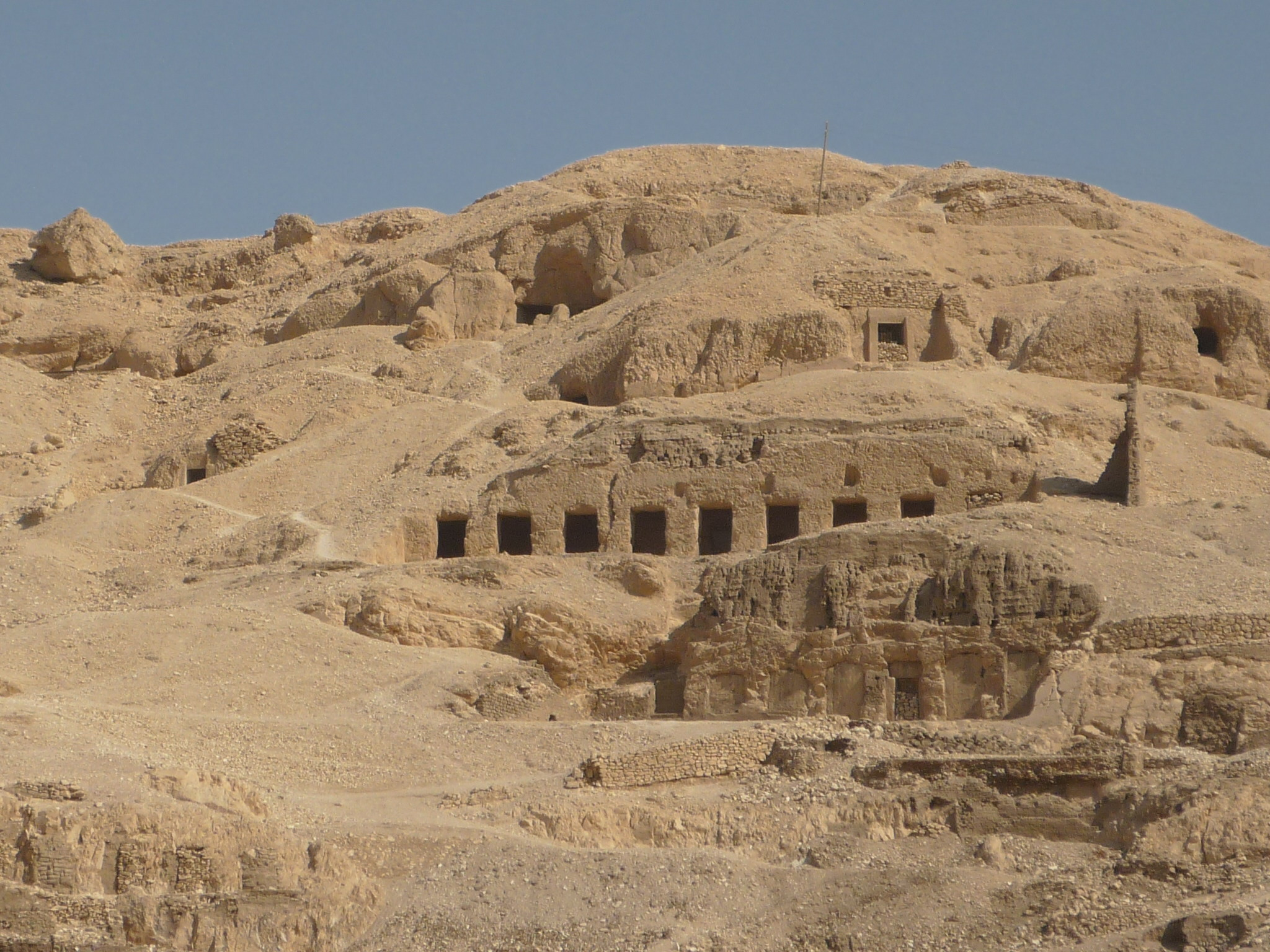
مقابر النبلاء، منحوتة في الصخر الرملى
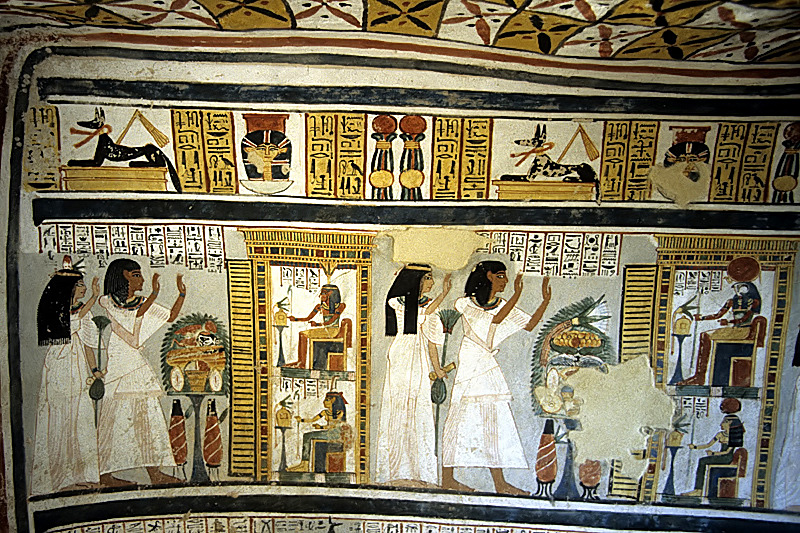
مقابر النبلاء
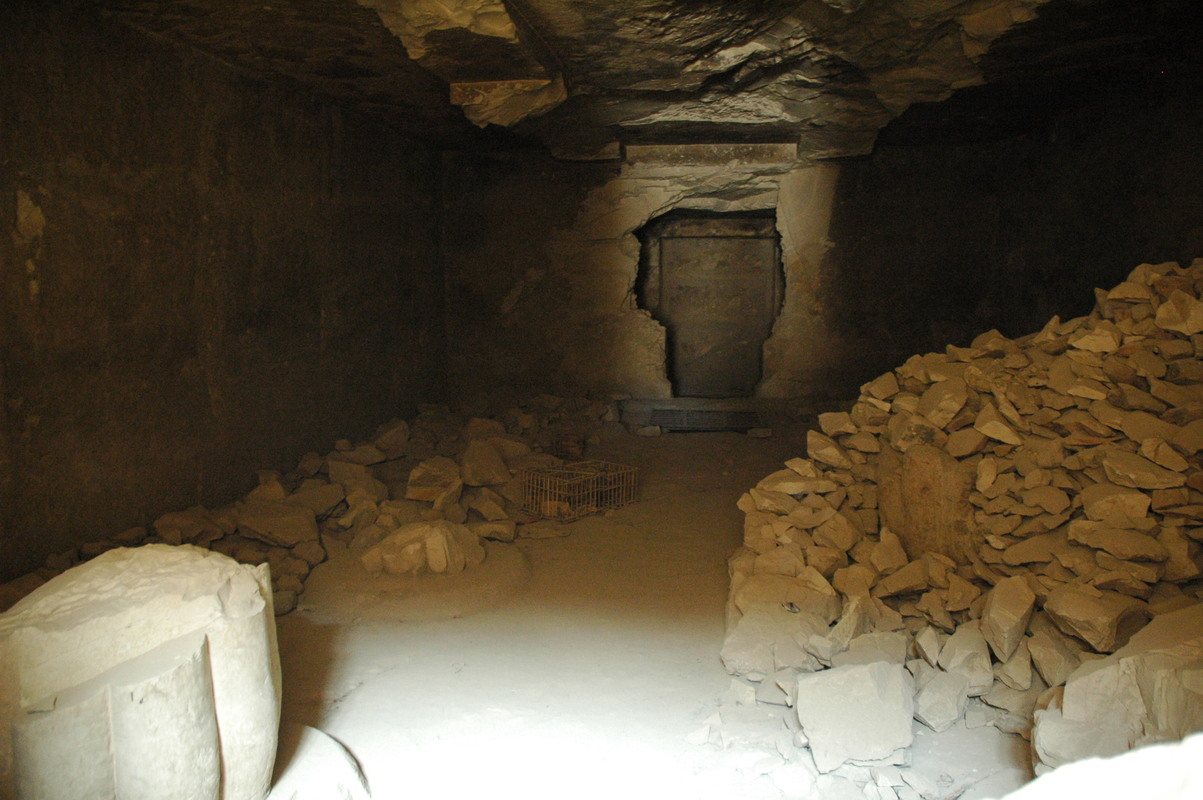
مقبرة رعموزا
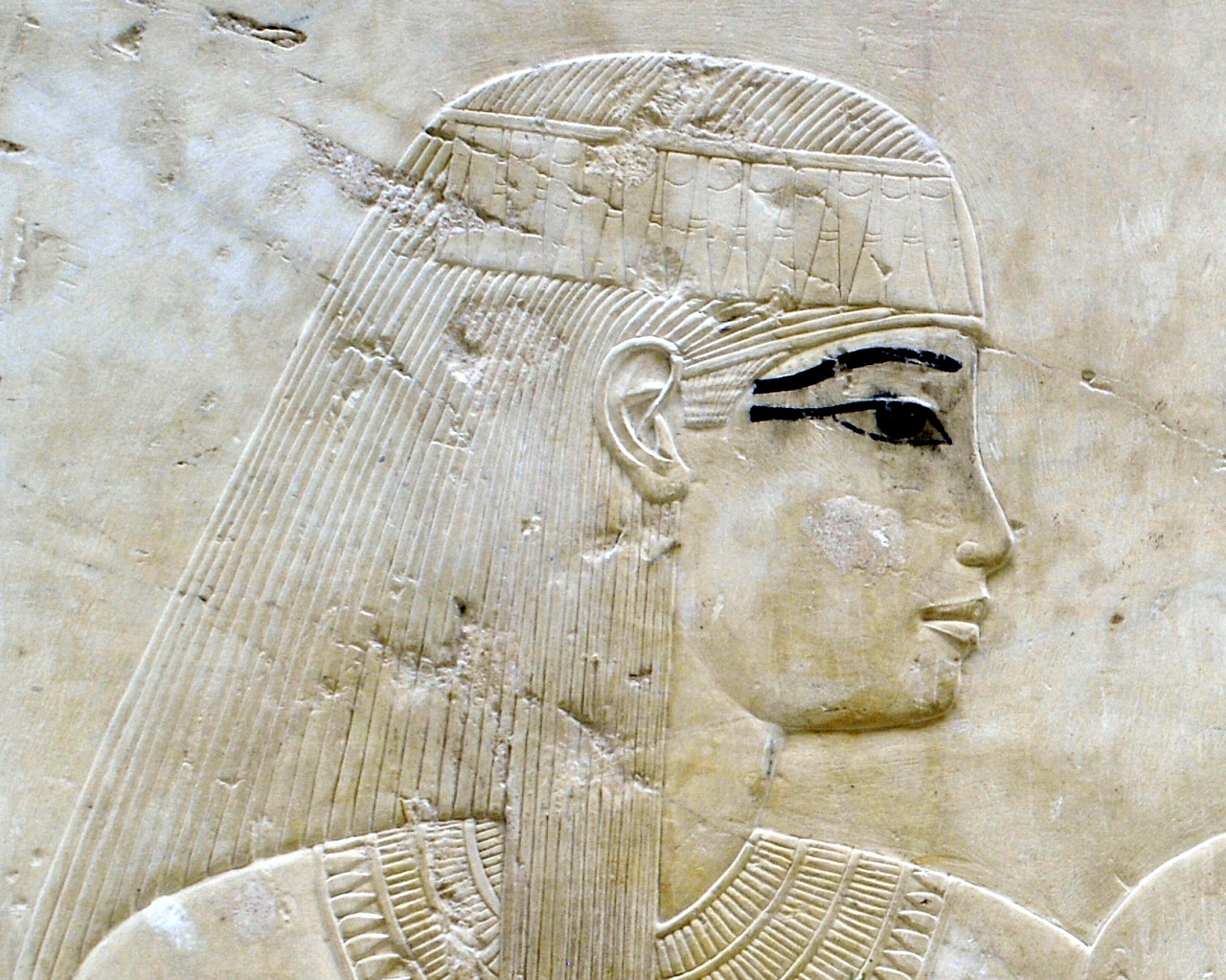
مقبرة رعموزا
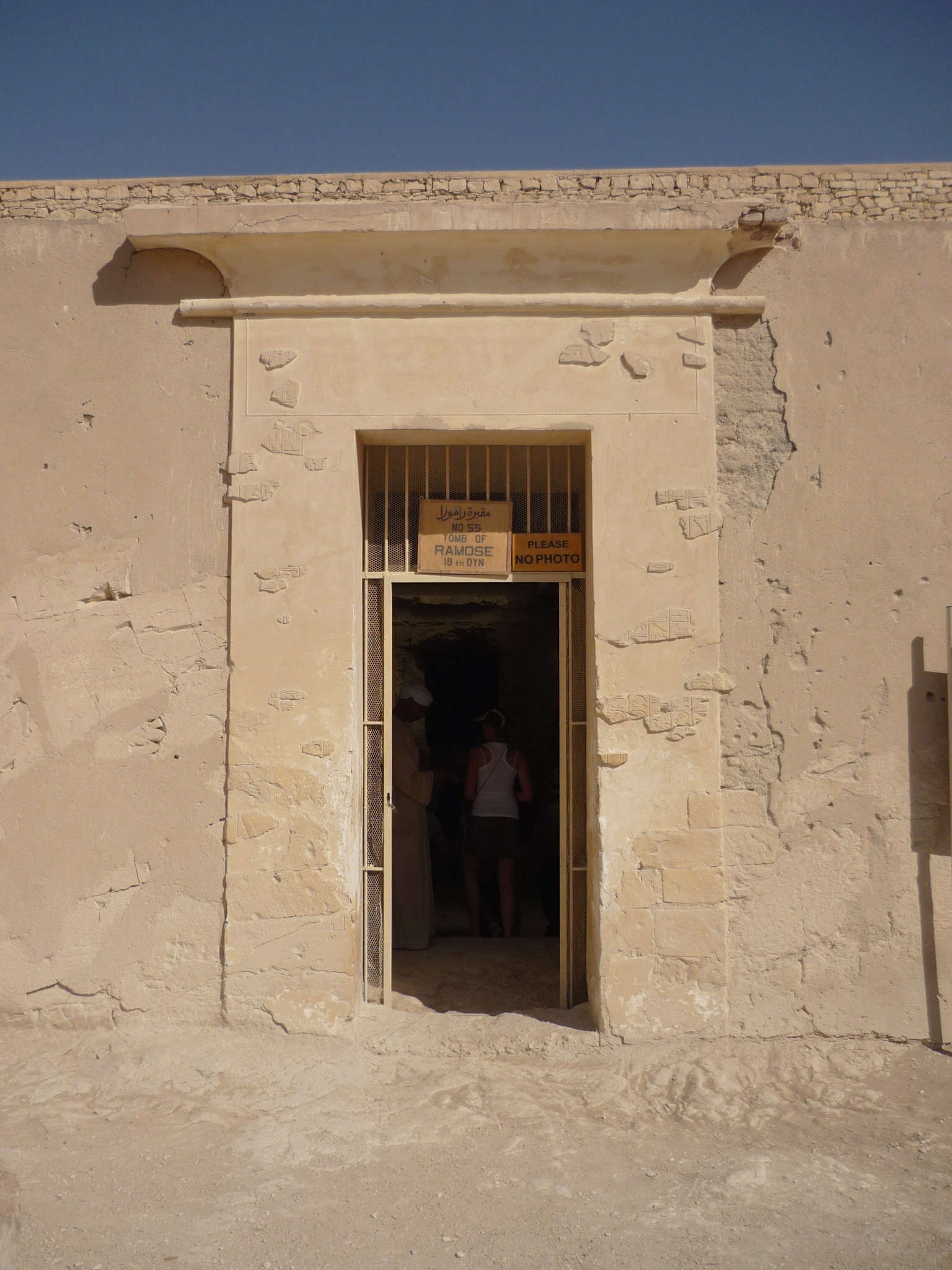
مقبرة رعموزا
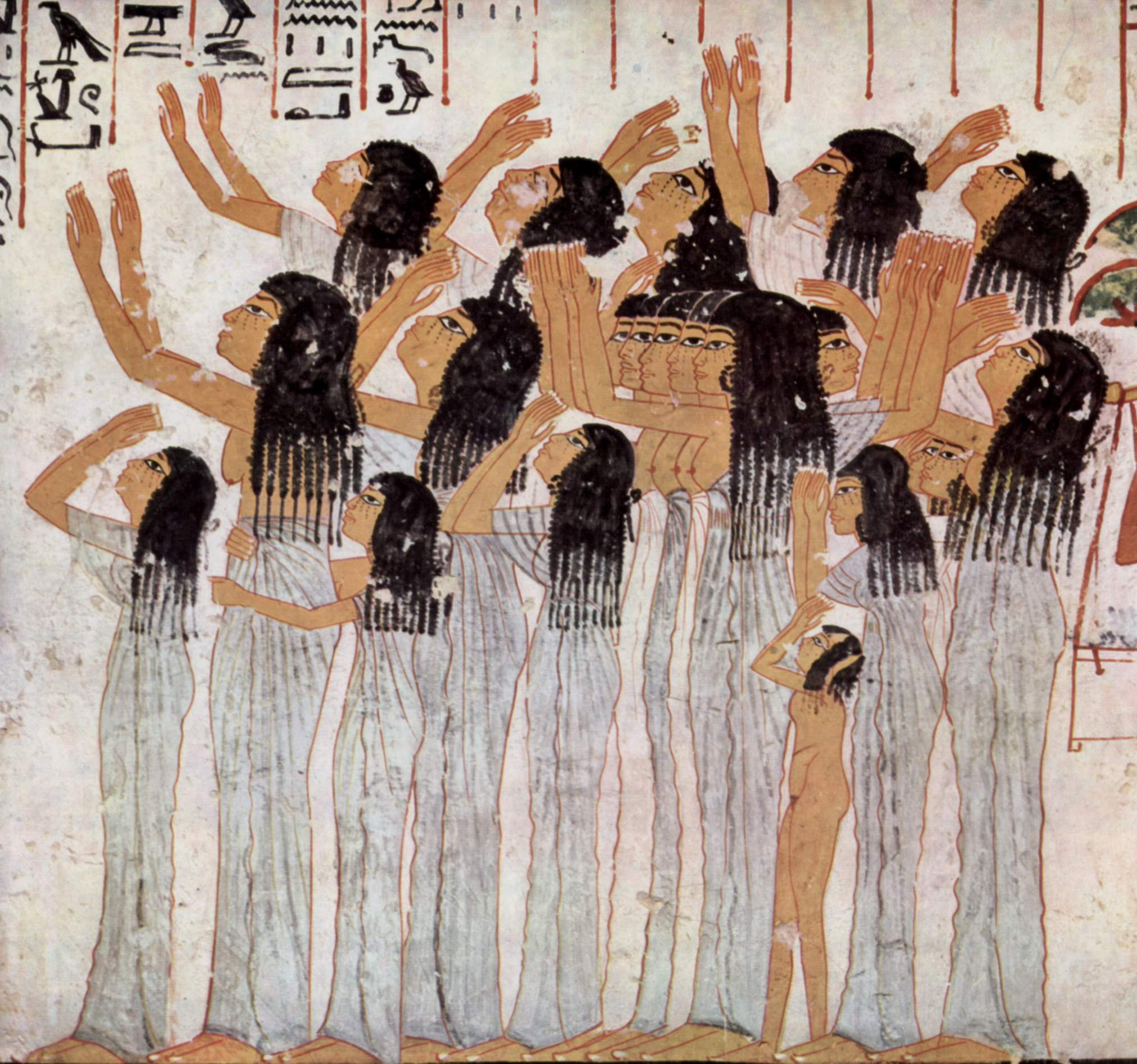
مقبرة رعموزا
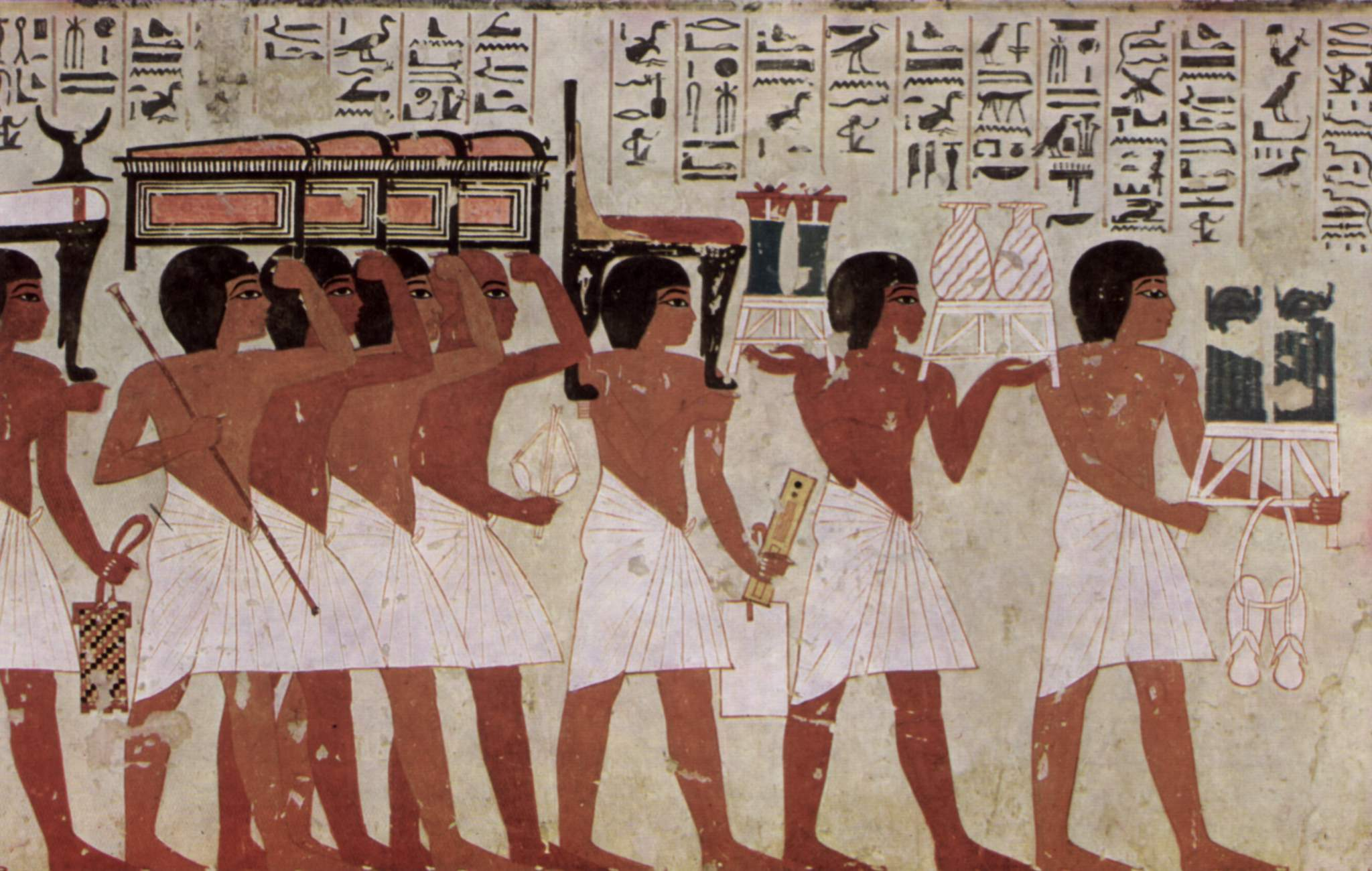
مقبرة رعموزا
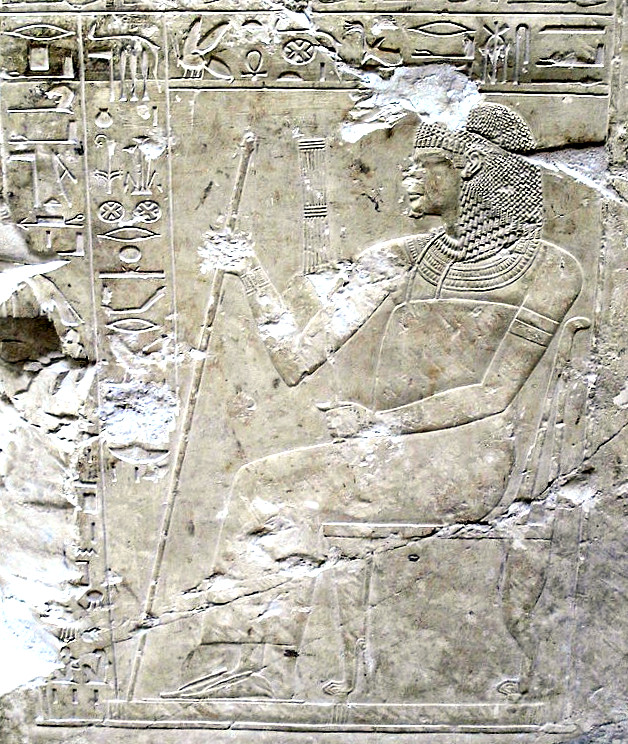
مقبرة رعموزا

## مقالات ذات صلة
- دير المدينة
- الأسرة المصرية الثامنة عشر
- تحتمس الرابع
- امنحوتب الثالث
- امنحوتب الرابع
- مصر القديمة